# Arquitectura de Pontevedra

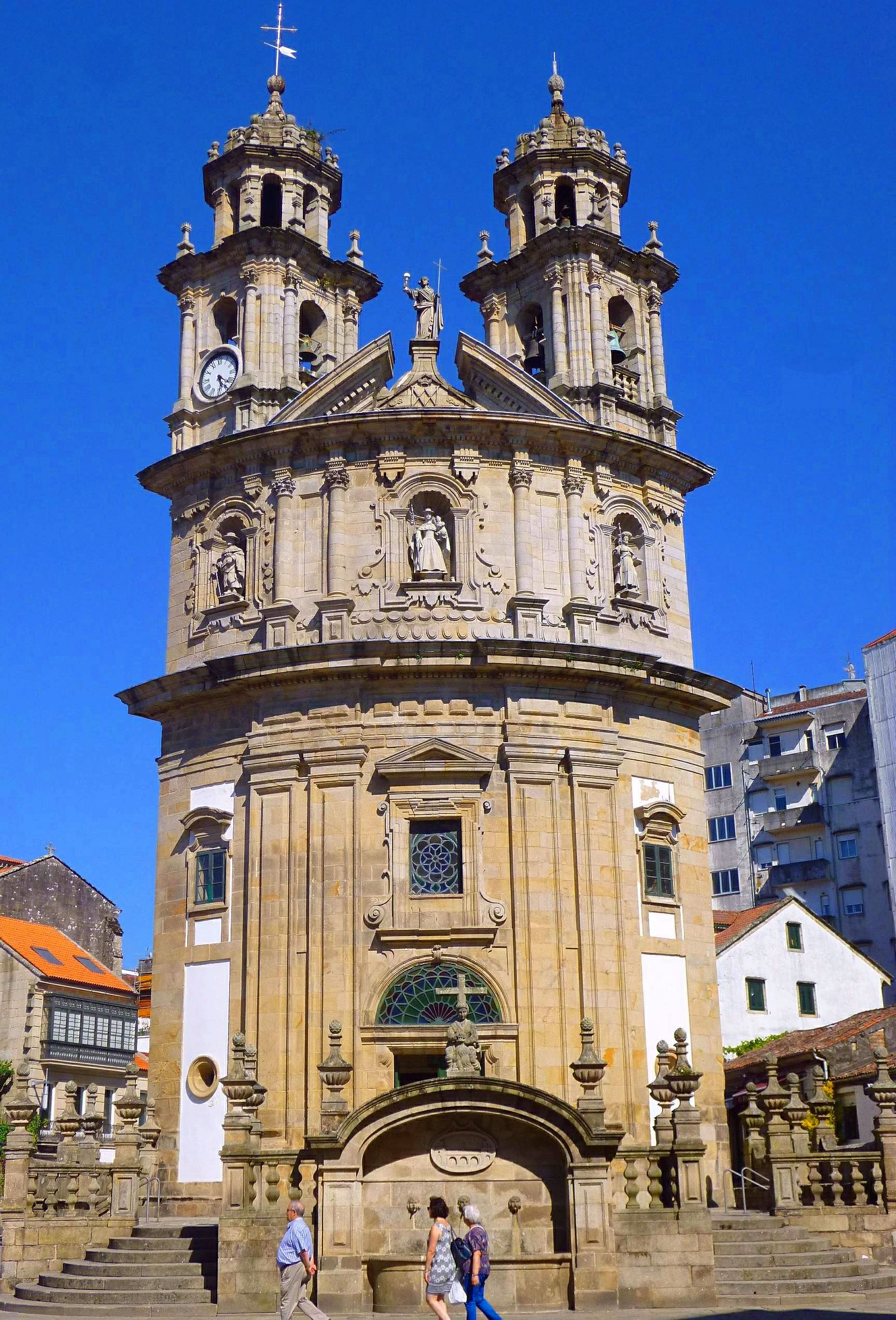
Iglesia de la Virgen Peregrina, emblema de Pontevedra.

La arquitectura de Pontevedra, capital de la provincia del mismo nombre en Galicia, España, presenta una mezcla de estilos históricos y modernos que reflejan su rica historia y evolución urbana. 
La arquitectura de Pontevedra ha tenido una evolución paralela a la española, y ha seguido de forma diversa las múltiples tendencias que se han ido produciendo en el contexto de la historia del arte occidental. La ciudad ha preservado a lo largo de los siglos una diversidad de edificaciones que reflejan las diferentes épocas y estilos que han dejado su huella en su tejido urbano, como los restos de construcciones defensivas que protegían la ciudad en tiempos medievales, las iglesias góticas y barrocas o los edificios eclécticos afrancesados de finales del siglo XIX, entre otros destacados exponentes arquitectónicos.

## Edad Media (478-1492)

### Arquitectura gótica (siglos XII-XV)
En Pontevedra, el estilo gótico dejó una huella notable tanto en la arquitectura religiosa como en la civil, reflejando la majestuosidad medieval de la ciudad. La influencia gótica en la arquitectura religiosa se manifiesta a través de varias edificaciones destacadas. La iglesia de Santo Domingo es particularmente notable por su cabecera porticada con cinco ábsides, una característica excepcional en Galicia. La iglesia de San Francisco, construida siguiendo el modelo de iglesias mendicantes, presenta una planta de cruz latina con una nave única y ábsides poligonales cubiertos con bóvedas de crucería. Su altura imponente y el interior decorado con sepulcros y vidrieras con un programa iconográfico franciscano subrayan su importancia. El convento de Santa Clara, aunque con una estructura más sencilla, sigue el estilo gótico ojival con su nave rectangular, bóveda de abanico y una portada exterior en la fachada norte decorada con escenas del Juicio Final.
En el gótico tardío o gótico isabelino, la Basílica de Santa María la Mayor se destaca como una de las principales obras arquitectónicas de la ciudad, conocida como la "perla del gótico gallego". Esta basílica combina elementos góticos con influencias manuelinas portuguesas, destacando por sus fachadas rematadas con crestería y una planta basilical con bóvedas de crucería tardogóticas, evidenciando una transición hacia el estilo renacentista.
En cuanto a la arquitectura civil, el gótico se refleja en edificios de estilo gótico tardío como la Casa de las Campanas, la Casa de los Vaamonde y la Casa del Correo Viejo. La Casa de las Campanas conserva una fachada principal del siglo XV con arcos conopiales, escudos heráldicos y adornos renacentistas como bolas de piedra en la cornisa. La Casa de los Vaamonde es notable por su fachada con una entrada con un arco conopial bilobulado y una ventana en el cuerpo superior con arco conopial y adornada con lacerías y bolas de piedra en la cornisa. La Casa del Correo Viejo presenta una fachada destacada por un alfiz del siglo XVI que enmarca un gran escudo de armas. La entrada principal, coronada por un arco carpanel, conserva un pequeño escudo en su clave. Elemento destacado de la arquitectura gótica civil es también la ventana con arco apuntado y un pequeño rosetón en la casa del arcediano del Salnés Juan Fernández de Sotomayor en la plaza de la Verdura.

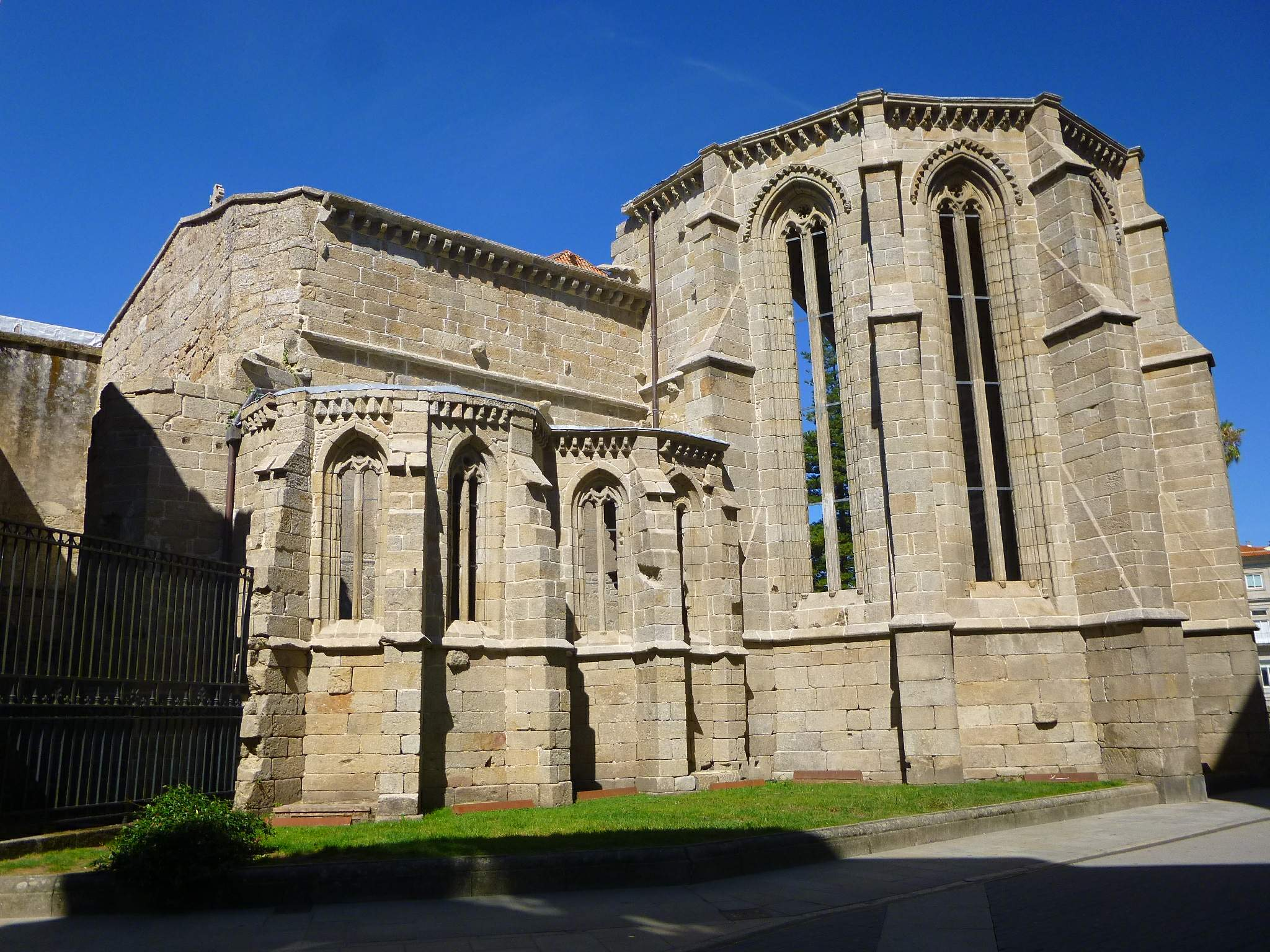
Restos de la iglesia de Santo Domingo
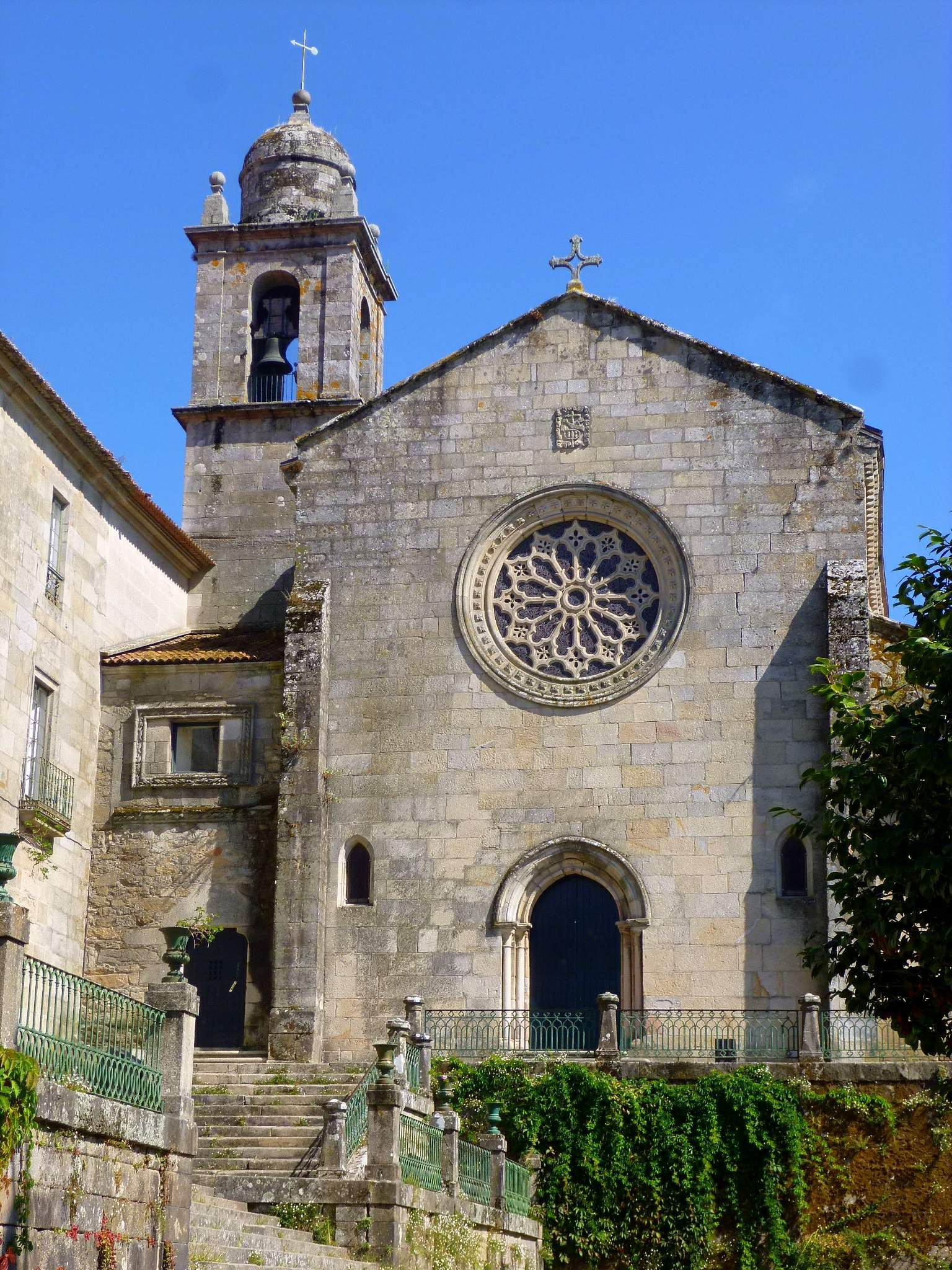
Iglesia de San Francisco
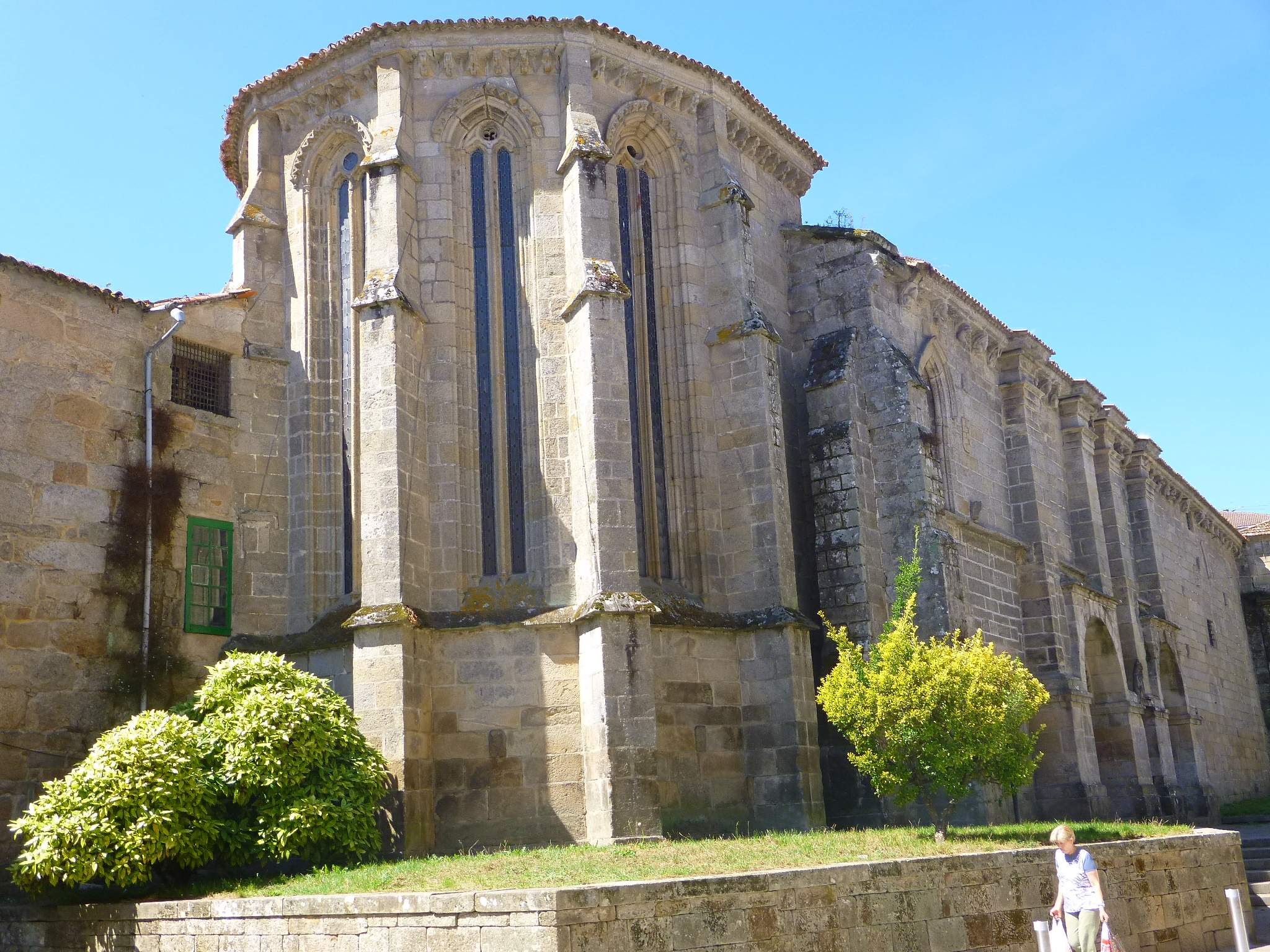
Convento de Santa Clara
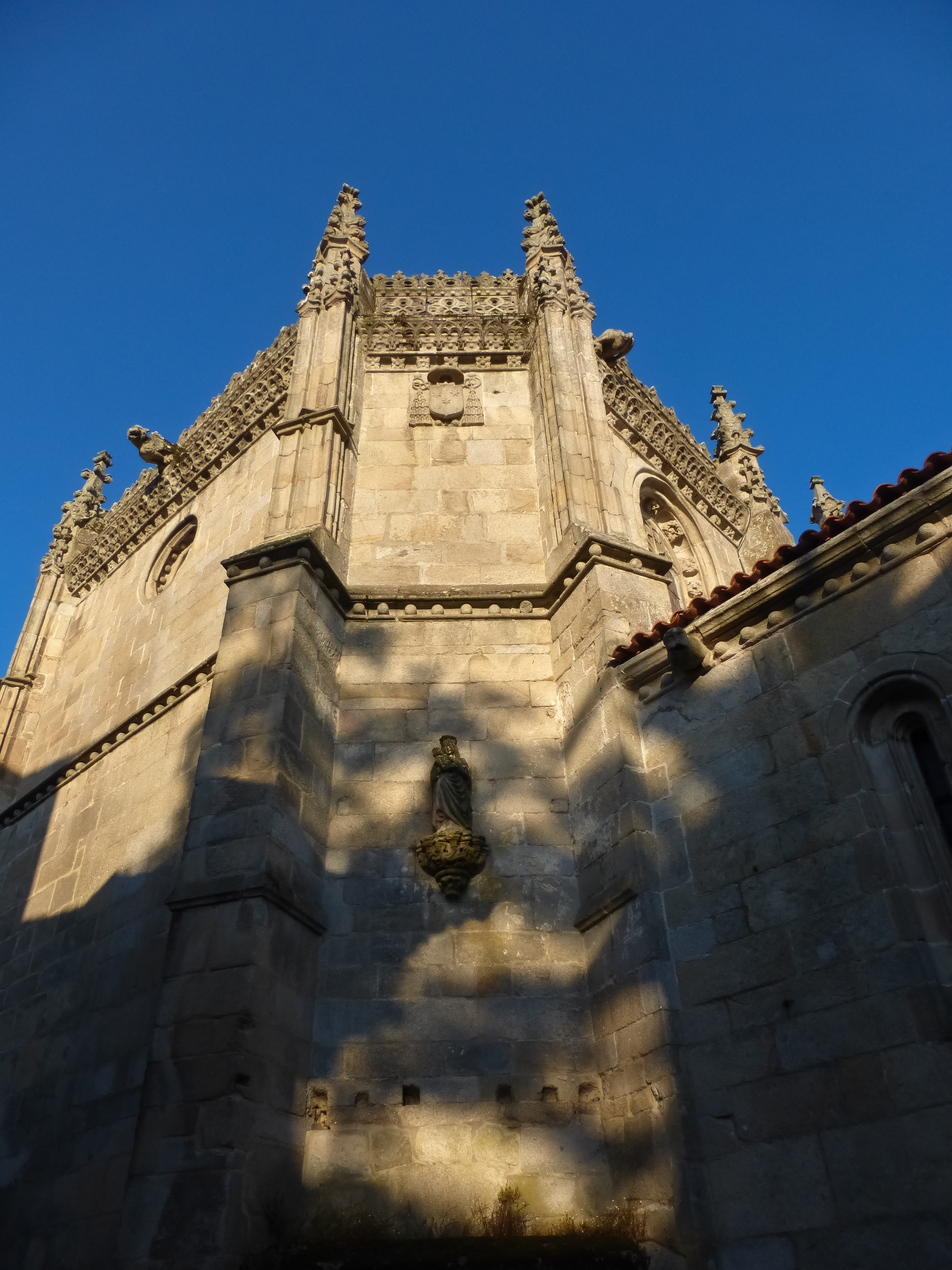
Cresterías en la Basílica de Santa María la Mayor
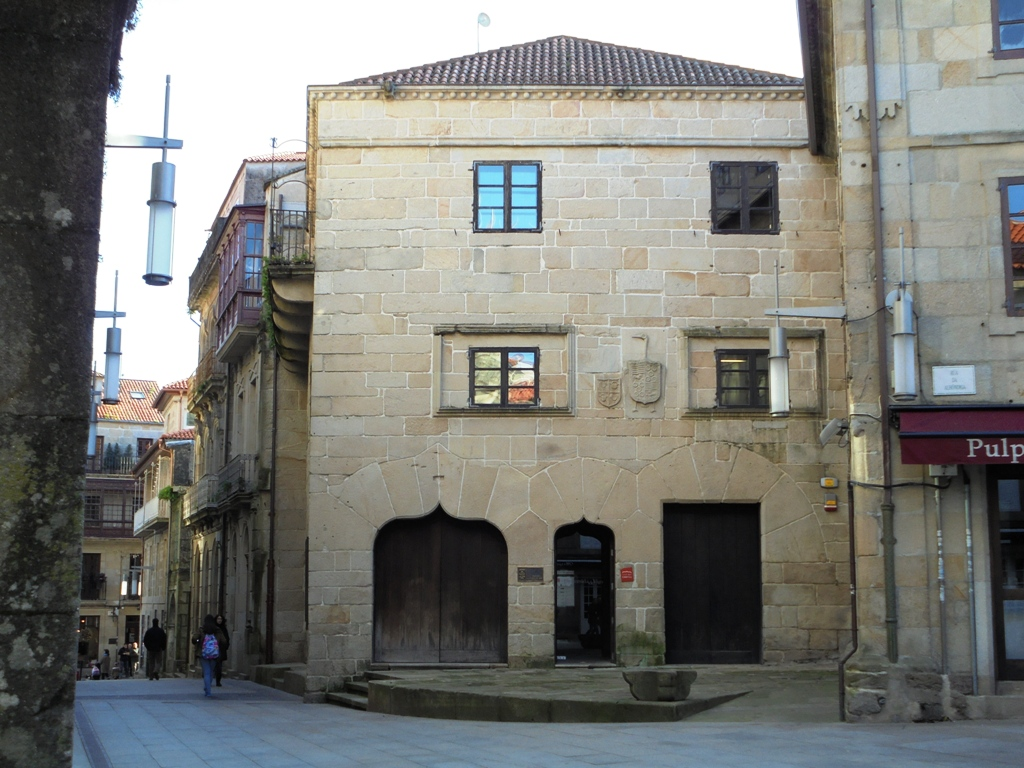
Casa de las Campanas
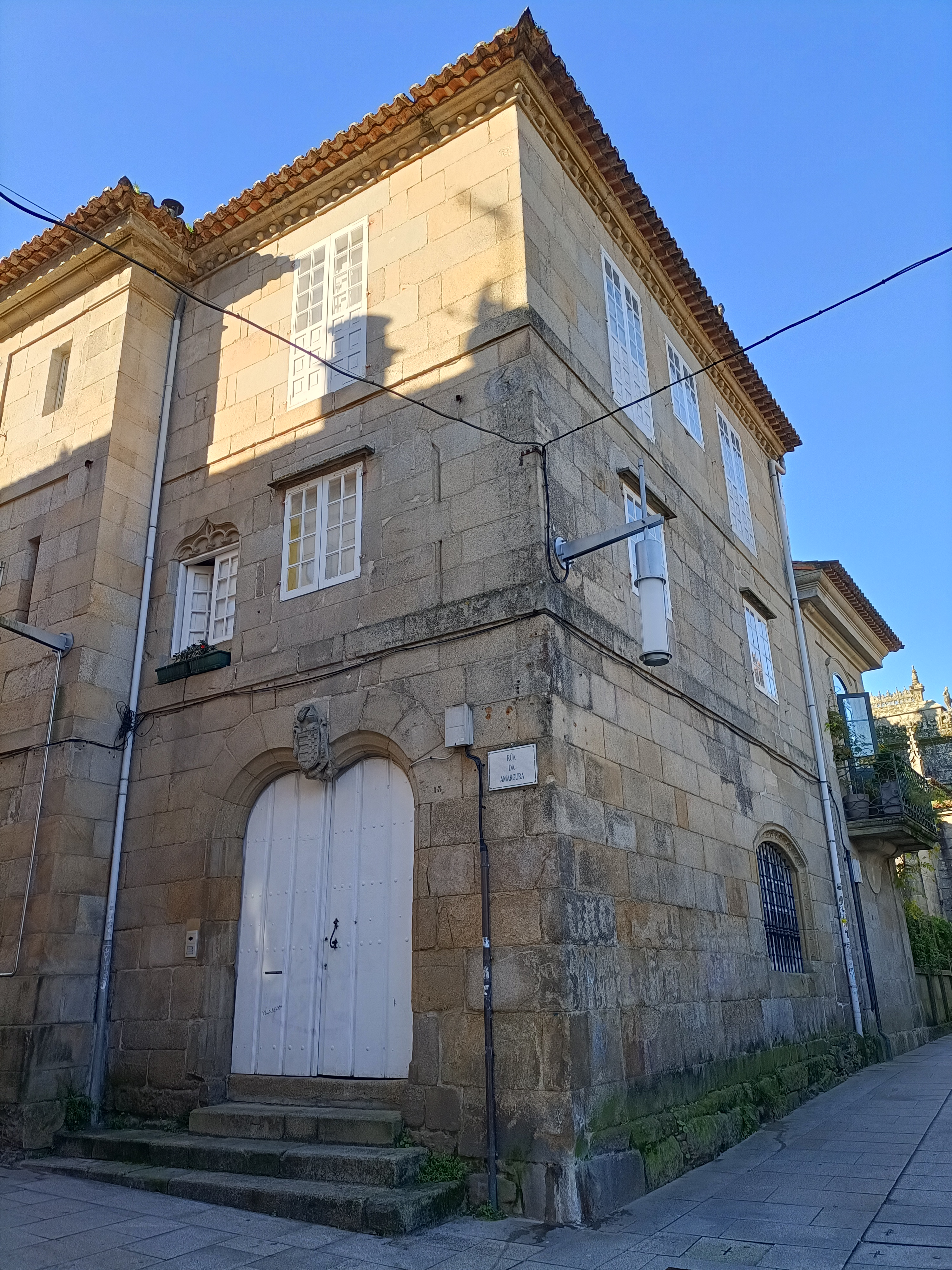
Casa de los Vaamonde
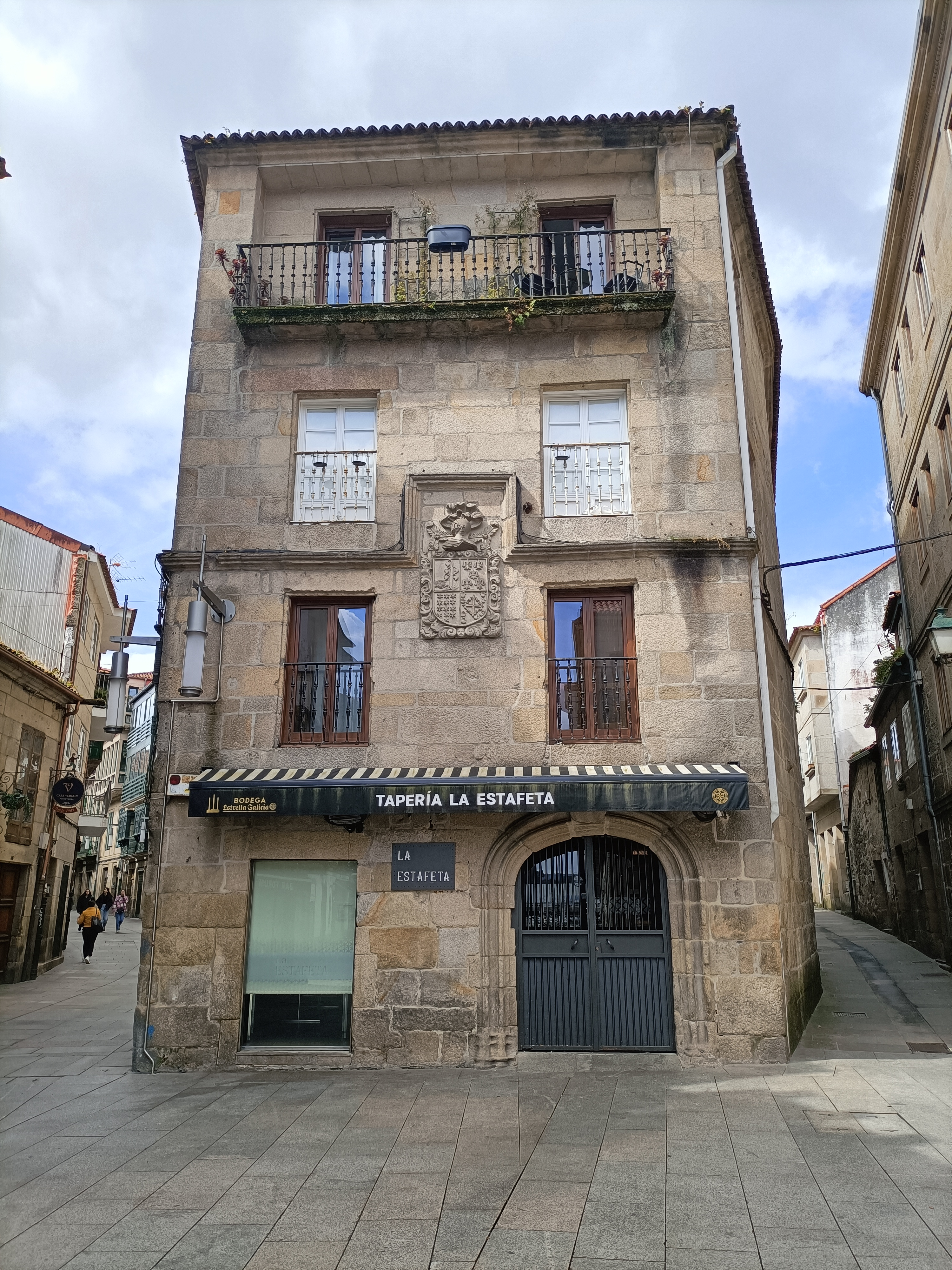
Casa del Correo Viejo

### Construcciones defensivas
Las construcciones defensivas de Pontevedra jugaron un papel crucial en la historia de la ciudad, subrayando su relevancia estratégica a lo largo de los siglos. La muralla de Pontevedra, cuyos restos aún se pueden ver en varios puntos de la ciudad, data de 1180 y fue ampliada en tres ocasiones hasta el siglo XV. Esta estructura de mampostería, con una altura de 7 metros y equipada con almenas y torres fortificadas, se extendía a lo largo de 2.170 metros y contaba con cuatro puertas principales y siete postigos. Hoy en día, algunos tramos de la muralla se integran en la arquitectura moderna, como en el Edificio Castelao del Museo de Pontevedra.

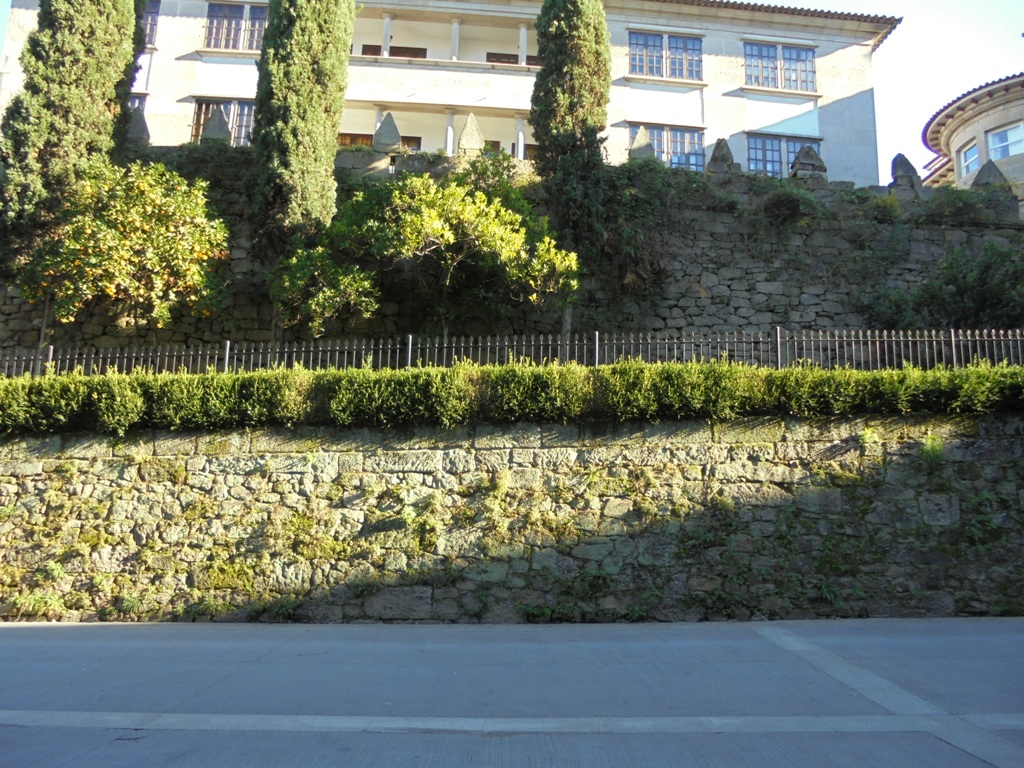
Restos de la Muralla de Pontevedra.

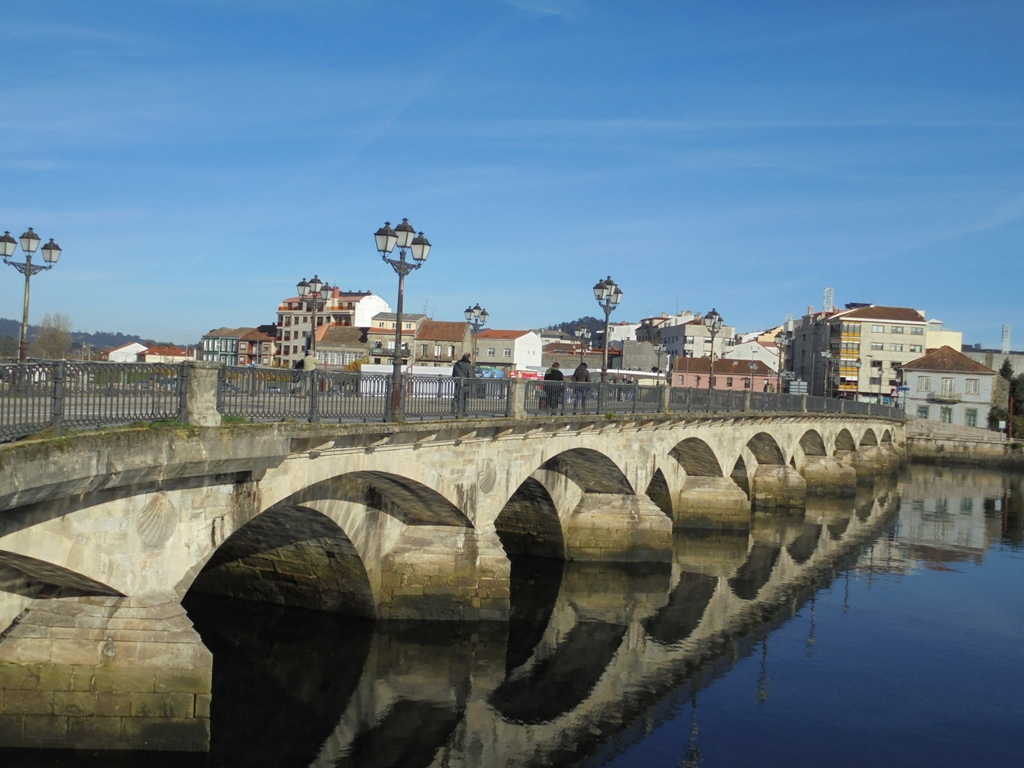
Puente del Burgo.

Las Torres Arzobispales, una fortaleza construida frente al mar en la actual avenida de Santa María, eran una de las construcciones defensivas más imponentes de Pontevedra. Esta fortaleza, rodeada por un foso y con un puente levadizo, sirvió como residencia para los arzobispos de Santiago de Compostela y los reyes de Portugal. Aunque sufrió graves daños durante conflictos y ataques, incluyendo su destrucción casi total en 1719, la Torre del Homenaje sobrevivió y se convirtió en una cárcel, antes de ser demolida, simbolizando la resistencia de la ciudad.
El Puente del Burgo, de origen romano y reconstruido en el siglo XII, también tuvo un papel defensivo fundamental con su torre destruida en 1719. Aunque uno de sus arcos fue cegado en el siglo XV para ampliar la muralla, el puente sigue siendo un monumento emblemático de la historia de la ciudad, representado en el escudo de Pontevedra.

### Plazas y calles medievales
Las plazas medievales de Pontevedra ofrecen una visión del dinamismo y la vida cotidiana de la época. La Plaza de la Herrería, conocida por su Fuente de la Herrería y los soportales que albergaban a los herreros, y la Plaza de Teucro, rodeada de naranjos y edificios señoriales, destacan por su elegancia y carácter comercial. La Plaza de la Leña, con su crucero y edificios populares, y la Plaza de la Verdura, con sus soportales y fuente de forja del siglo XIX, muestran la evolución de las tradiciones locales. Otras plazas, como la Plaza de la Pedreira, reflejan la tradición de los canteros, y la Plaza de Méndez Núñez es notable por su papel cultural en la ciudad. La Plaza de Curros Enríquez, la Plaza del Muelle, y otras como la Plaza de las Cinco Calles y la Plaza de Alonso de Fonseca, combinan historia, arquitectura y funciones diversas, enriqueciendo el patrimonio arquitectónico del casco antiguo de Pontevedra.
Por otra parte, las calles medievales de Pontevedra, con su trazado irregular y atmósfera histórica, son también testimonio de la evolución de la ciudad. La Calle Soportales y la Calle Real, importantes ejes comerciales y del Camino de Santiago Portugués, muestran la continuidad de la tradición comercial. La Calle Don Gonzalo, con su arco medieval, y la Calle Isabel II, una de las más antiguas, ilustran la rica herencia histórica. Otras calles como la Calle Sarmiento y la Calle Manuel Quiroga, además de la Calle Pasantería y la Calle Figueroa, conservan el encanto y la estructura medieval de Pontevedra, subrayando su riqueza cultural y patrimonial.

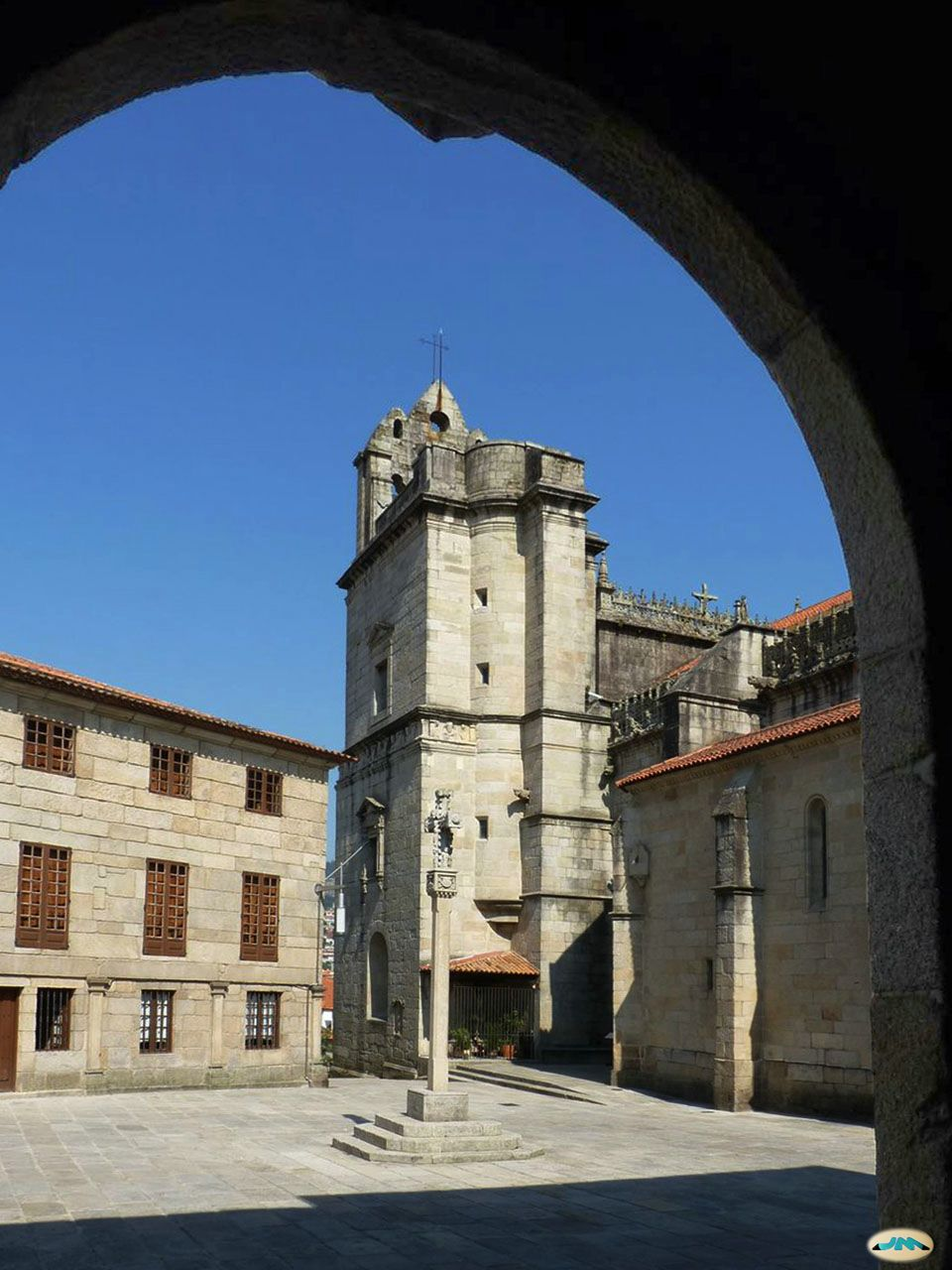
Plaza de Alonso de Fonseca
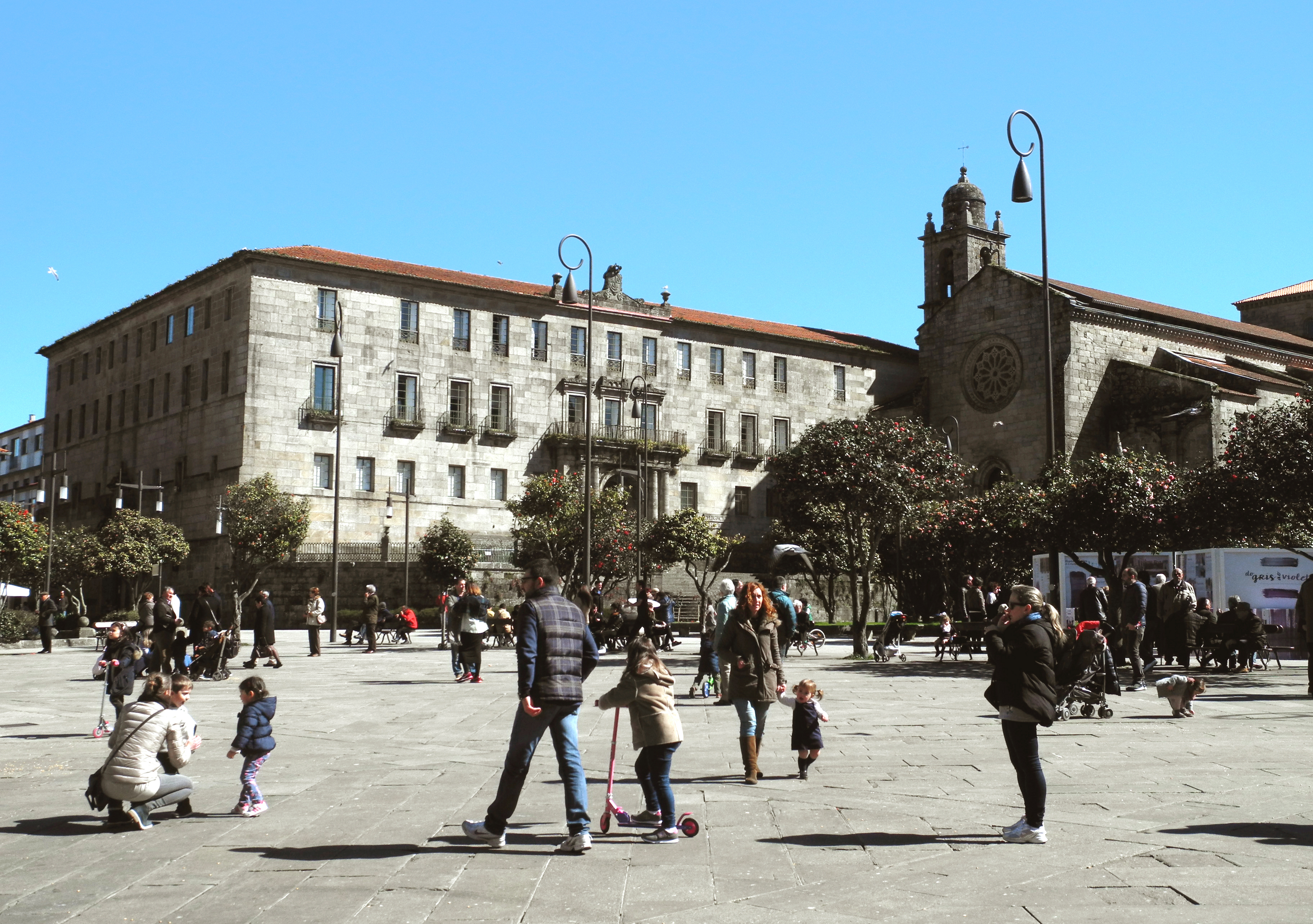
Plaza de la Herrería
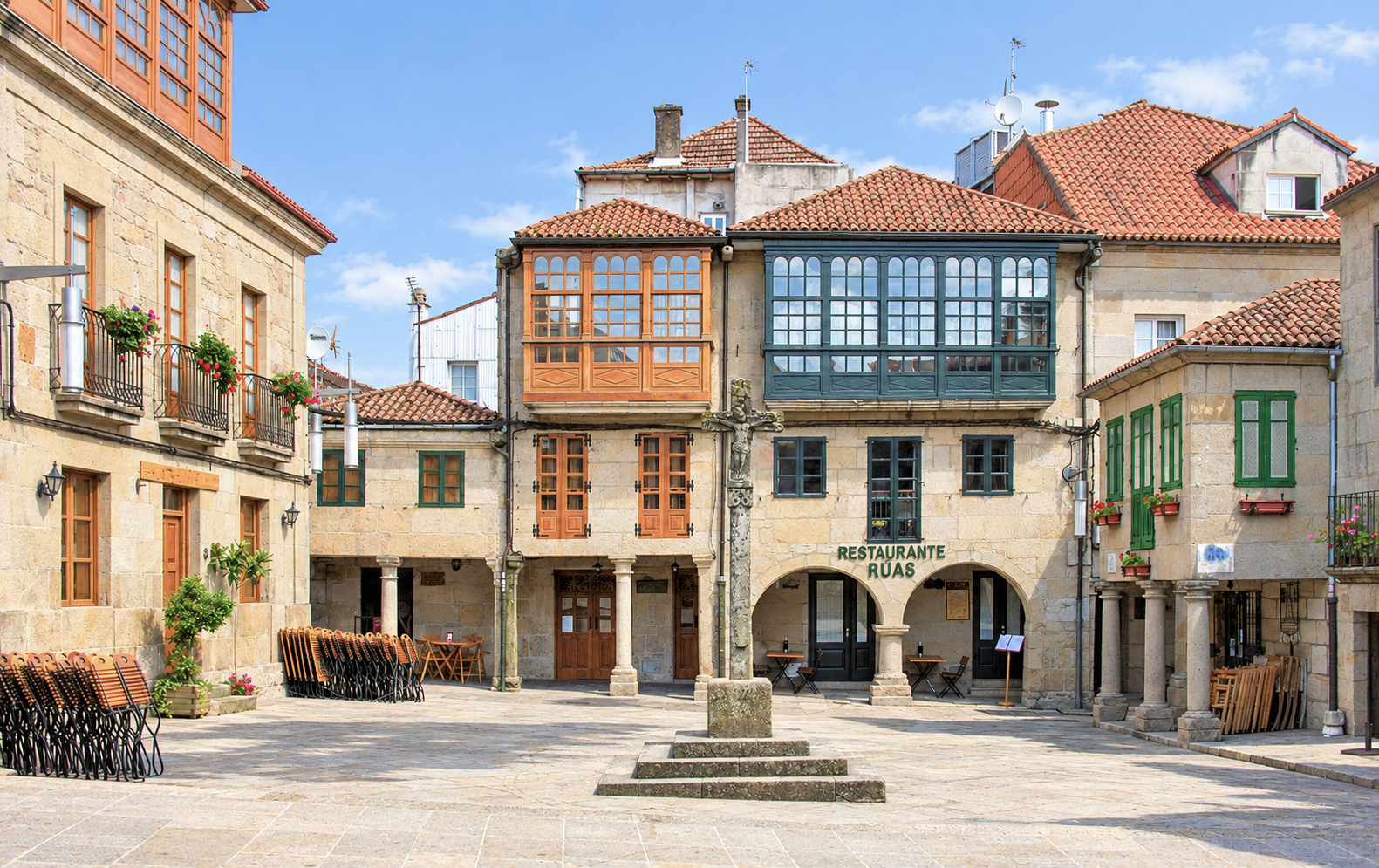
Plaza de la Leña
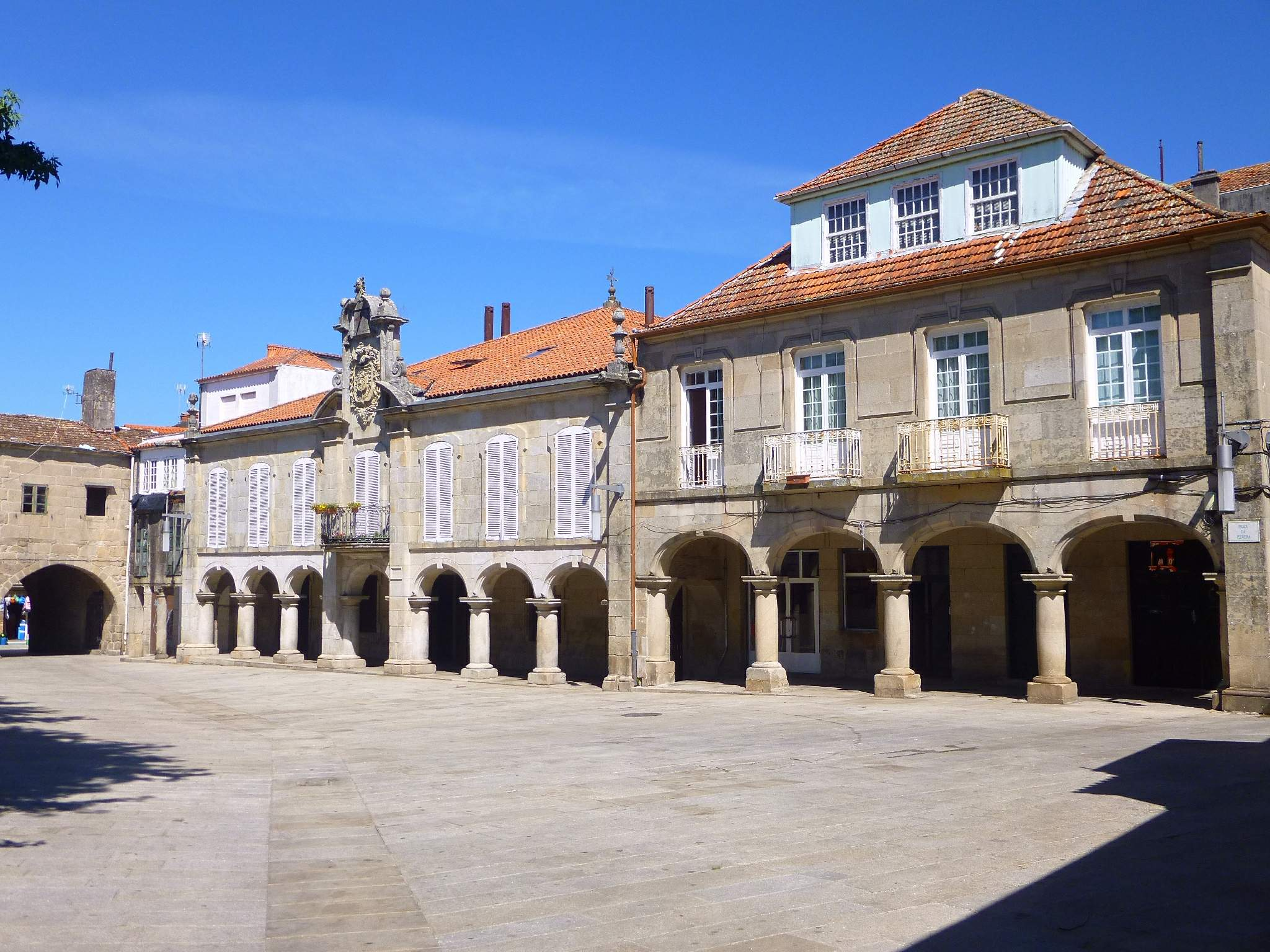
Plaza de la Pedreira
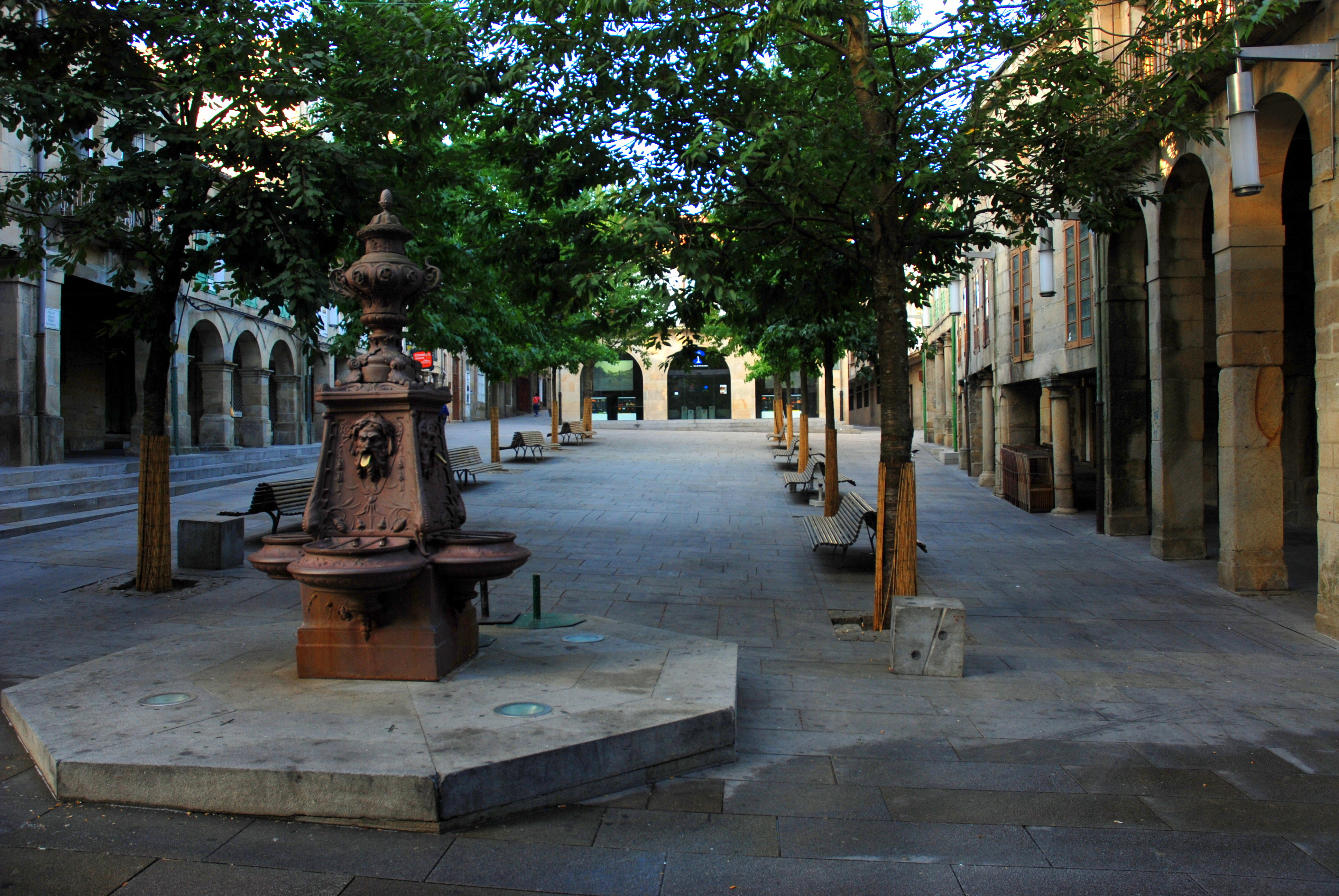
Plaza de la Verdura
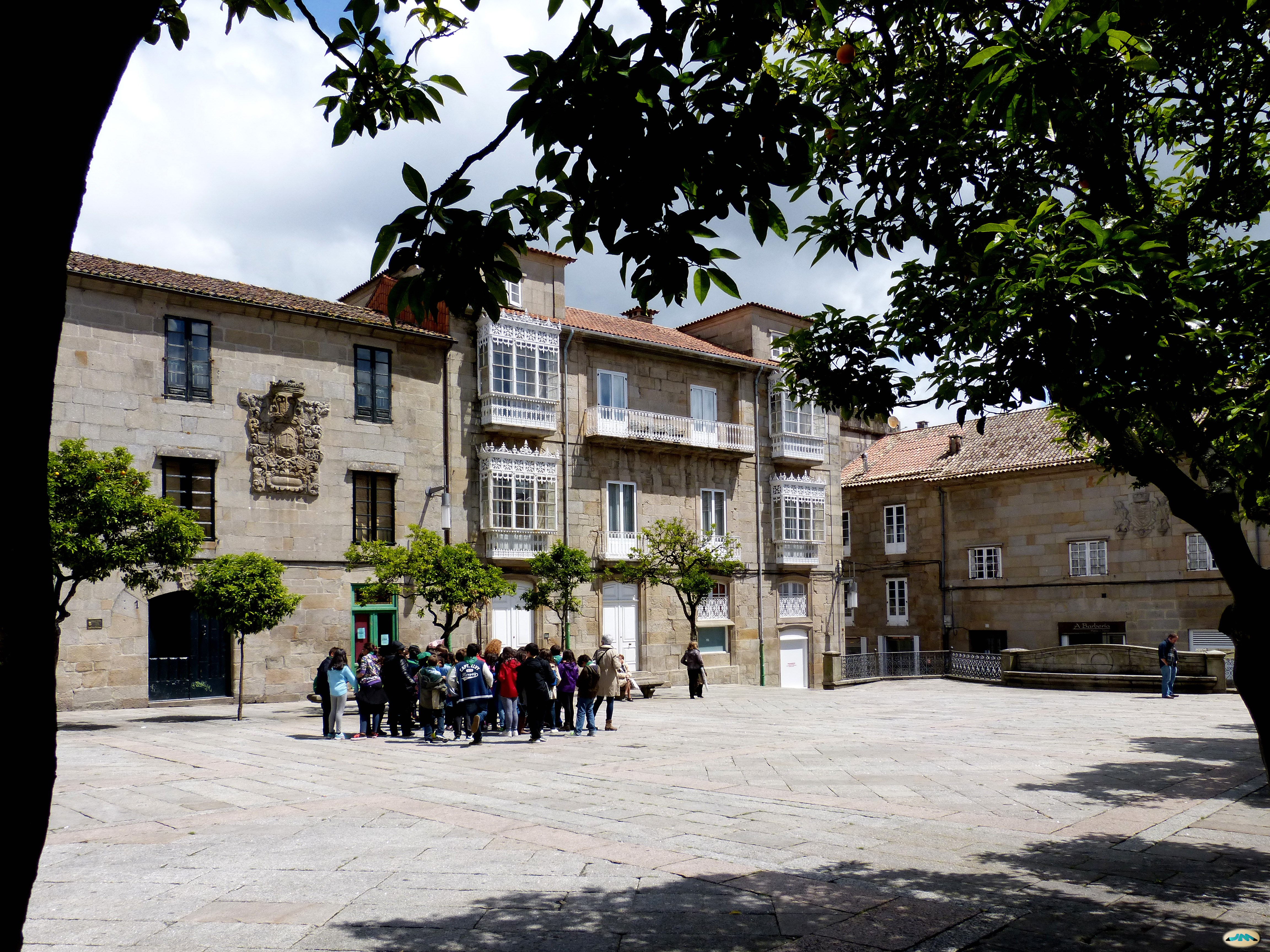
Plaza de Teucro
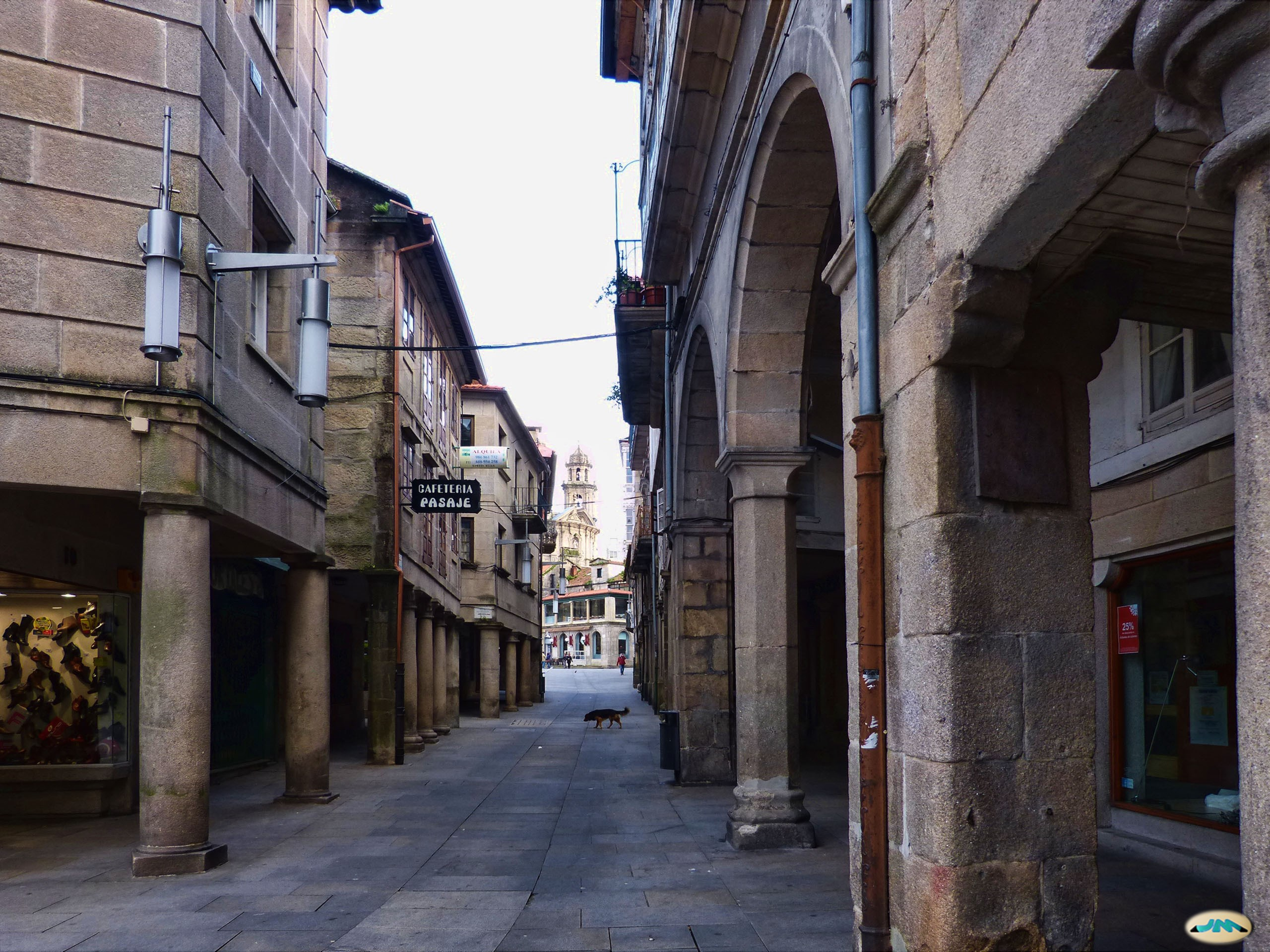
Calle Soportales
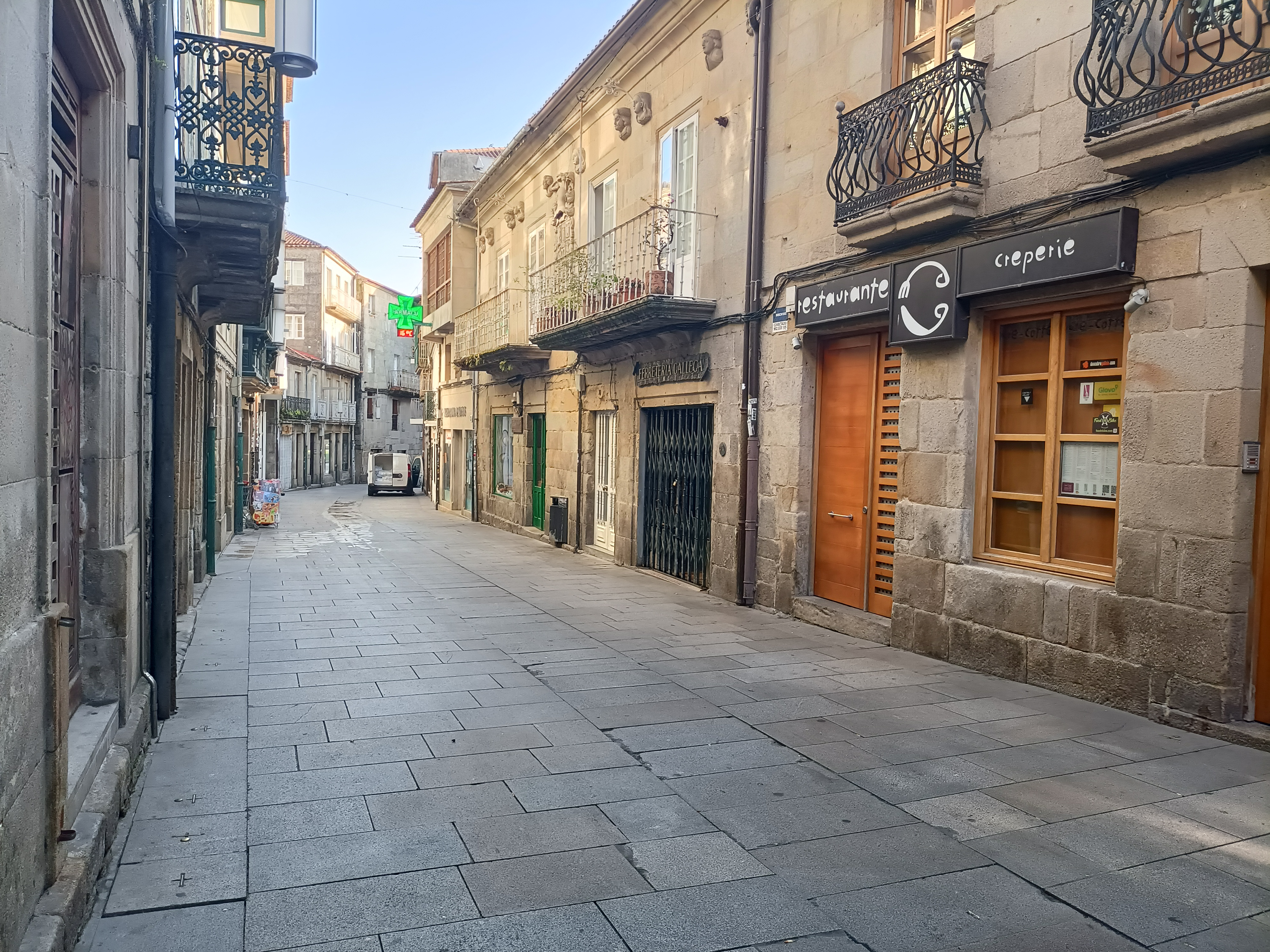
Calle Real
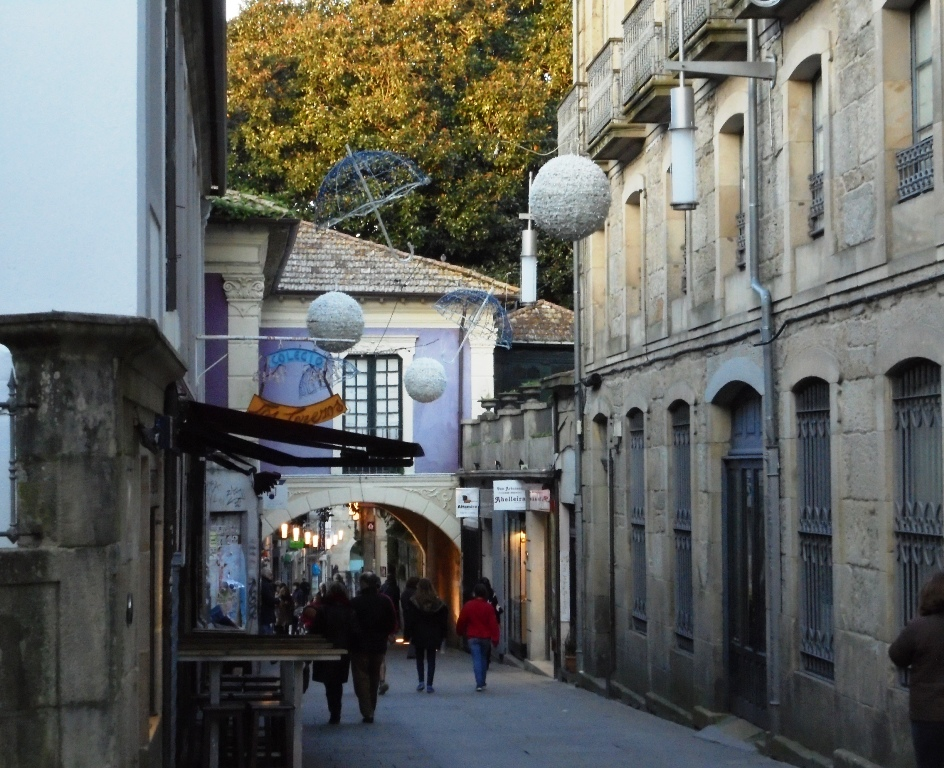
Calle Don Gonzalo
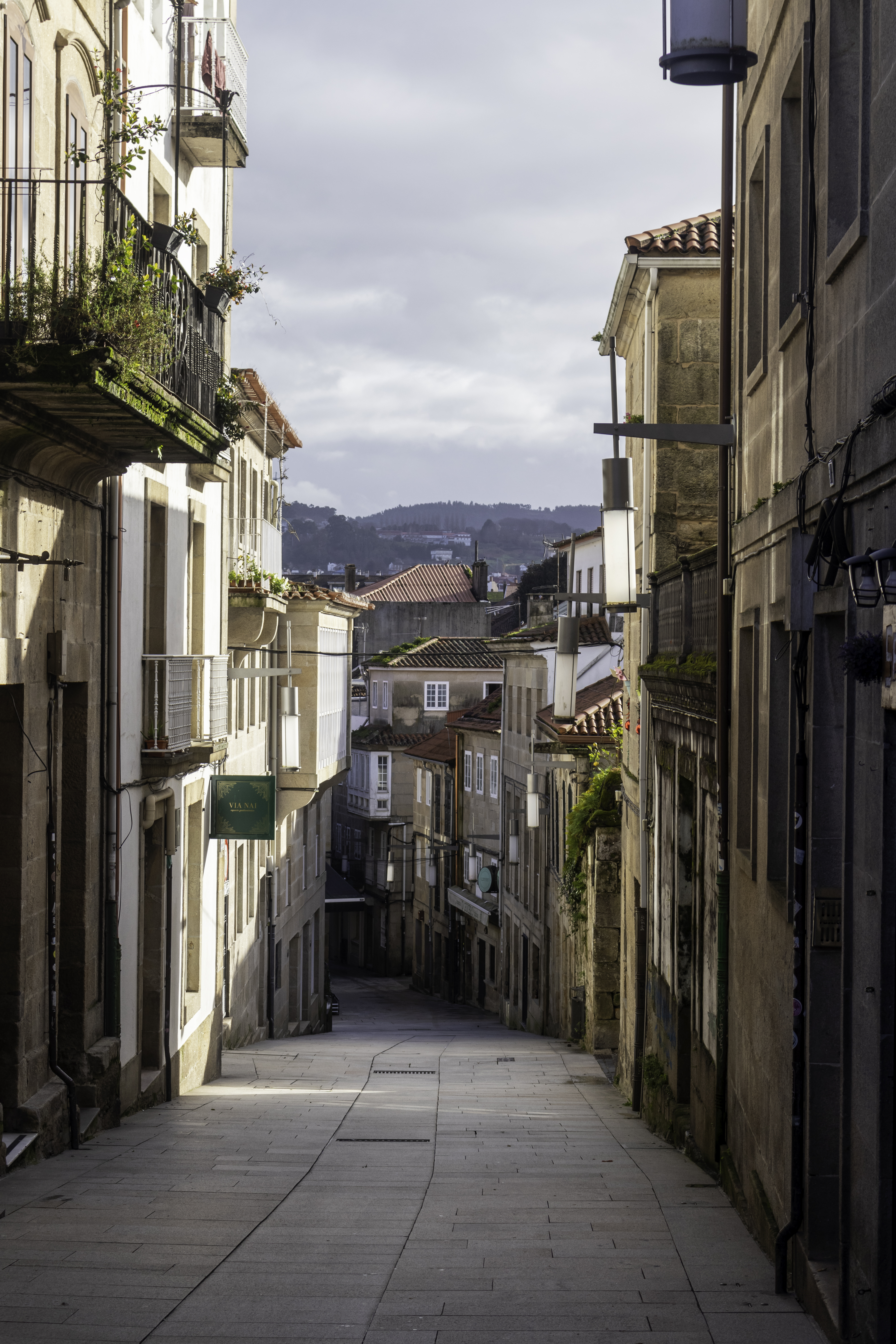
Calle Isabel II
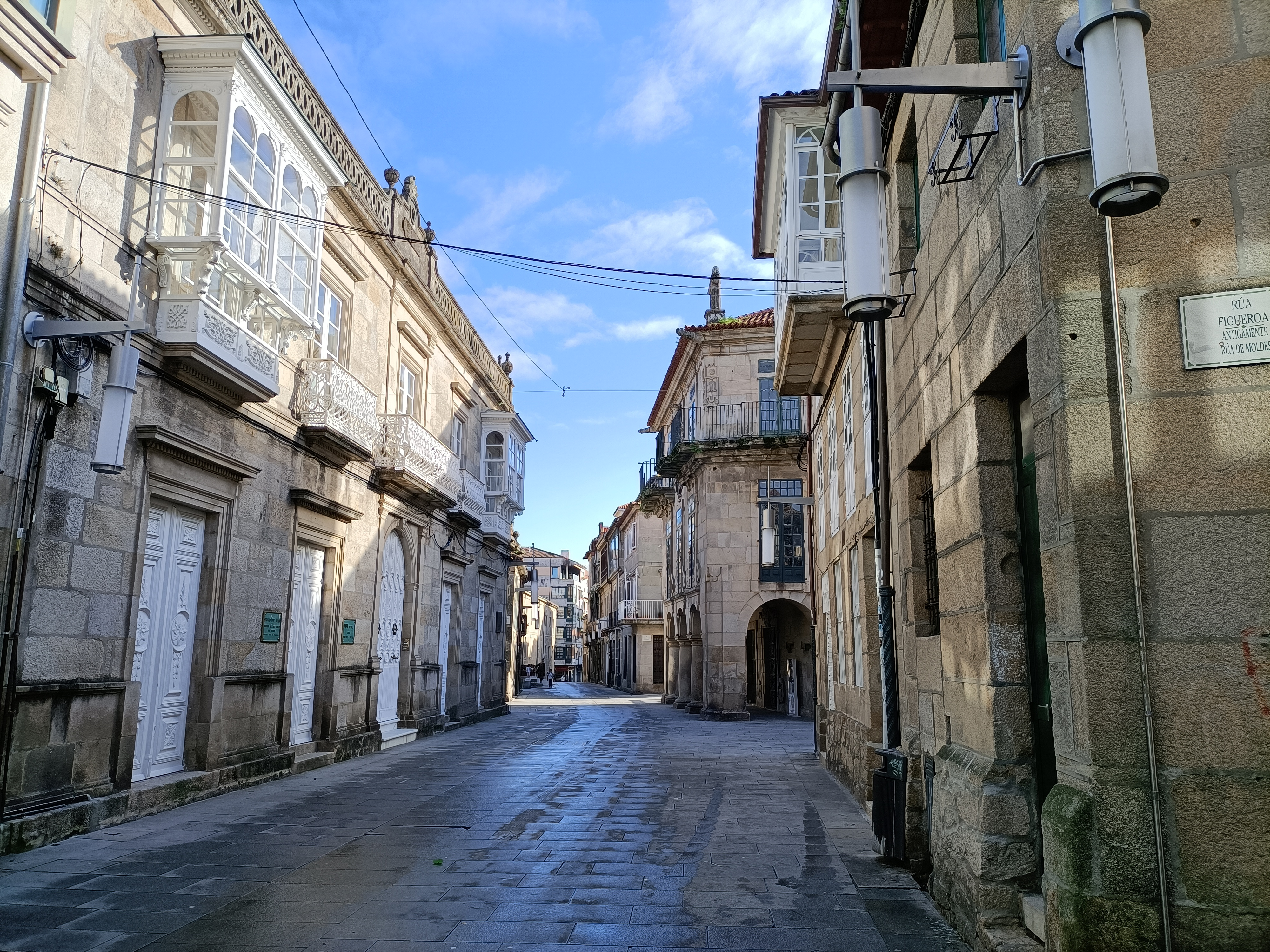
Calle Sarmiento

## Edad Moderna (1492-1789)

### Arquitectura del Renacimiento (siglos XV-XVI)
En Pontevedra, el Renacimiento se refleja tanto en la arquitectura religiosa como en la civil, mostrando una simbiosis entre elegancia y equilibrio. La Basílica de Santa María la Mayor destaca como el principal ejemplo de arquitectura religiosa renacentista en la ciudad. Su fachada, diseñada por Cornielles de Holanda y Juan Noble en 1541, es un destacado ejemplo del estilo plateresco, con una rica ornamentación en forma de retablo monumental. Este diseño incluye una puerta central flanqueada por esculturas de San Pedro y San Pablo, un relieve de la Dormición de la Virgen, y un nivel superior adornado con medallones y figuras bíblicas, todo enmarcado por un rosetón que simboliza el cielo.
En el ámbito civil, el Renacimiento se manifiesta en diversos edificios emblemáticos. La Casa Rectoral de Santa María presenta un diseño austero con una fachada de líneas rectas y formas geométricas simples, una puerta con arco de medio punto y un escudo de armas en la dovela central. El Palacio de los Condes de Maceda muestra una fachada de estructura simétrica con una logia de columnas toscanas que sustenta un entablamento. El Pazo de Gago y Montenegro, con su planta rectangular, presenta una fachada ordenada y uniforme adornada con varios escudos de armas, entre ellos uno destacado del barroco gallego, así como una entrada principal con dovelas de gran tamaño.

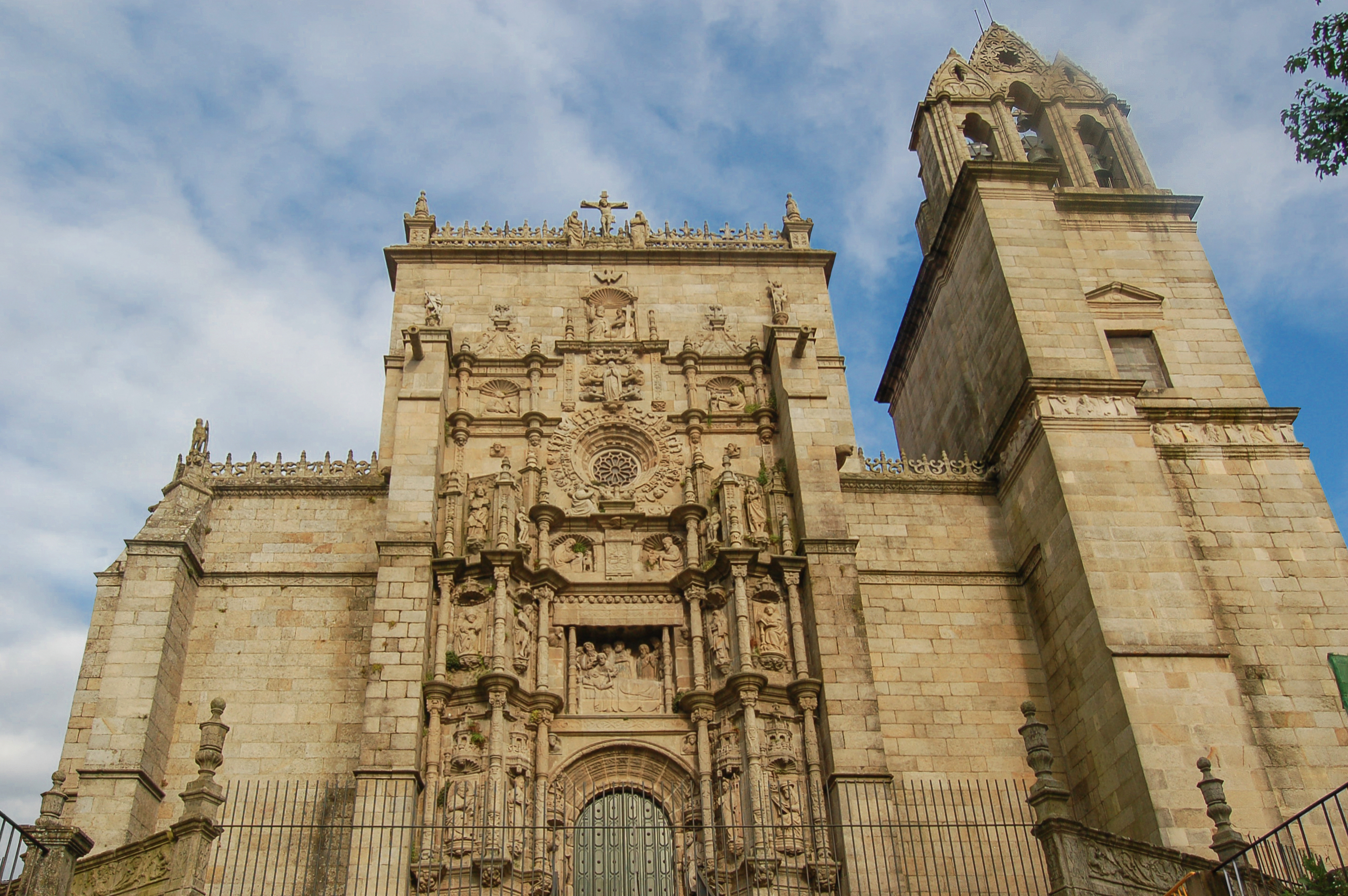
Fachada plateresca de la Basílica de Santa María la Mayor (1541)
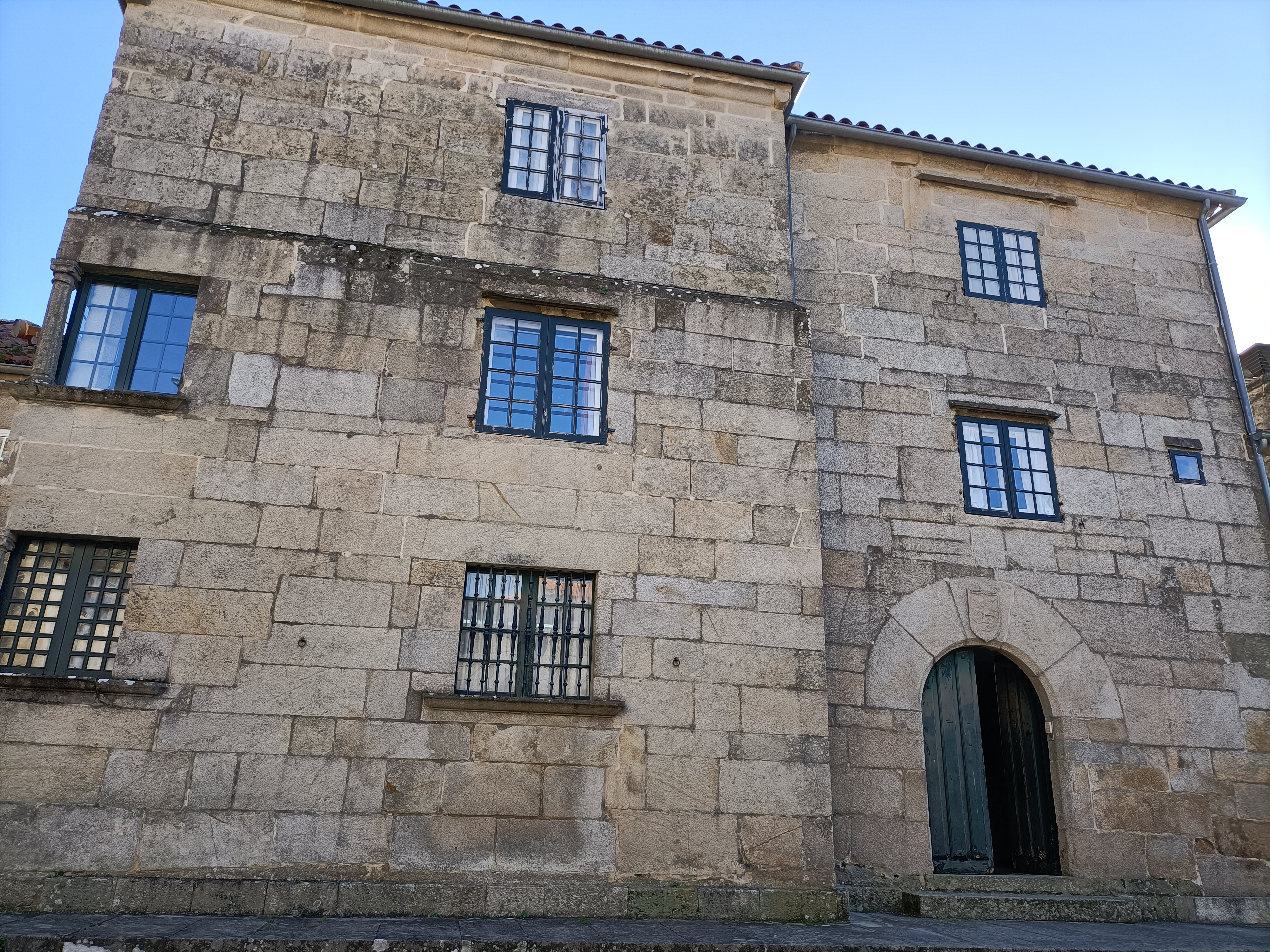
Casa Rectoral de Santa María
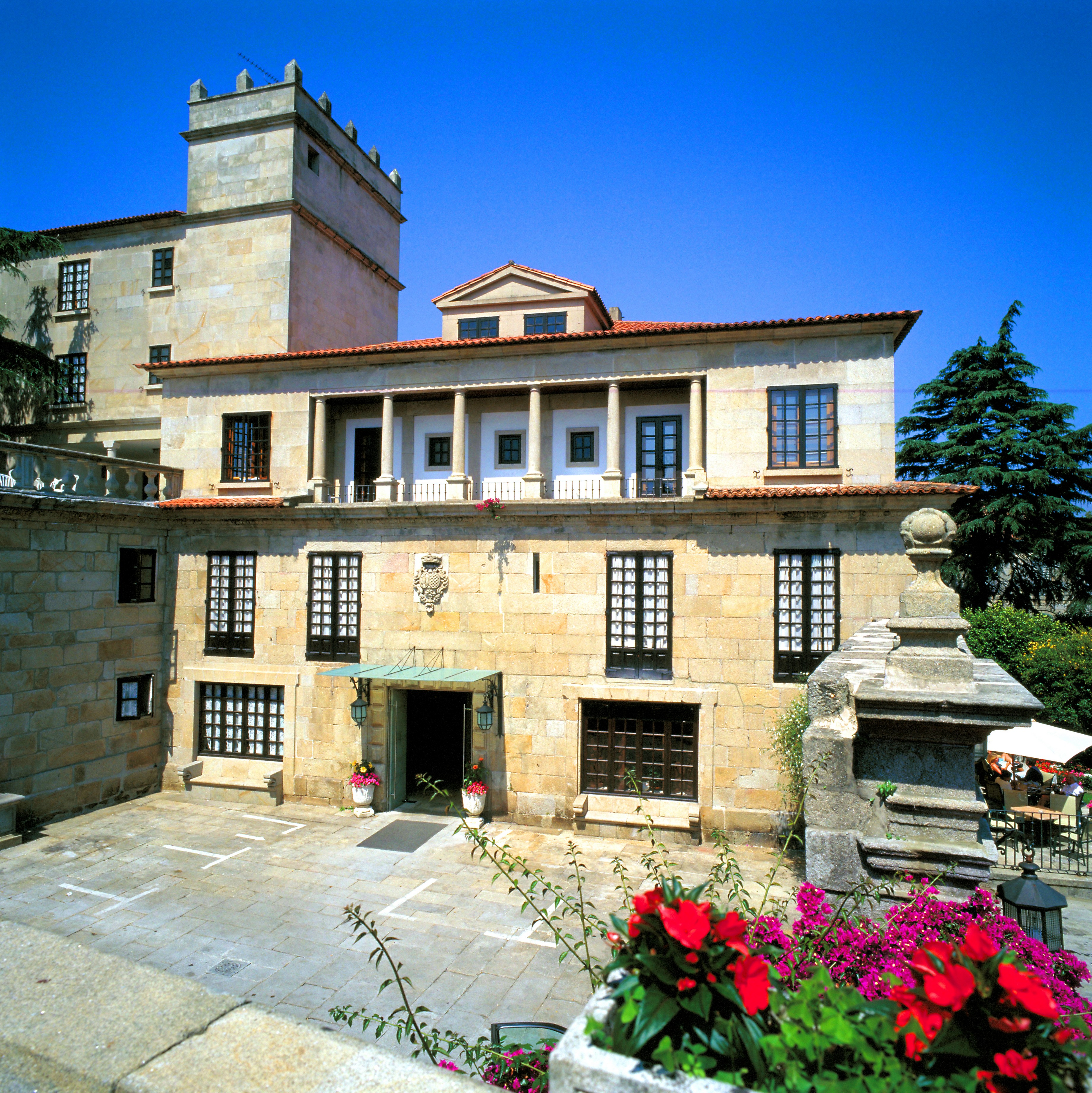
Palacio de los Condes de Maceda
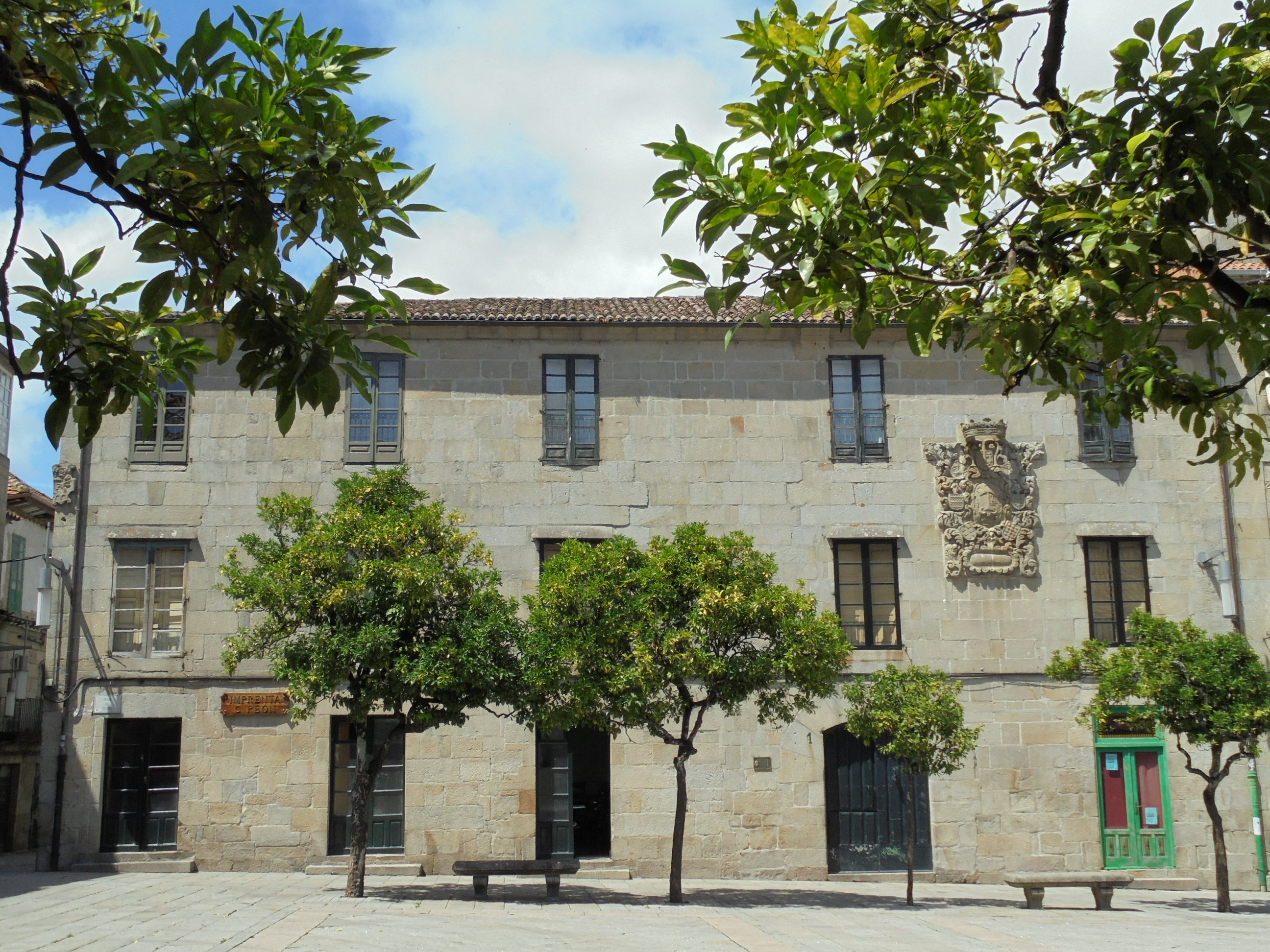
Pazo de Gago y Montenegro
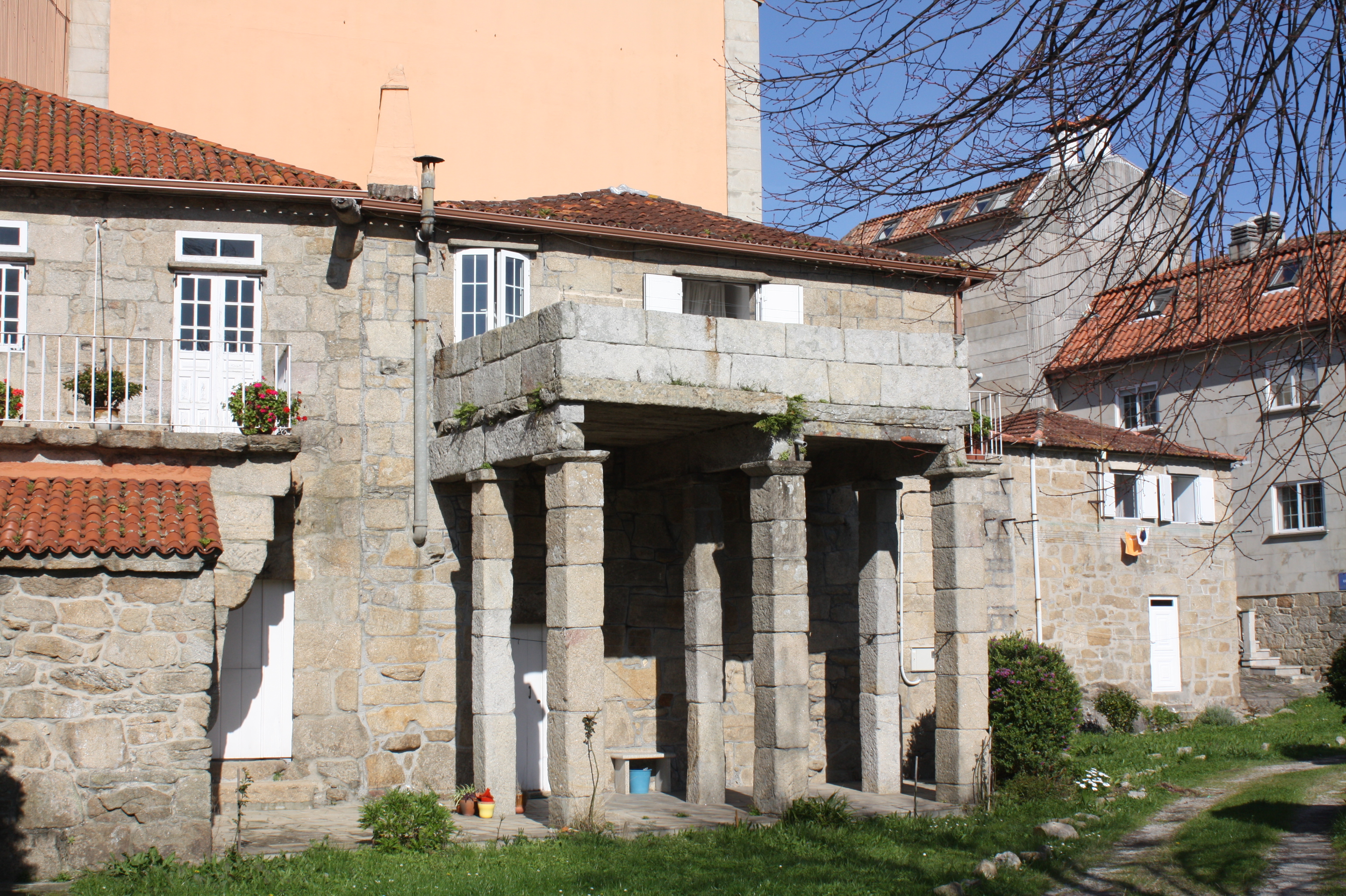
Casas en A Moureira

### Arquitectura popular marinera
En el siglo XVI Pontevedra era la ciudad más poblada de Galicia gracias a su pujante puerto. La arquitectura popular en el barrio marinero de A Moureira es representiva con casas tradicionales que incluyen terrazas de piedra y fachadas de hastial triangular (en forma de mitra o outón). En la calle Xan Guillermo se conservan viviendas del siglo XVI con columnas toscanas, mostrando cómo el estilo renacentista se integró en el entorno marino y popular de la ciudad.

### Arquitectura barroca (siglos XVII-XVIII)

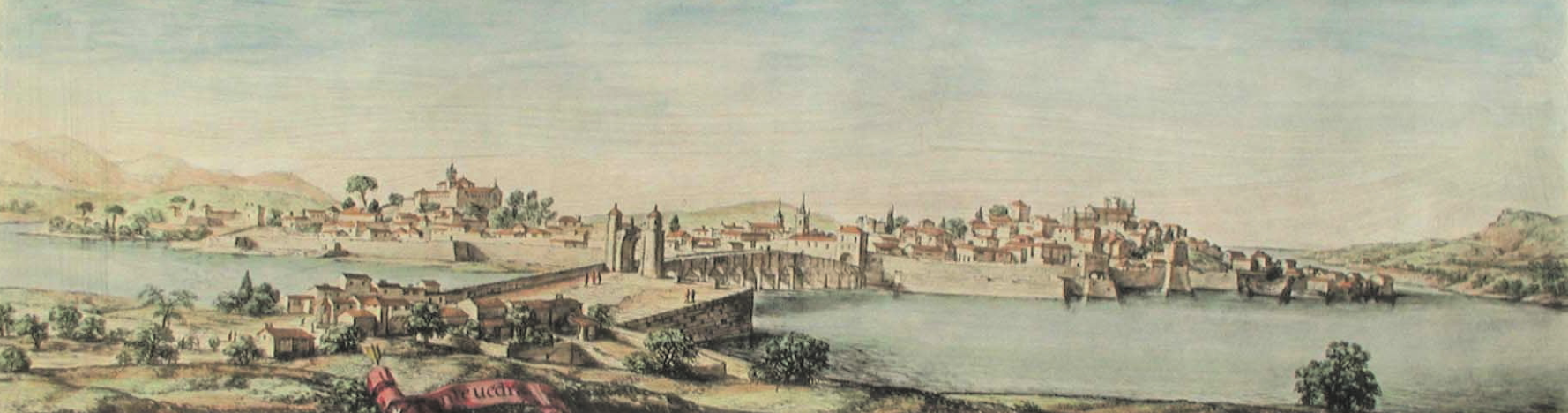
Pontevedra en 1669 en una acuarela de Pier Maria Baldi con el puente del Burgo y sus torres y las murallas defensivas de la ciudad.

El Barroco en Pontevedra se manifiesta a través de una arquitectura religiosa y civil rica en ornamentación y dinamismo, que subraya la grandiosidad y la riqueza arquitectónica de esta época en la ciudad. En el ámbito religioso, la Capilla del Nazareno, aunque de origen medieval, destaca por su retablo barroco de tres cuerpos y la presencia de la imagen de Jesús Nazareno, mientras que la Iglesia de San Bartolomé ejemplifica el barroco internacional italiano, con su planta en cruz latina, bóvedas de cañón y una cúpula sobre pechinas, acompañada de una fachada adornada con columnas dóricas y un frontón que refleja la influencia jesuita. La Iglesia de la Virgen Peregrina, con su planta en forma de vieira y una fachada convexa decorada con pilastras y columnas corintias, es otro ejemplo significativo, complementado por un retablo neoclásico en su interior. El Colegio de la Compañía de Jesús presenta una fachada sobria, con una puerta adintelada y un gran escudo de España, y un interior que destaca por su elaborada escalera de piedra y un claustro con doble arquería. El convento de San Francisco, reconstruido en estilo barroco y finalizado en 1800, es un edificio de grandes dimensiones con una fachada de piedra que integra la Puerta de Santo Domingo de la muralla del siglo XIII y un escudo de Pontevedra sobre el balcón central. Su interior incluye un claustro cuadrado con una decoración sobria, dos patios, y tenía tres salas principales para comedor, oración y reuniones de los monjes.

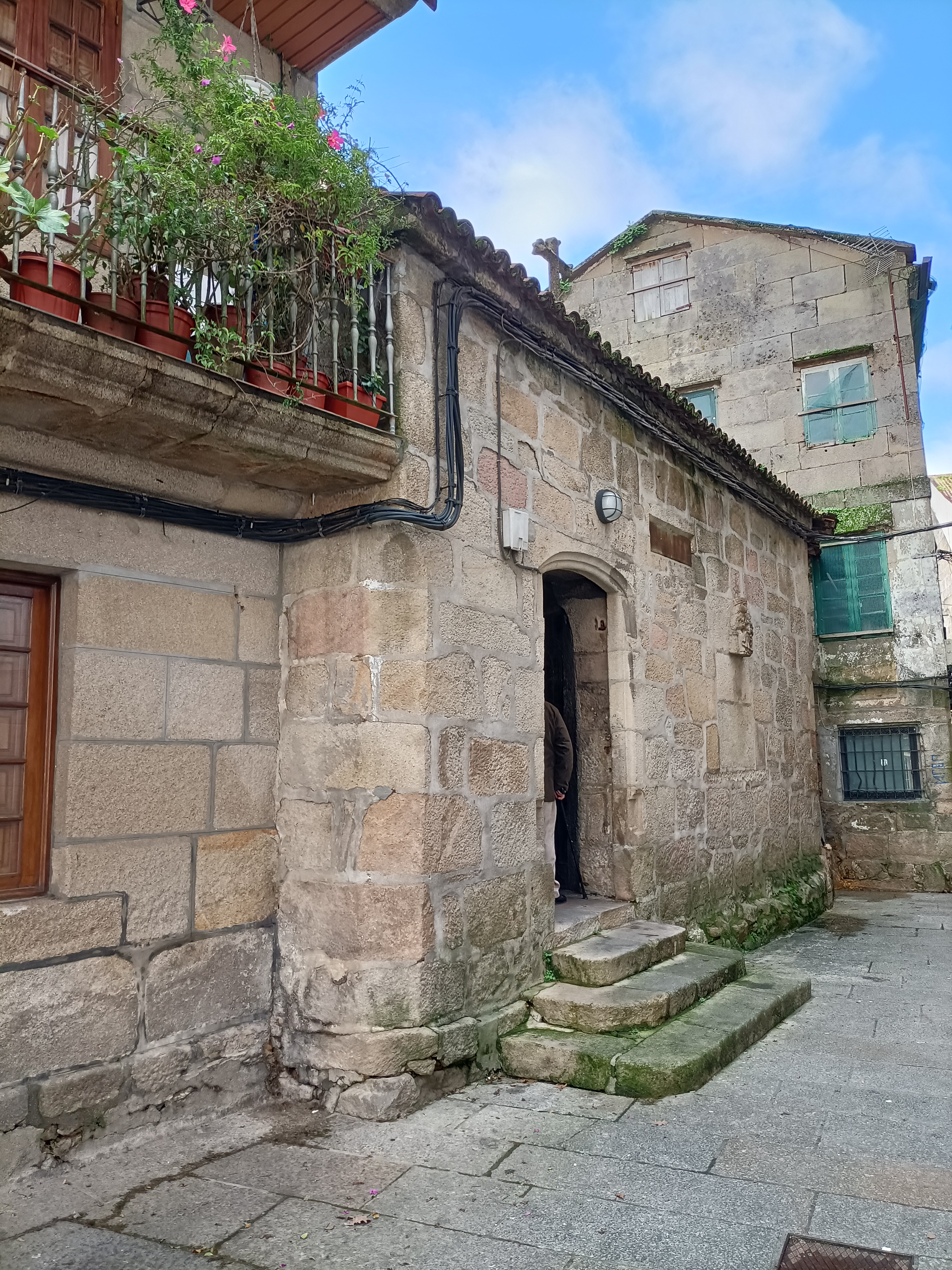
Capilla del Nazareno
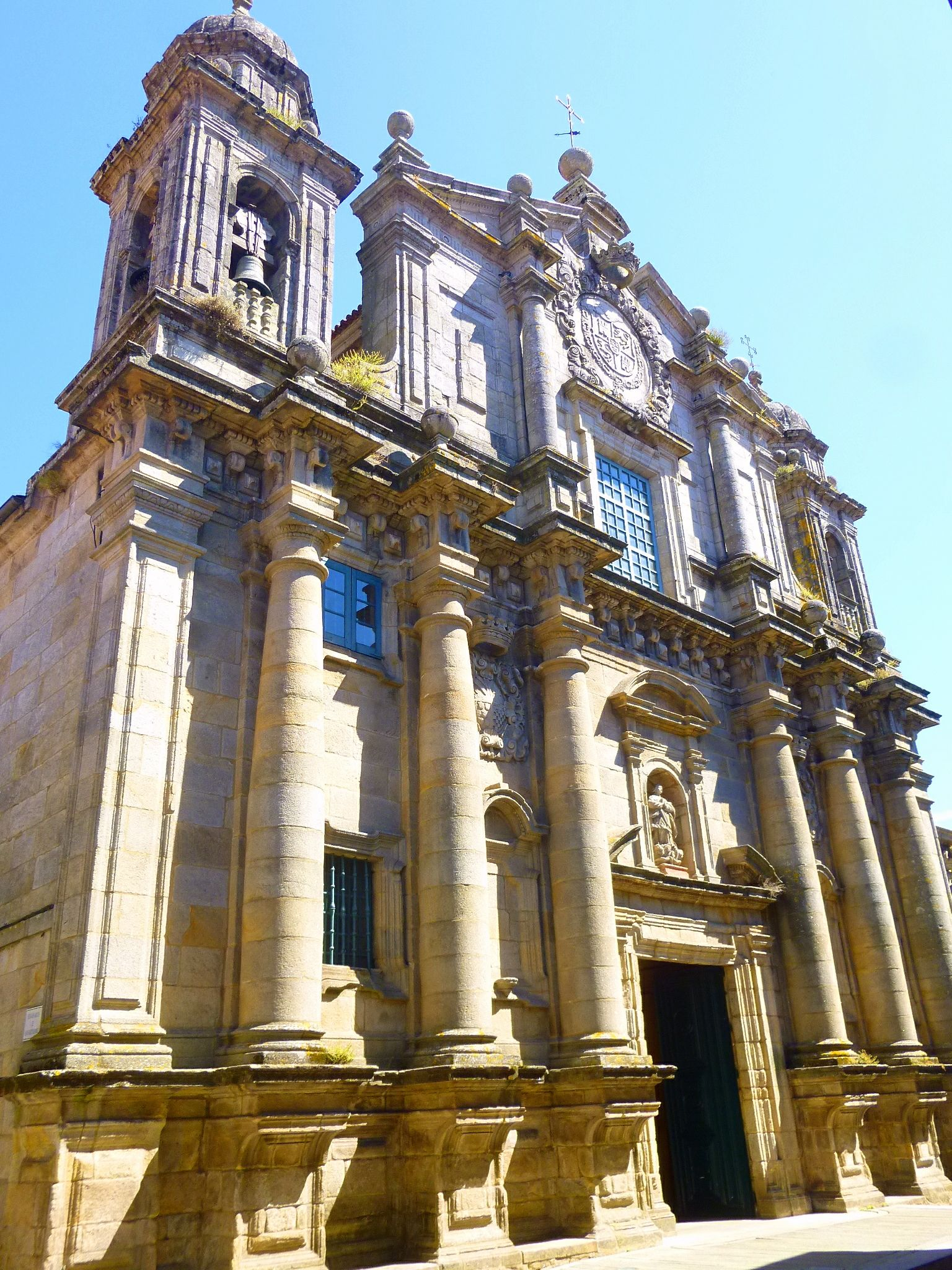
Iglesia de San Bartolomé (1714)
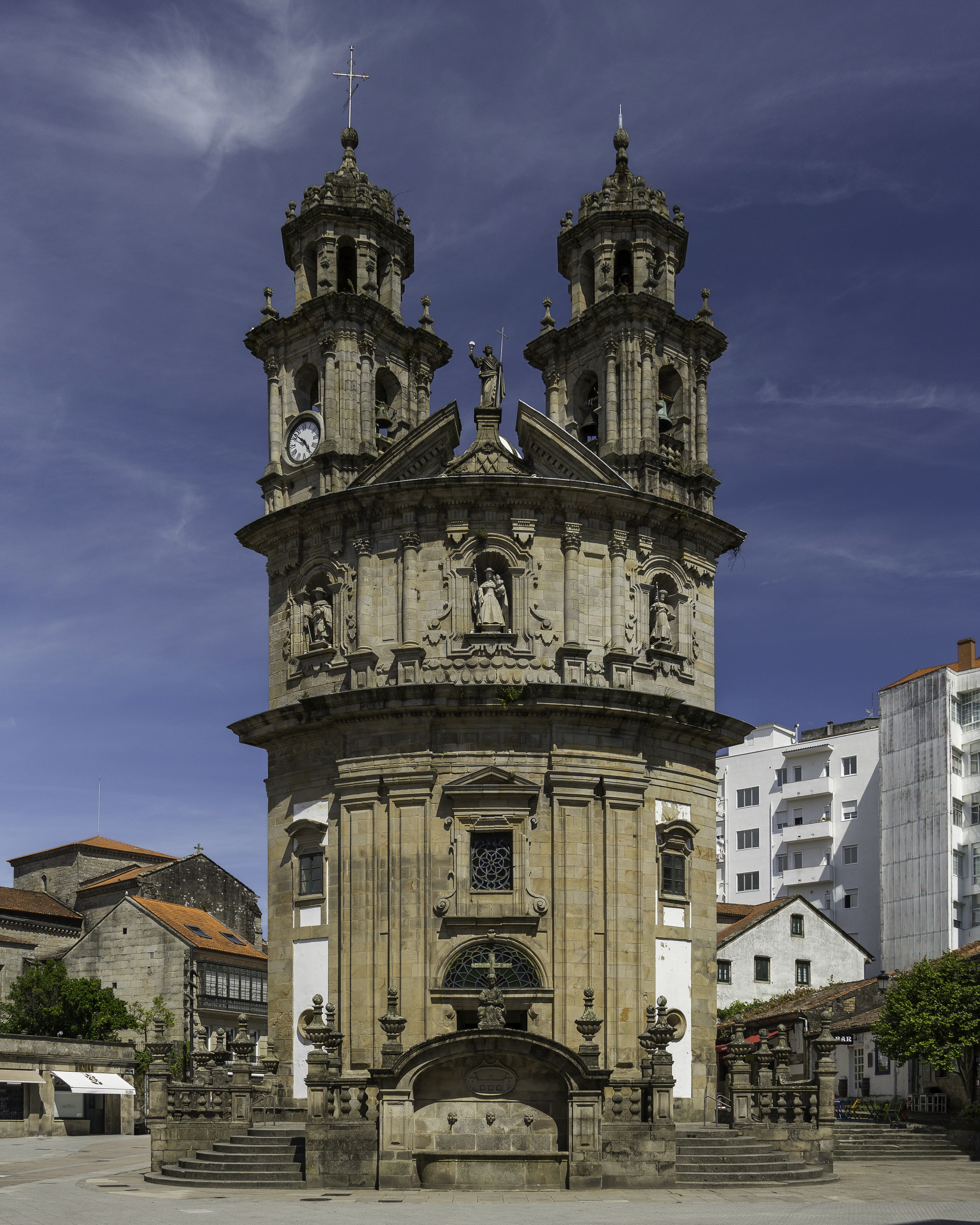
Iglesia de la Virgen Peregrina (1792)
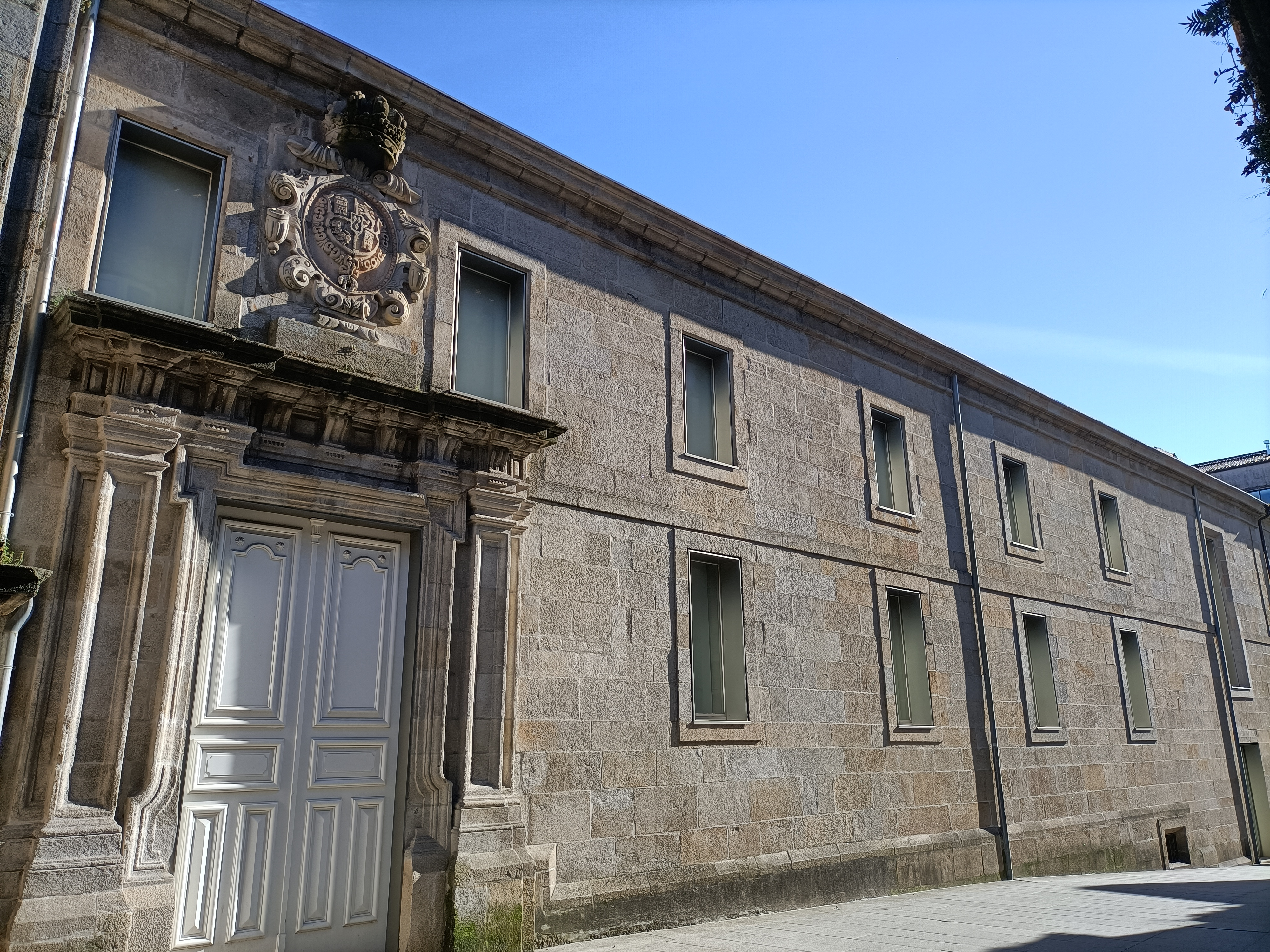
Colegio de la Compañía de Jesús (1714)
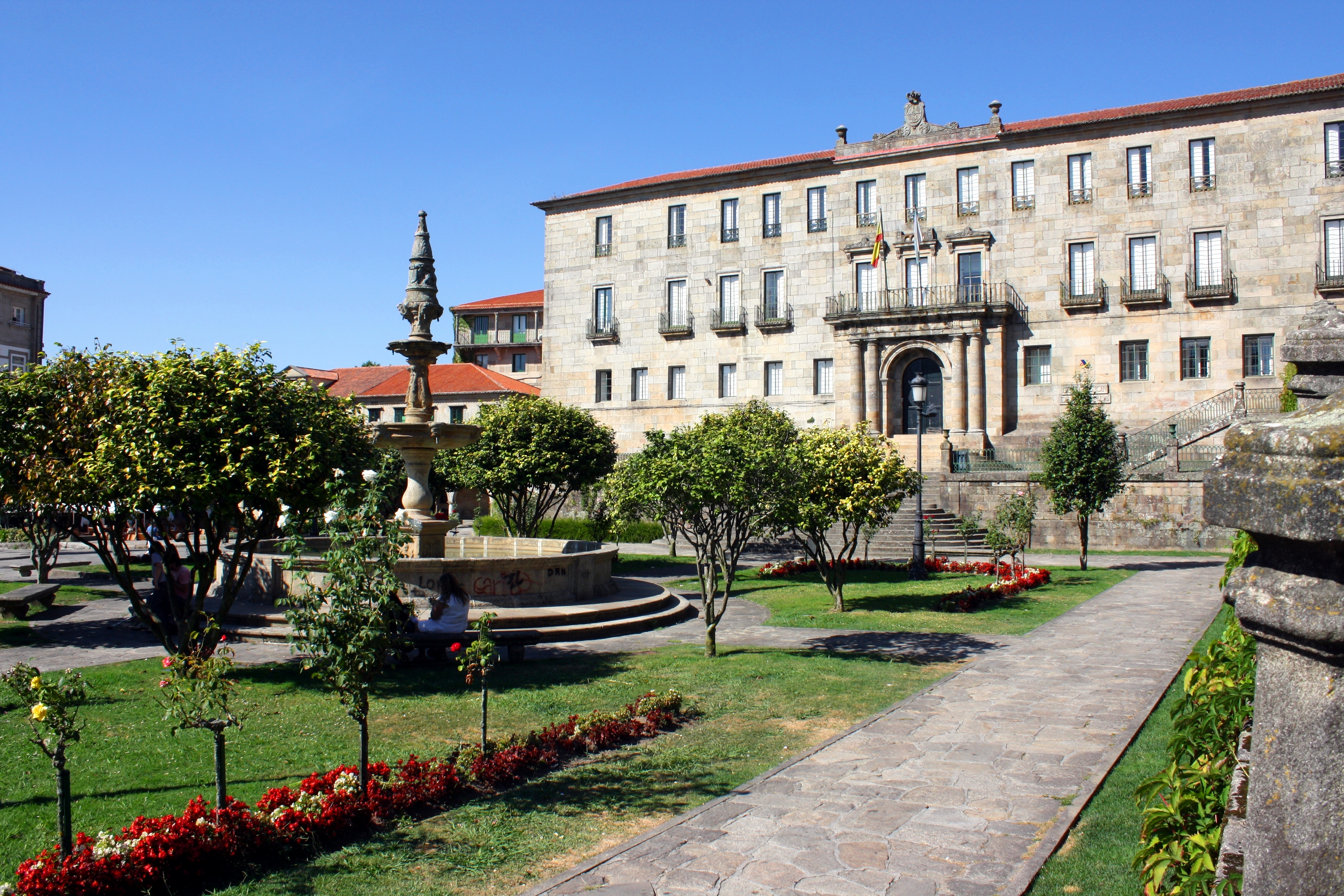
Convento de San Francisco (1800)

En cuanto a la arquitectura civil, el barroco en Pontevedra se caracteriza por su combinación de detalles ornamentales elaborados y una cuidadosa simetría en el diseño, reflejando el poder y la ostentación de las familias nobiliarias en esta época en que eligieron a la ciudad como lugar preferido para instalarse. El Pazo de Mugartegui se distingue por sus soportales con columnas toscanas y un frontón semicircular con un escudo rococó y un reloj de sol, mientras que el Pazo de los Condes de San Román se destacaba por su lujosa fachada, balcones de piedra y un escudo de armas que combinaba varios linajes. La Casa de las Caras, con sus bustos renacentistas y su escudo heráldico, combina elementos barrocos y renacentistas, y el Pazo de Castro Monteagudo muestra un diseño más austero, con un balcón lateral de piedra sustentado por modillones. Otros ejemplos incluyen el Pazo de García Flórez, con su pórtico de tres arcos sostenidos por grandes columnas en la fachada principal, decoración de volutas y un gran escudo pétreo con yelmo, y el Pazo de los Marqueses de Aranda, cuya fachada adornada con múltiples ventanas y un escudo sostenido por tenantes, único en la ciudad, refleja la influencia de las familias hidalgas Mosquera, Villar, Pimentel y Sotomayor. La Casa de los Barbeito y Padrón se distingue por su simetría y la ornamentación en su fachada, incluyendo un escudo de armas que representa nueve linajes distintos, y diez caras o bustos de inspiración renacentista, cuyo origen es desconocido.
La Plaza de la Peregrina, ubicada extramuros y cercana a la antigua muralla, también cobra importancia en esta época, destacando por su función como lugar de ajusticiamiento.

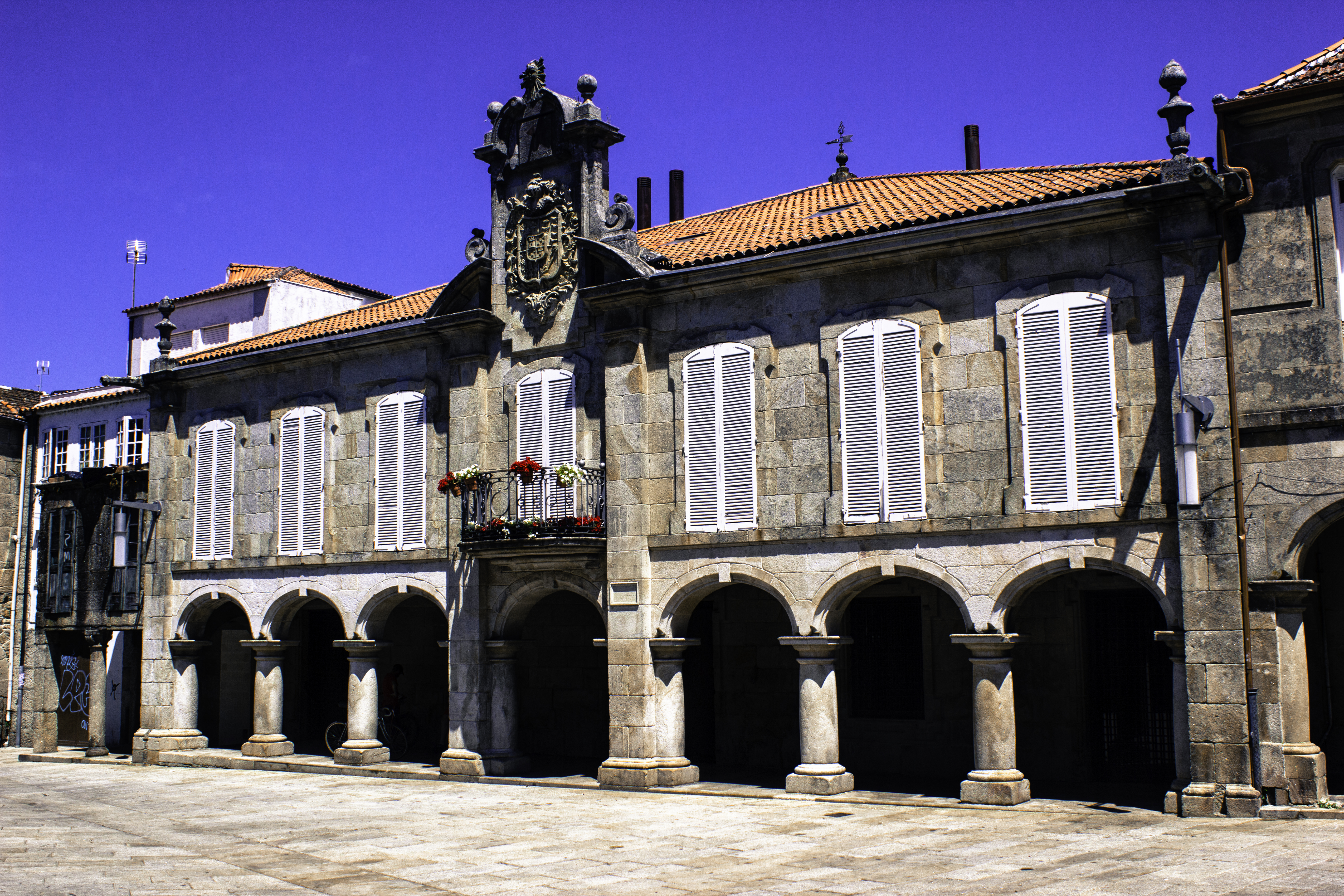
Pazo de Mugartegui (1771)
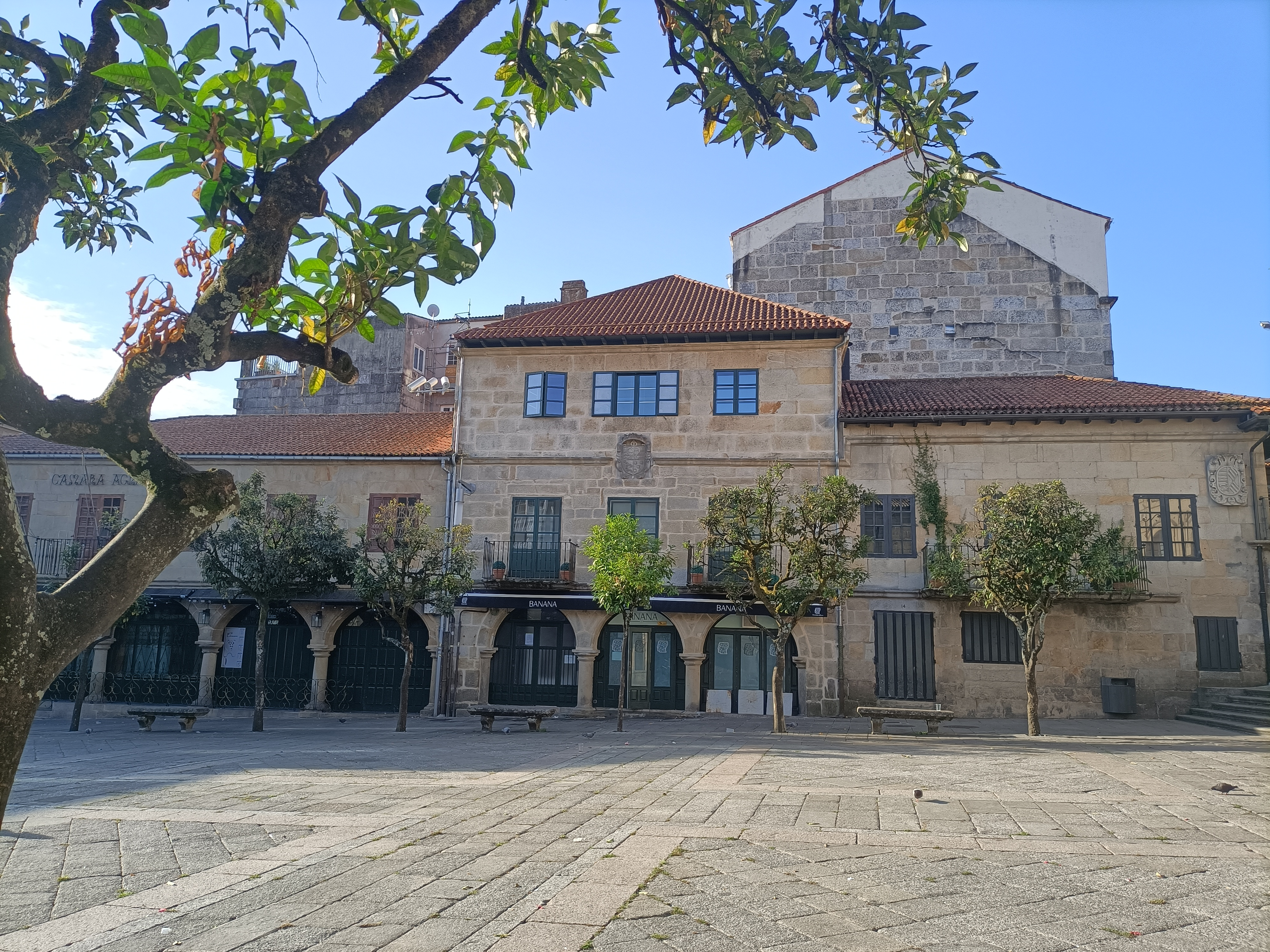
Restos del pazo de los Condes de San Román (1744)
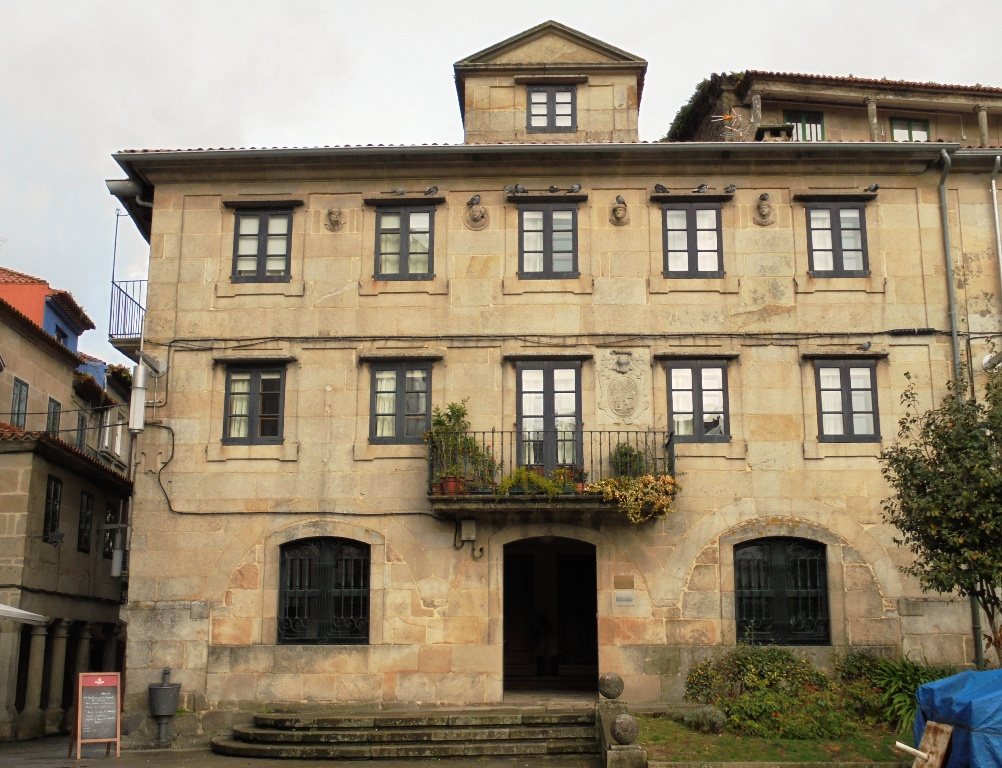
Casa de las Caras
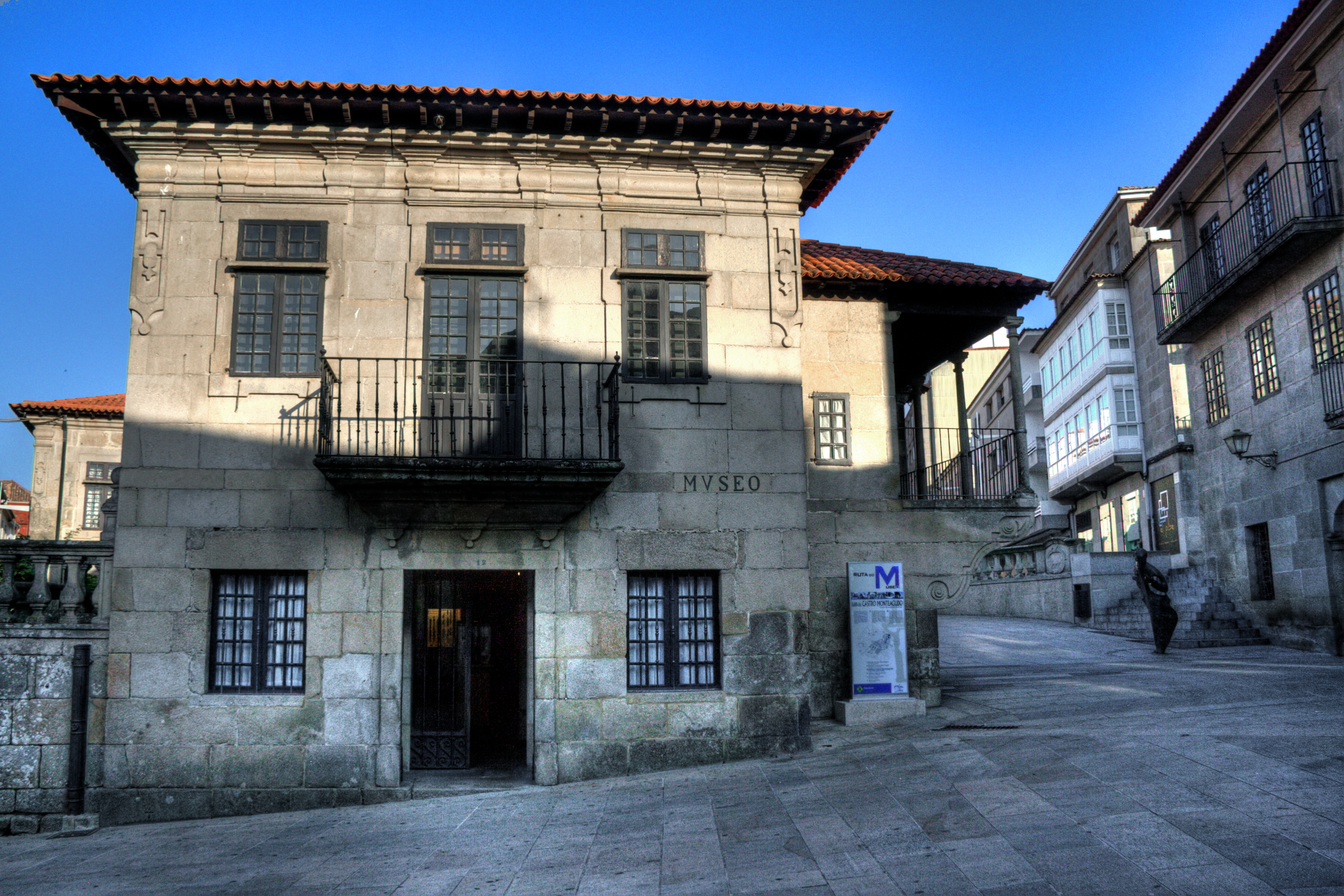
Pazo de Castro Monteagudo (1760)
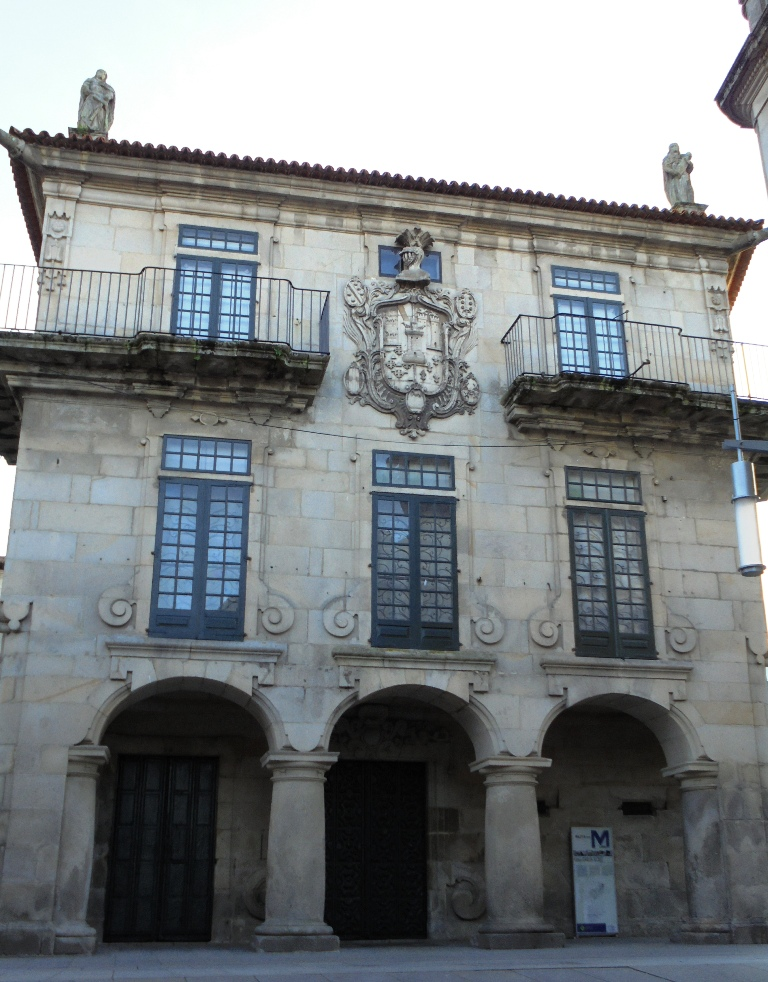
Pazo de García Flórez
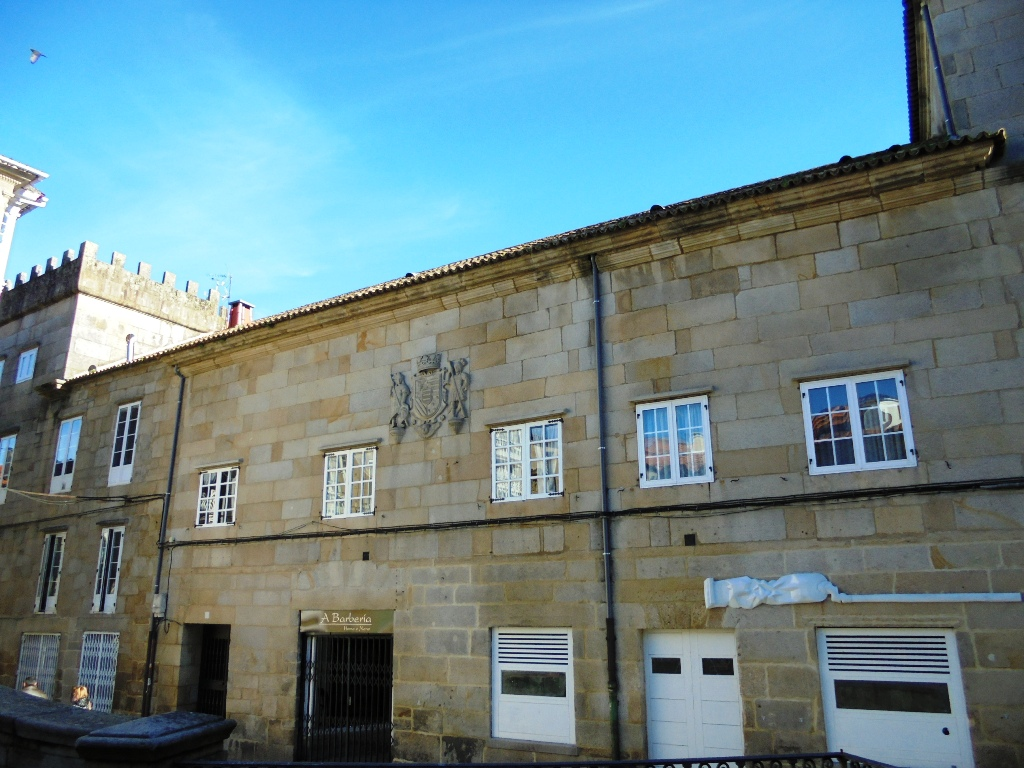
Pazo de los Marqueses de Aranda
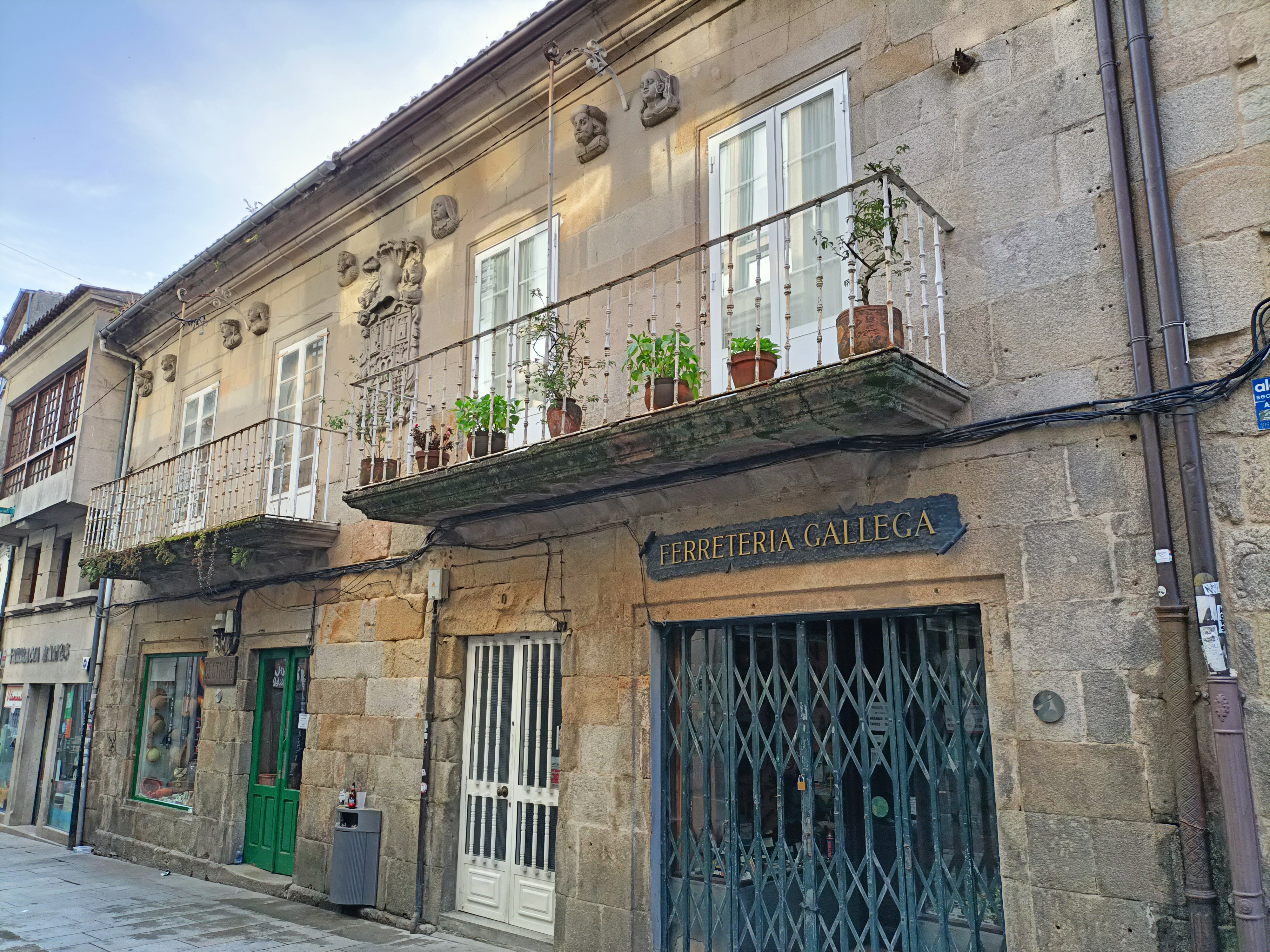
Casa de los Barbeito y Padrón

## Edad Contemporánea (1789-presente)

### Arquitectura neoclásica (siglos XVIII-XIX)
El Neoclásico en Pontevedra se distingue por un retorno a la simplicidad y la claridad de las formas clásicas, inspiradas en la arquitectura de la antigua Roma y Grecia. Este estilo, más sobrio que el Barroco, se manifiesta en la arquitectura religiosa y civil de la ciudad, caracterizado por el uso de columnas, frontones y una estética equilibrada. En la arquitectura religiosa, el Monasterio de San Salvador de Lérez, la Capilla de San Roque y la Iglesia de San Martiño de Salcedo son ejemplos notables. El monasterio, con su fachada flanqueada por torres cuadradas y elementos como el escudo de España y la imagen de San Benito, refleja un diseño neoclásico con influencias barrocas. Su interior mantiene la simetría y proporción típicas del neoclásico. La capilla de San Roque, por su parte, combina elementos románicos y neoclásicos, destacando su campanario y su altar mayor de madera policromada. La iglesia de San Martiño de Salcedo, de planta de cruz latina, destaca por su sobria fachada simétrica con dos torres gemelas coronadas por cúpulas y una escultura ecuestre de San Martín entre las torres.
En la arquitectura civil, el Neoclásico se expresa en edificios como el Liceo Casino, el Teatro Principal, la Casa de los Fonseca, y el Cuartel de San Fernando. El Liceo Casino, con su fachada equilibrada, columnas toscanas y un frontón triangular, ejemplifica la claridad y simetría del estilo. El Teatro Principal presenta un frontón triangular y pilastras entre las ventanas y mantiene una fachada simétrica y ordenada, característica del neoclásico, mientras que la Casa de los Fonseca evoca la monumentalidad de un templo clásico, con un pórtico de columnas toscanas y elementos simbólicos como grifos alados y esfinges. El Cuartel de San Fernando, aunque ecléctico, presenta una estructura neoclásica, con simetría en los elementos arquitectónicos de sus fachadas y un gran patio de armas central transformado en un claustro-jardín tras su remodelación en 1994.

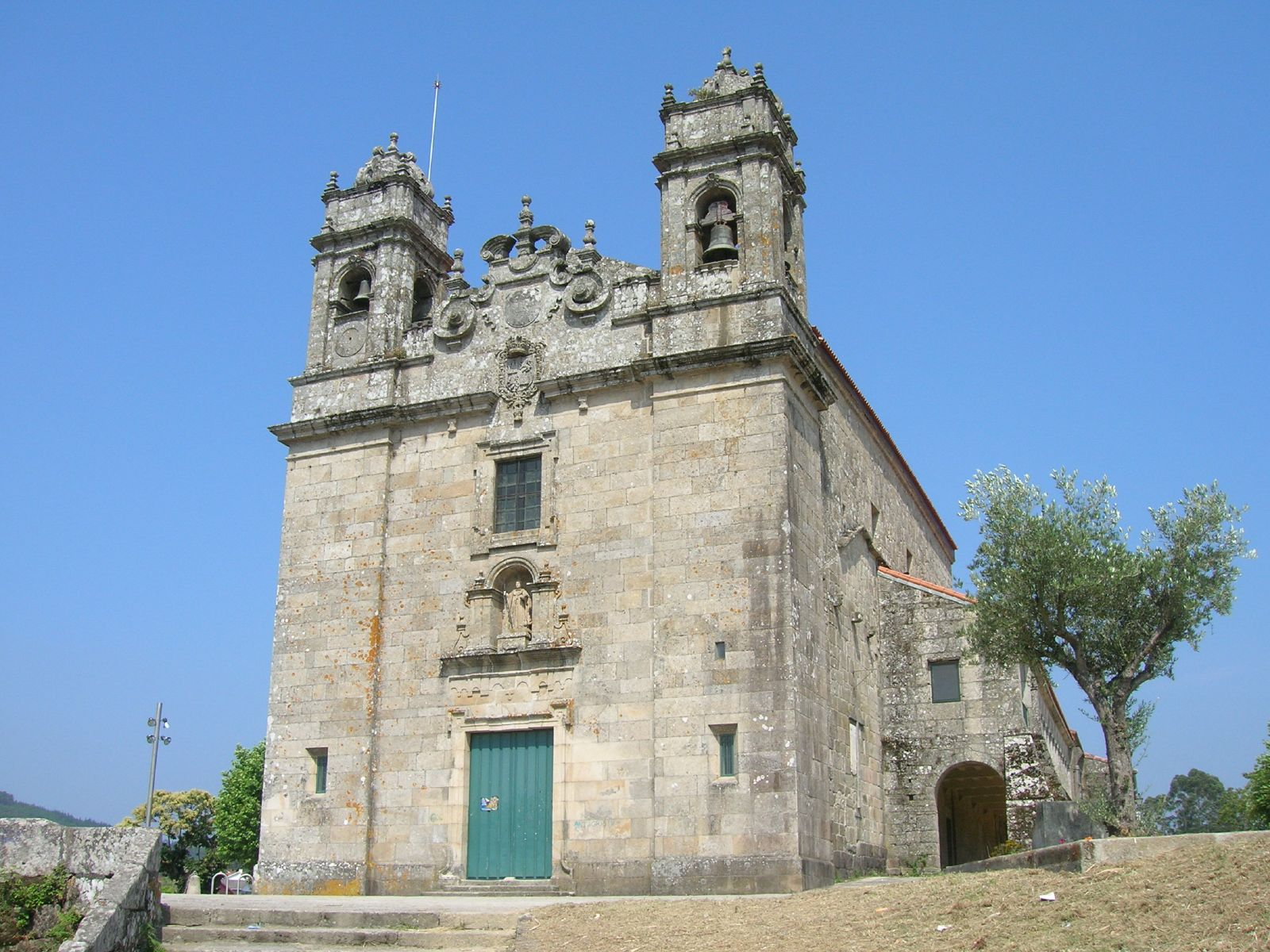
Monasterio de San Salvador de Lérez
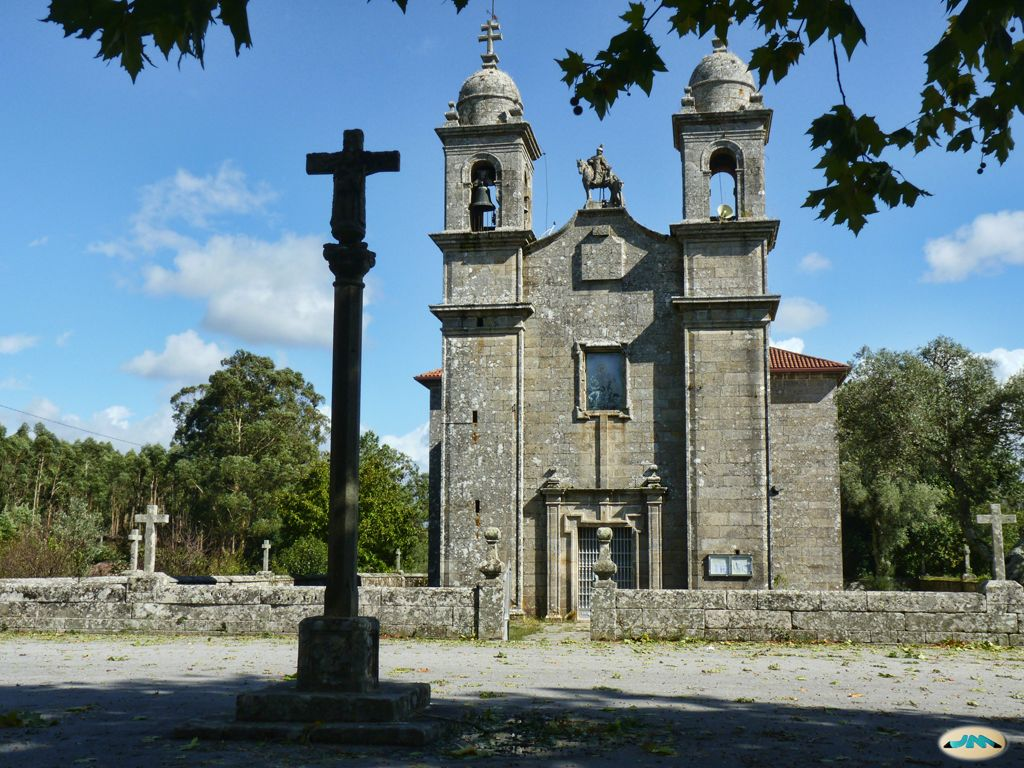
Iglesia de San Martiño de Salcedo (1774)
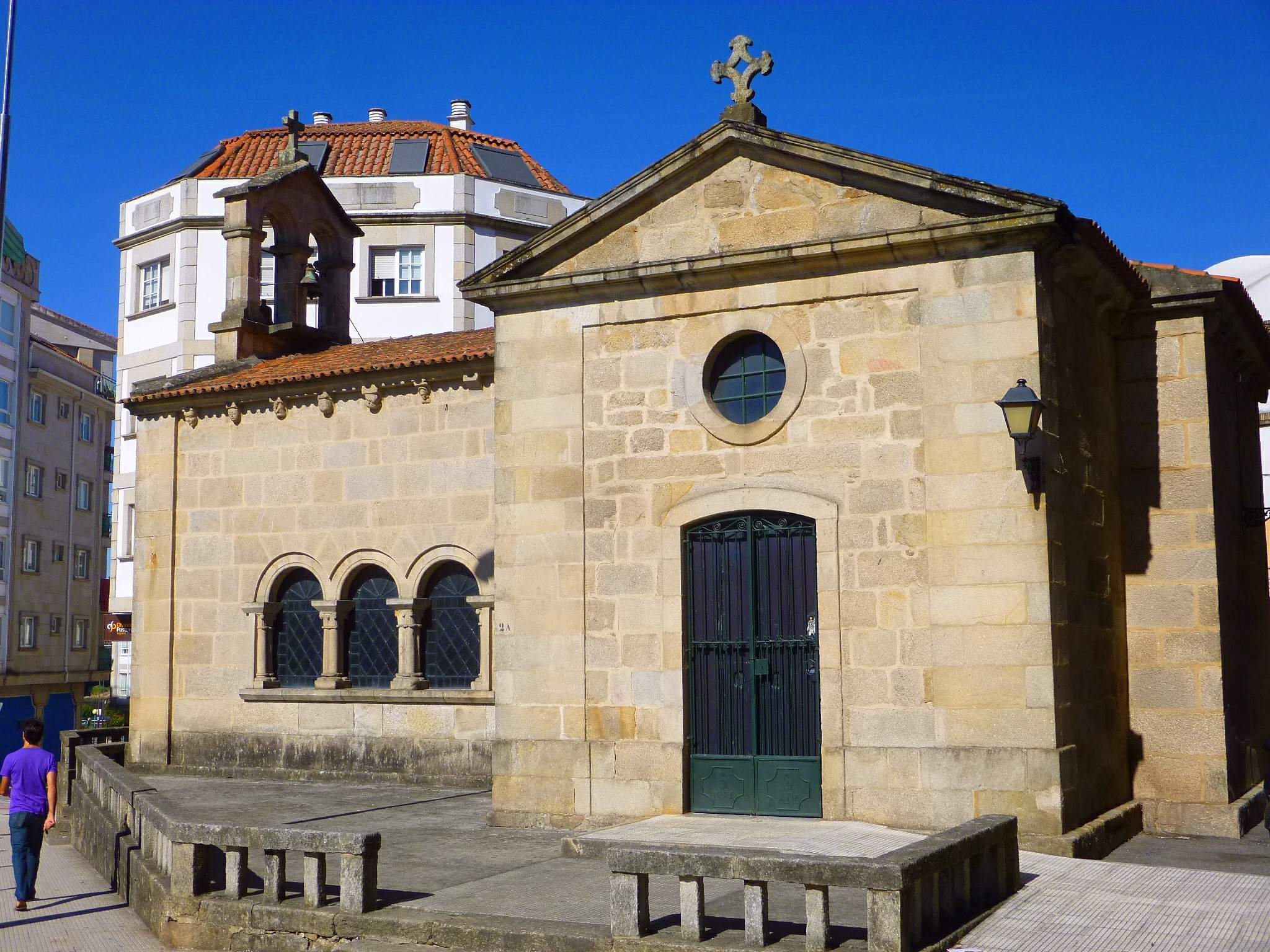
Capilla de San Roque (1862)
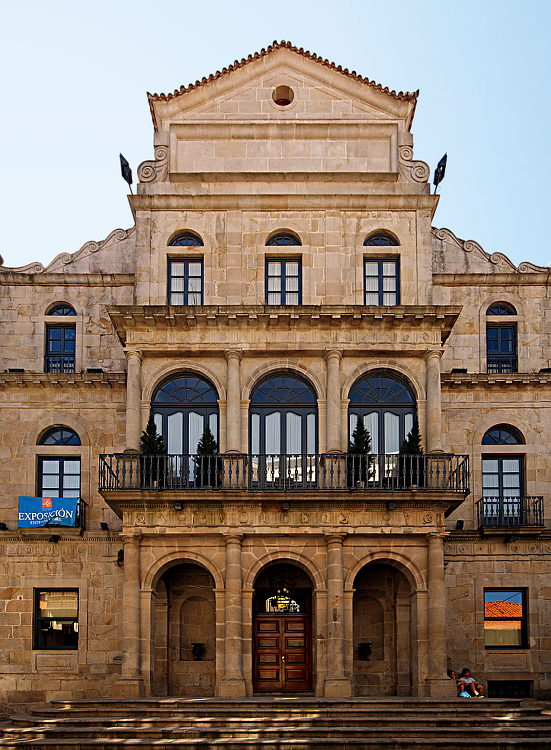
Liceo Casino (1878)
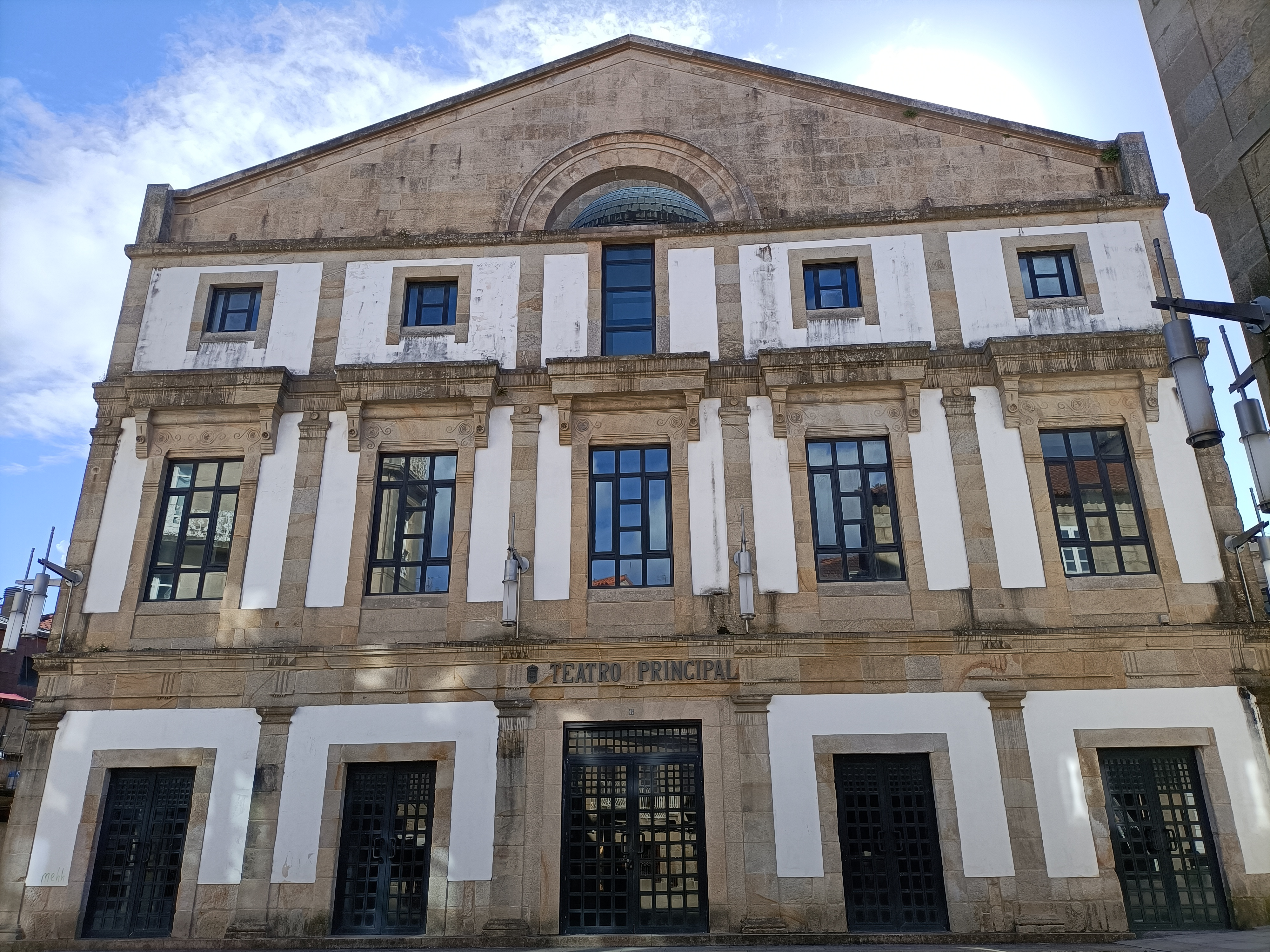
Teatro Principal  (1878)
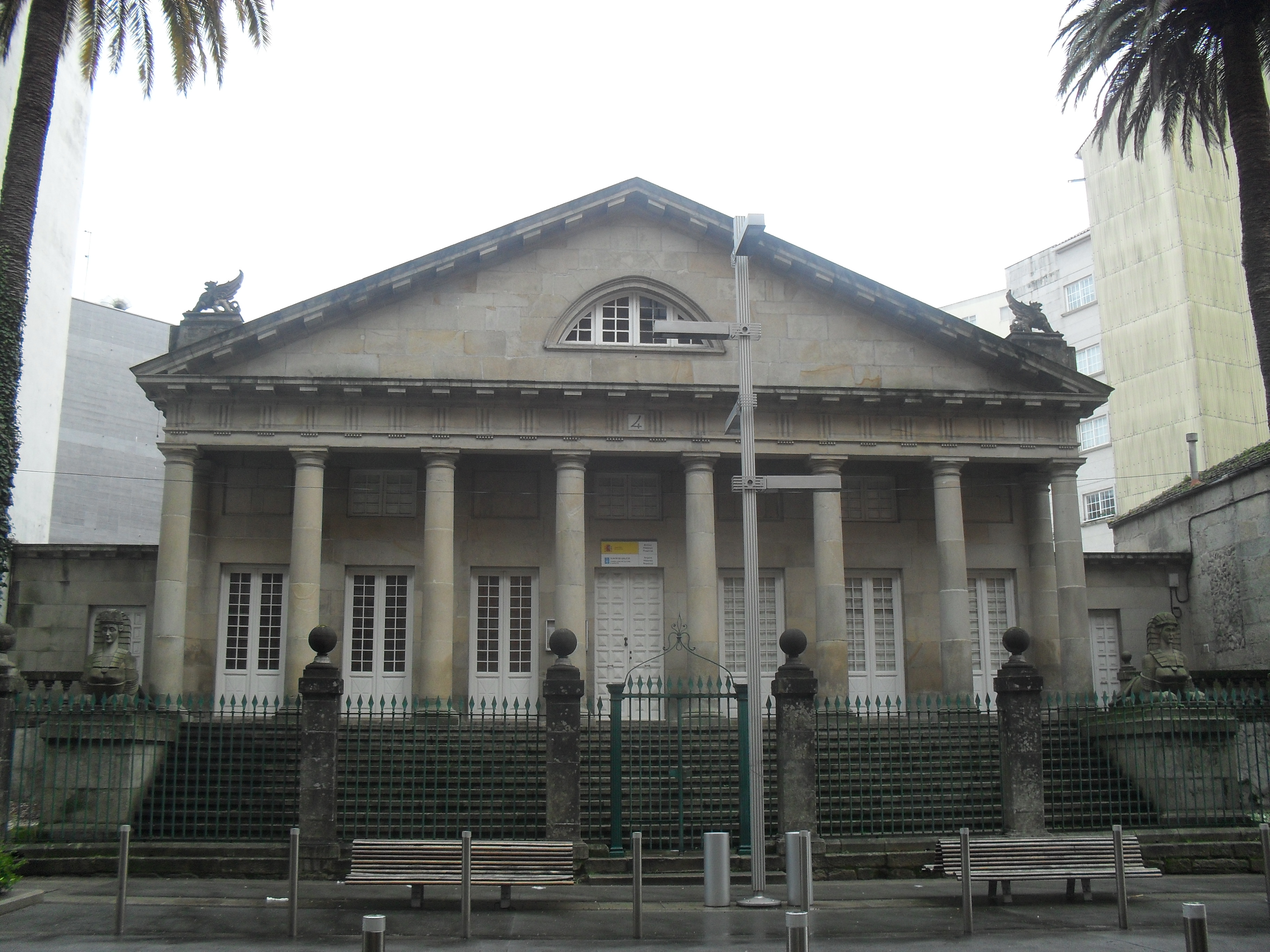
Casa de los Fonseca (1910)
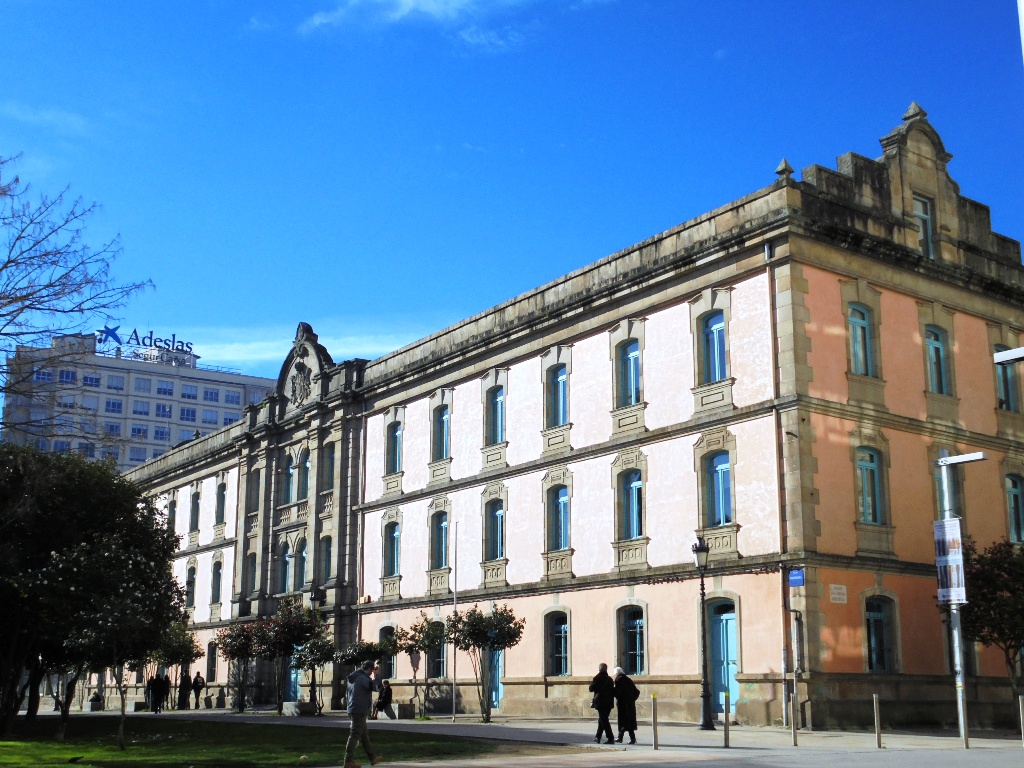
Cuartel de San Fernando (1909)

### Arquitectura delsigloXIX

#### Arquitectura ecléctica
El eclecticismo en Pontevedra, predominante a finales del siglo XIX se caracteriza por la influencia de la arquitectura francesa y la integración de elementos de diversos estilos arquitectónicos. La Casa Consistorial, diseñada por Alejandro Sesmero, destaca por sus influencias del Segundo Imperio francés, con imponentes columnas jónicas y corintias en la fachada principal, un reloj en la parte superior, y un interior elegante con una escalera estilo imperio que refleja la solemnidad y el refinamiento propios de un edificio público. El Palacio de la Diputación de Pontevedra, por su parte, combina elementos clásicos (como columnas estriadas con capiteles jónicos), renacentistas y barrocos en su fachada simétrica, adornada con molduras y volutas que enfatizan la riqueza decorativa del estilo.
El Palacete de las Mendoza es otro ejemplo significativo del eclecticismo, con una fachada que presenta una entrada principal enmarcada por recercados neoclásicos y vanos decorados con frontones triangulares y una cornisa con motivos circulares. El Pazo de los Cru y Montenegro es un pazo urbano reformado en el siglo XIX que combina fachada simétrica, balcones de hierro forjado, pilastras clásicas y molduras decorativas sobre las ventanas y puertas balconeras. Su nombre de Casa del Arco proviene del arco de medio punto que conecta la plaza de Méndez Núñez con la calle Don Gonzalo y conserva restos de la antigua torre almenada. En la fachada sobresale el Escudo de los Doce Linajes, símbolo de la nobleza pontevedresa, mientras que en su jardín elevado crece un magnolio centenario. La Mansión del Marqués de Riestra, que mezcla el eclecticismo con elementos modernistas, es notable por su fachada bicolor con arcos de herradura en la planta baja y rebajados en las demás, ornamentaciones detalladas y balcones de hierro forjado. Otros elementos destacados son los azulejos florales del siglo XIX en la cornisa superior y una entrada de carruajes que subraya su estatus y funcionalidad. El Palacio de Lourizán, con influencias del modernismo en la decoración y del Segundo Imperio francés, destaca por su monumental escalera imperial de piedra y sus galerías de cristal, su cuerpo central con columnas y pilastras jónicas y torres coronadas por mansardas francesas y sus cuerpos laterales con altas ventanas, pilastras, balcones, buhardillas y cúpulas revestidas con escamas de zinc del tipo dôme à l'impériale.
El Edificio Varela, proyectado en 1897, es una construcción de tres pisos con buhardilla, influenciada por la arquitectura francesa. Su techo de mansarda de zinc gris, inspirado en las mansardas parisinas del siglo XIX, maximiza el espacio habitable. Destacan los detalles decorativos en las ventanas, el almohadillado de las fachadas y la simetría de las puertas con balcón, siguiendo el estilo de los hôtel particulier franceses. El Edificio de la Escuela Normal, con su fachada bicolor de ladrillos y granito, exhibe una disposición simétrica de ventanas trigeminadas, y una puerta balconera en la fachada delantera flanqueada por pilastras jónicas y coronada por un escudo de España. Por último, el Gobierno Militar, diseñado por Alejandro Sesmero, es un edificio con predominancia de líneas horizontales y detalles sobrios así como una entrada principal con un balcón de piedra sostenido por dos columnas con capiteles toscanos.

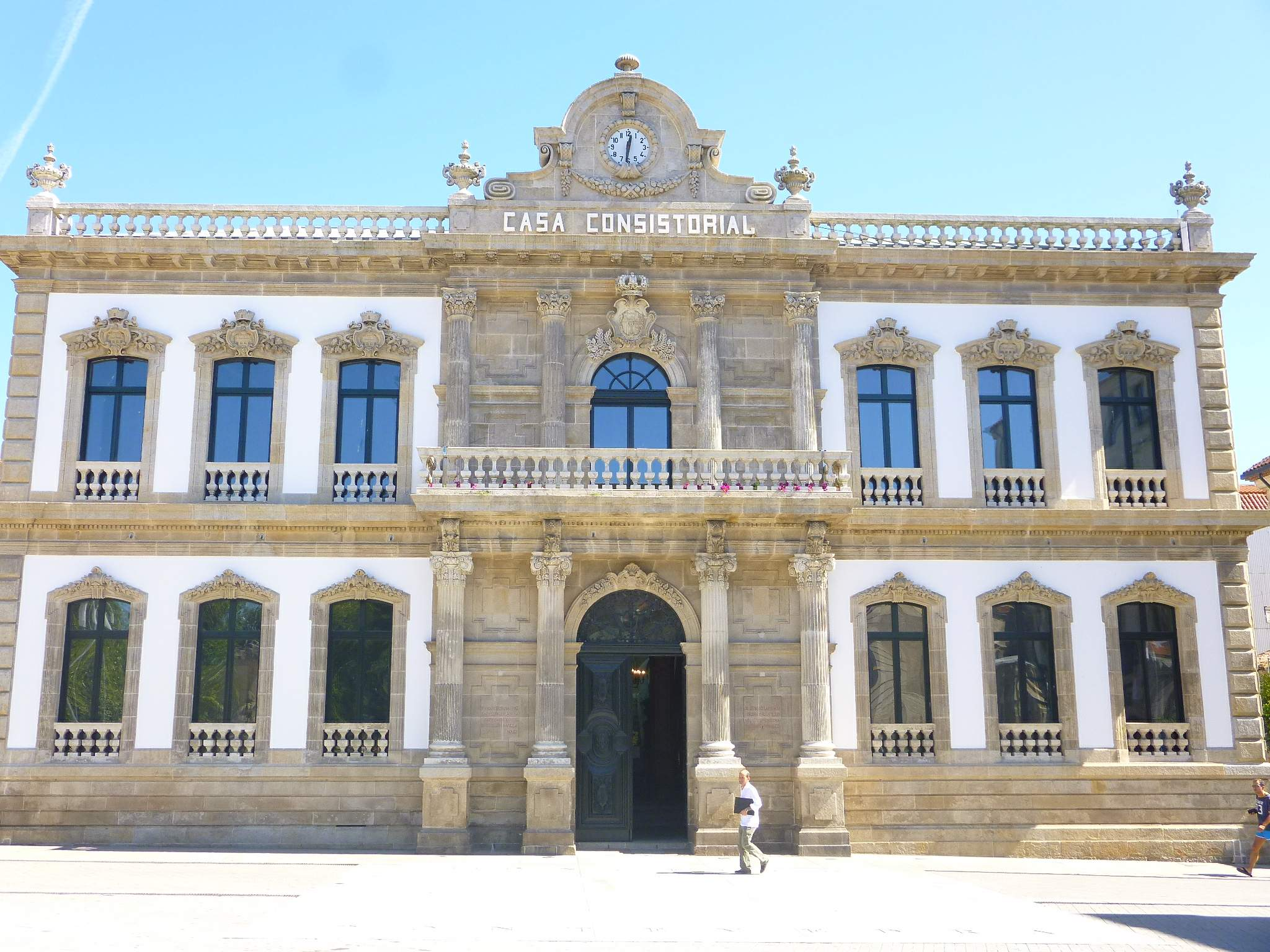
Casa consistorial de Pontevedra (1880)
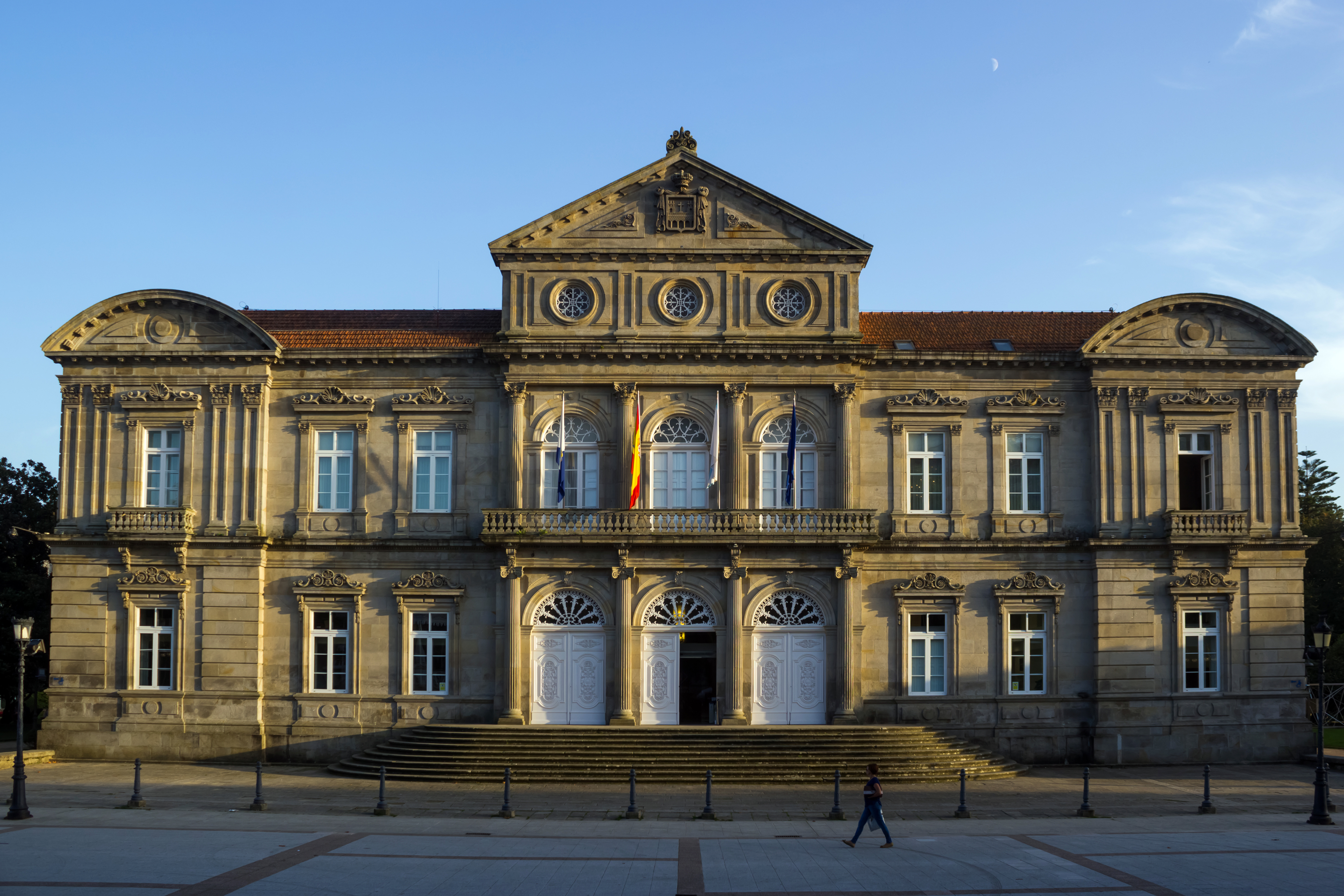
Palacio de la Diputación de Pontevedra (1890)
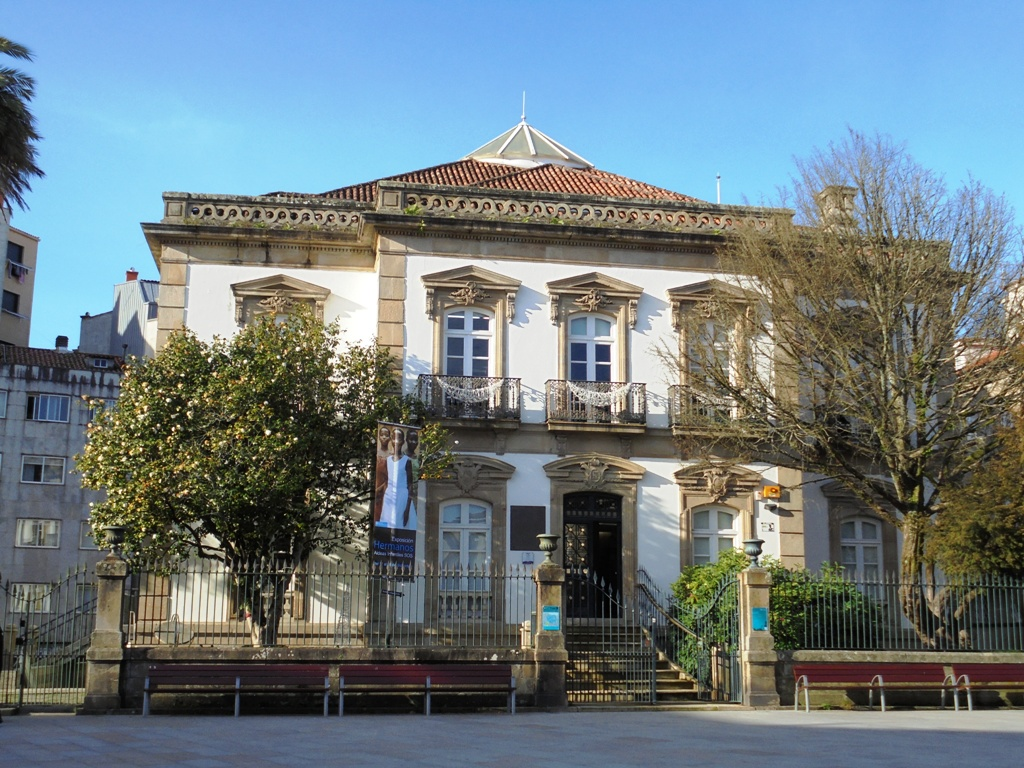
Palacete de las Mendoza (1880)
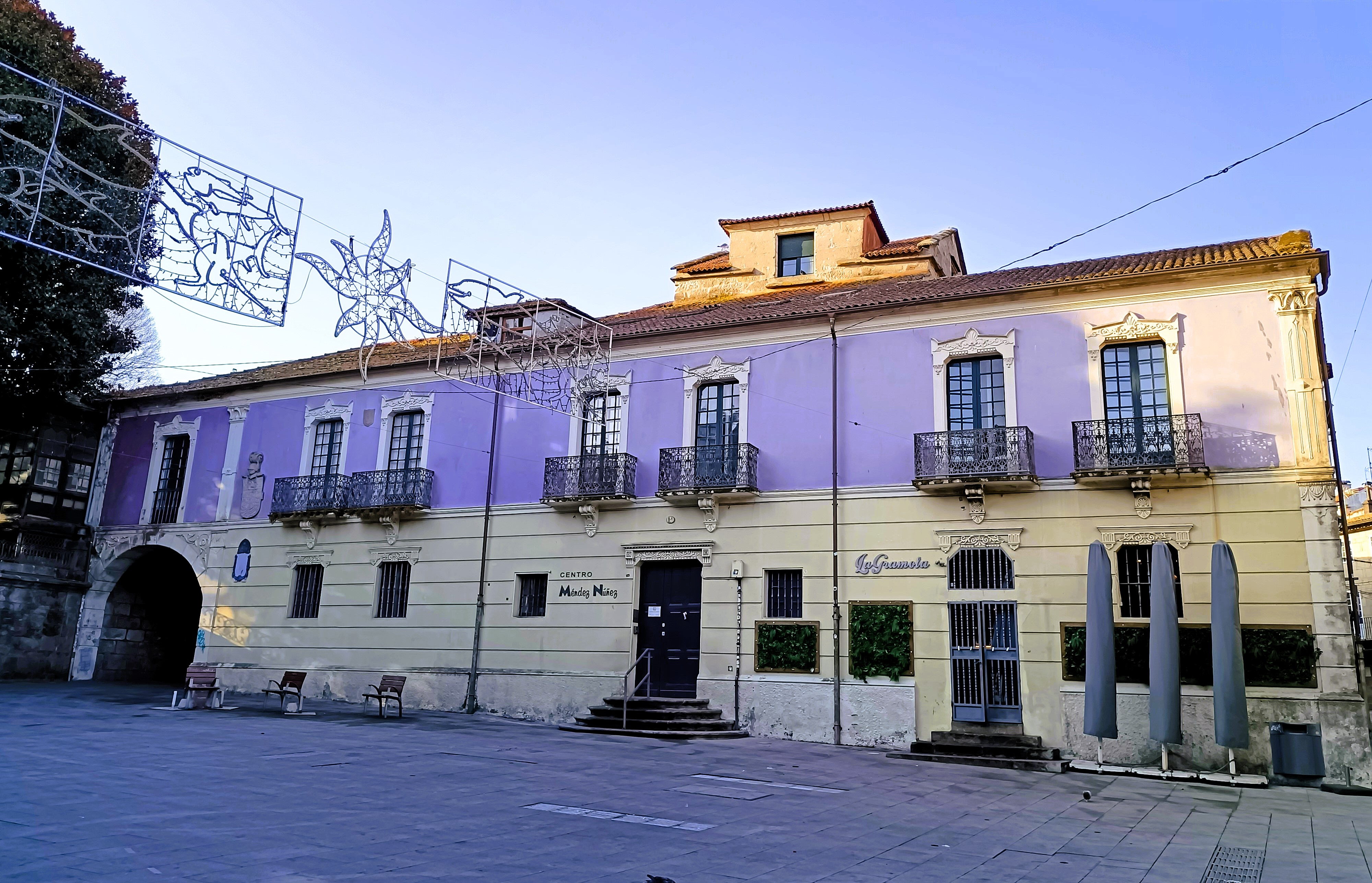
Pazo de los Cru y Montenegro (reforma de 1885)
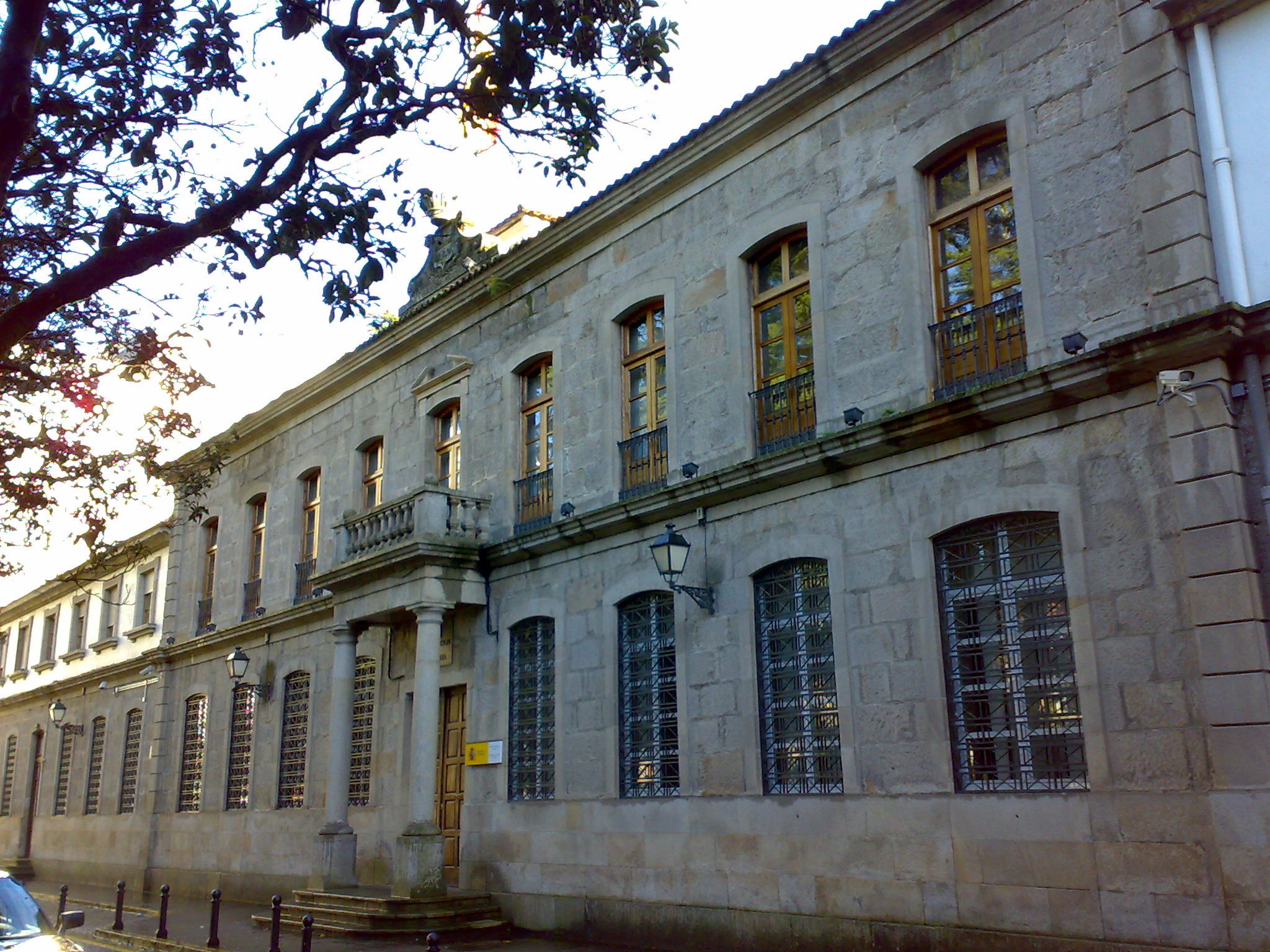
Gobierno Militar de Pontevedra (1892)
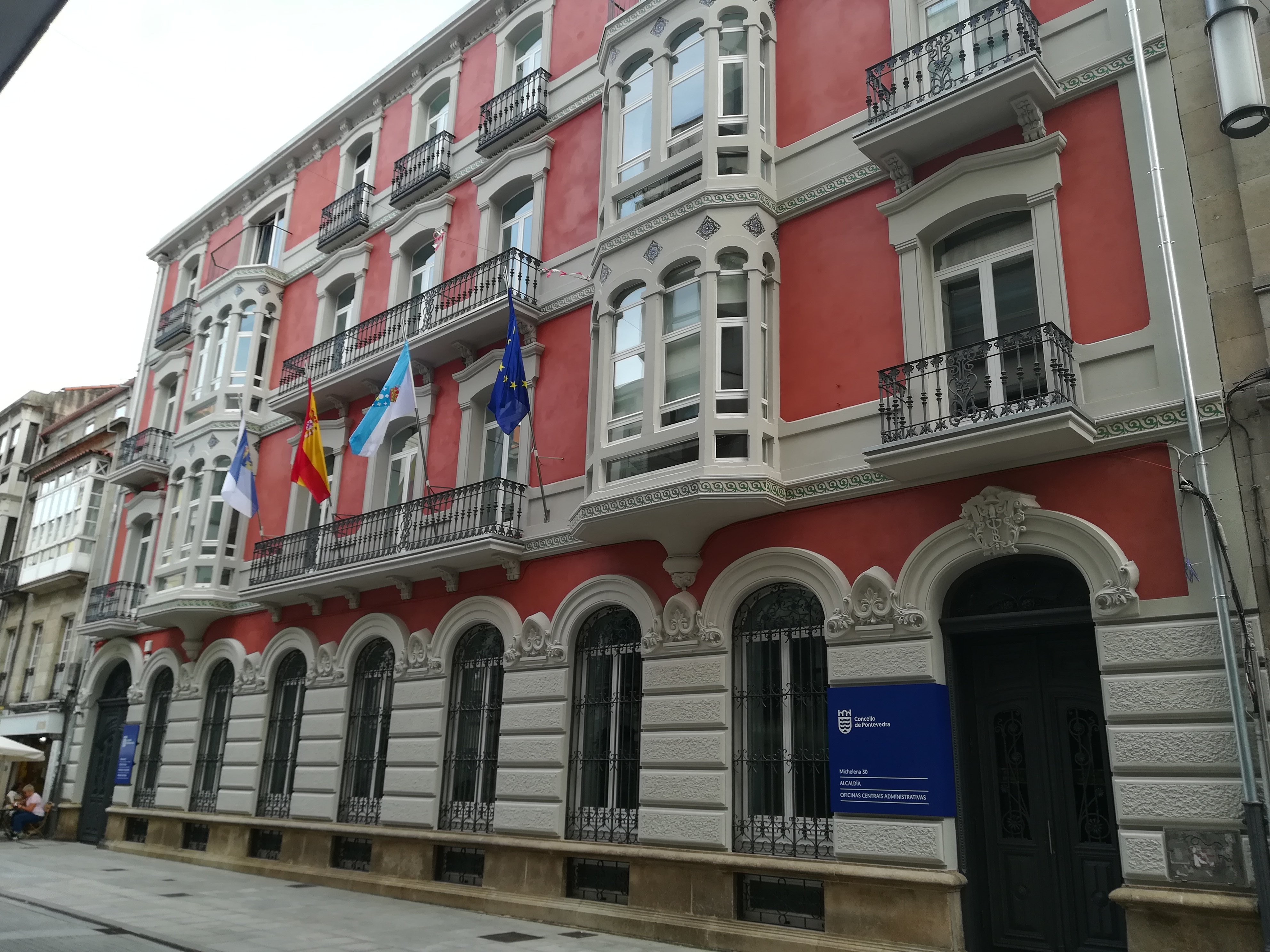
Mansión del Marqués de Riestra (1900)
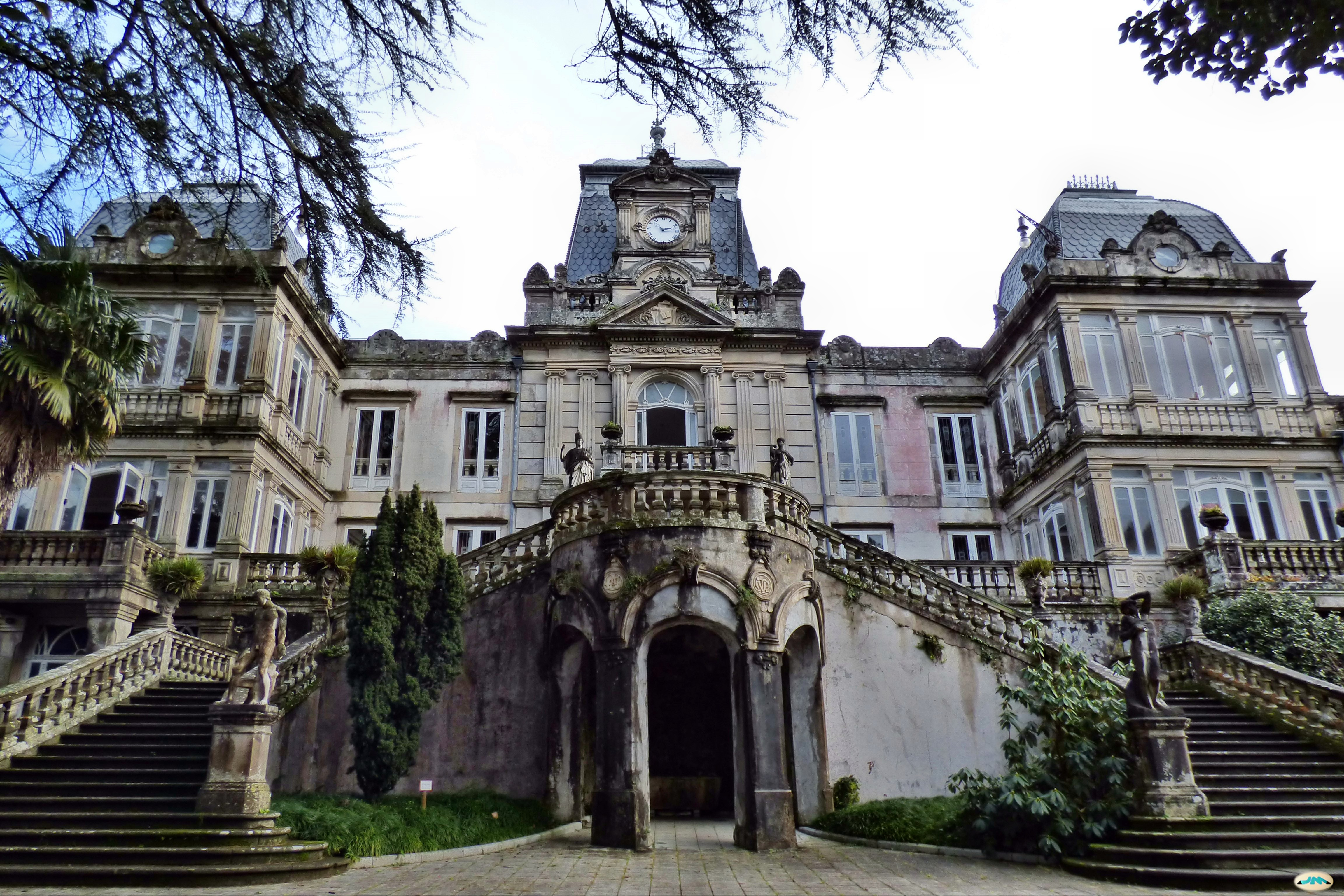
Pazo de Lourizán (reforma de 1912)
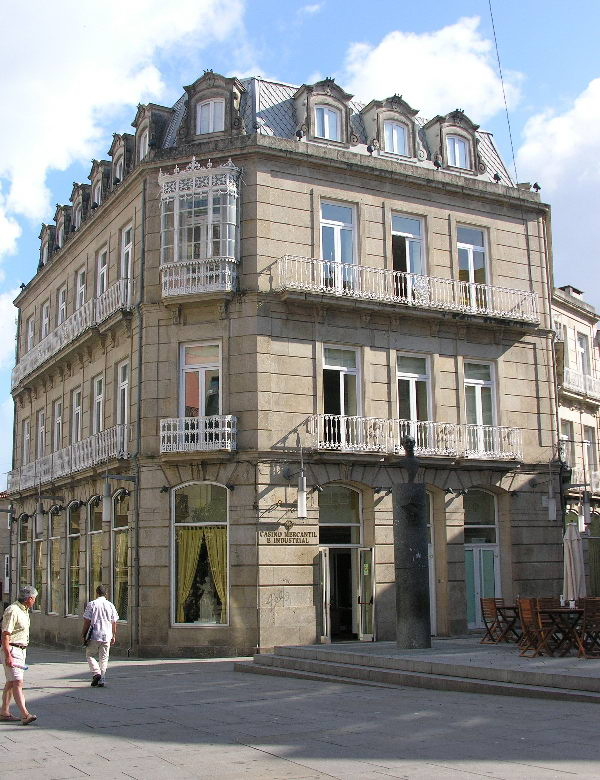
Edificio Varela (1898)
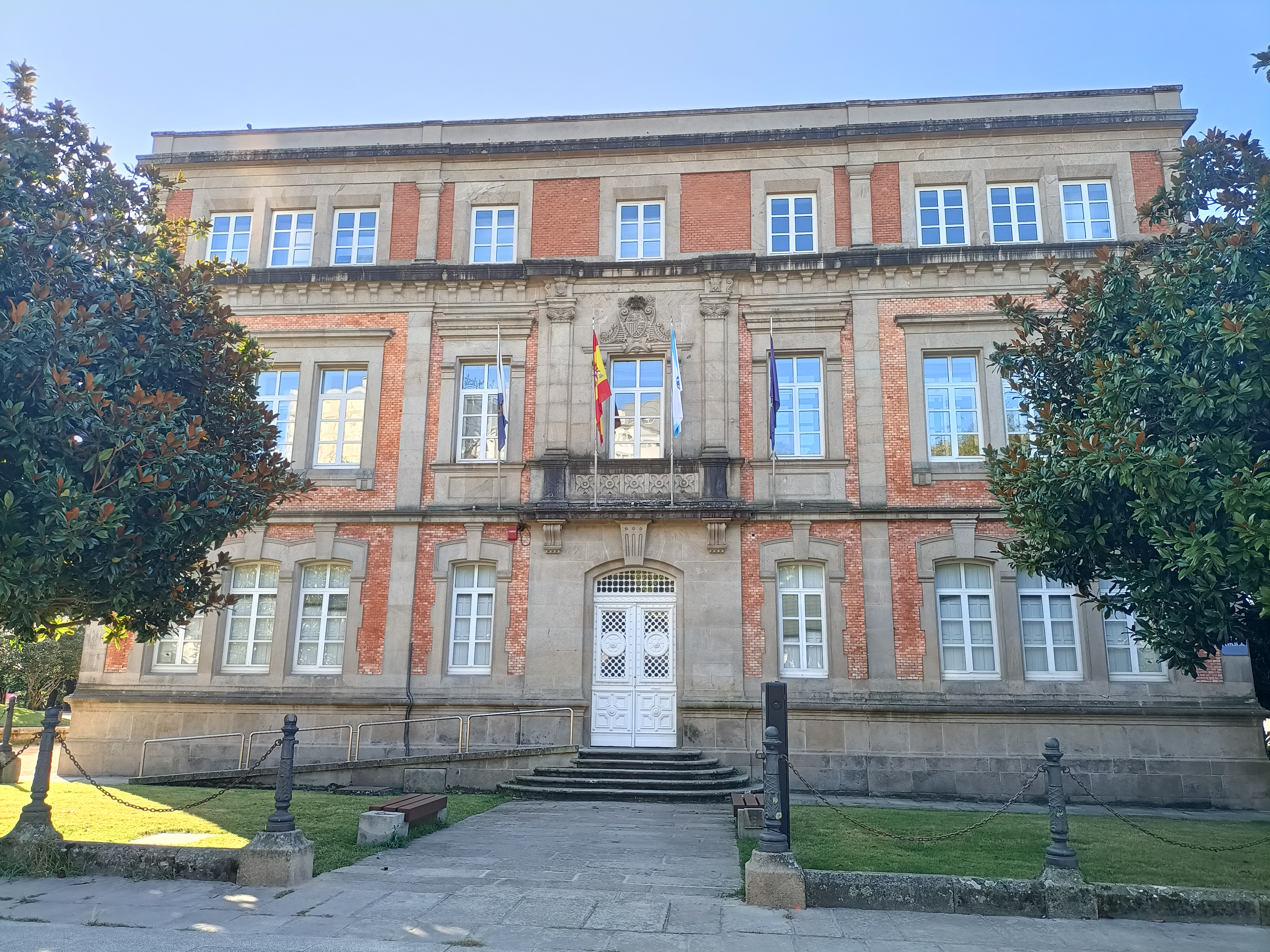
Edificio de la Escuela Normal de Pontevedra (1901)

#### Arquitectura neogótica
El Neogótico, surgido en el siglo XIX como una reactivación del estilo medieval, se manifiesta en Pontevedra con detalles góticos adaptados a la época. La Iglesia de Nuestra Señora de los Placeres construido en piedra granítica, cuenta con una torre central de 33 metros y una planta en cruz latina. La nave única está cubierta por bóvedas de arista y dividida en tramos por arcos de medio punto. La fachada presenta altos contrafuertes, un chapitel gótico, y una puerta flanqueada por arquivoltas apuntadas. Destacan también las ventanas estrechas con arcos apuntados y un rosetón central de cuatro pétalos. La Capilla de las Ánimas presenta una fachada pequeña con arcos apuntados, un pequeño vano en forma de trébol y un retablo policromado en su interior, simbolizando la devoción medieval.

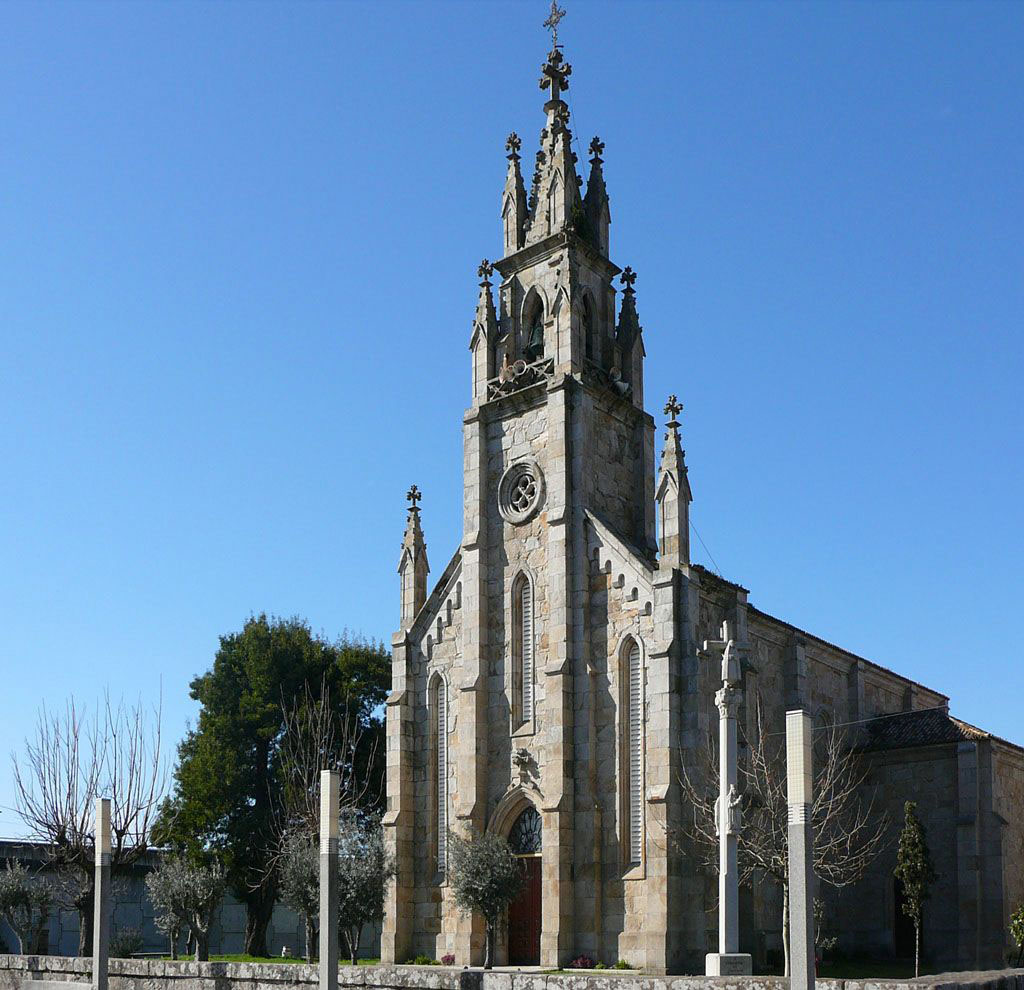
Iglesia de Nuestra Señora de los Placeres (1888)
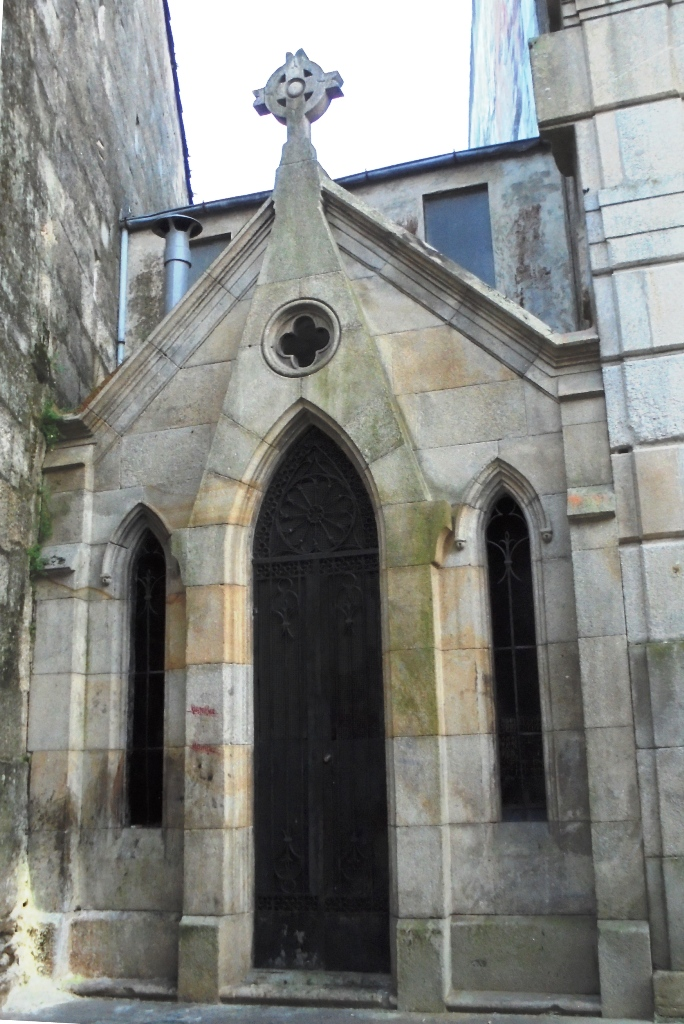
Capilla de las Ánimas (1898)
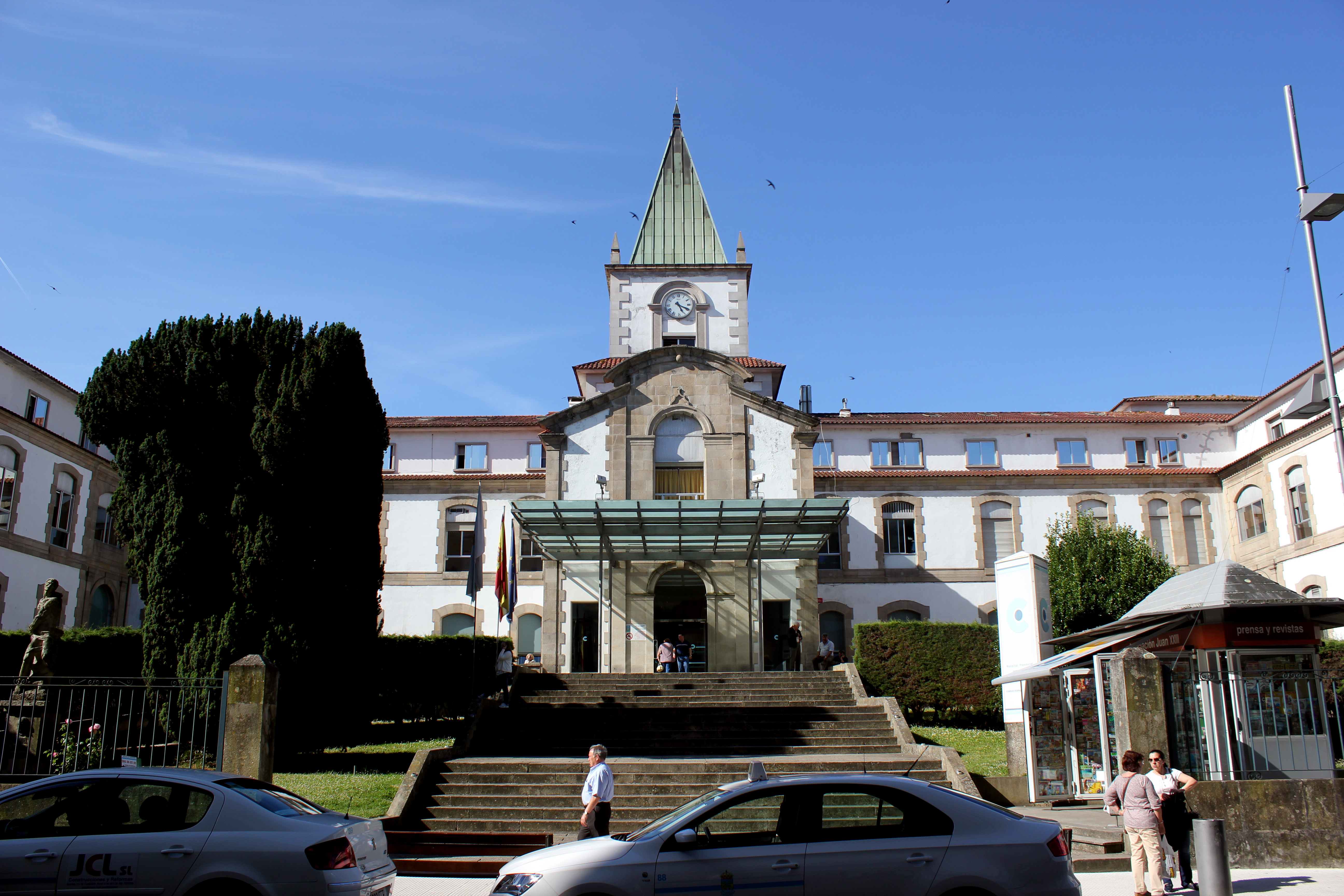
Hospital Provincial de Pontevedra (1897)
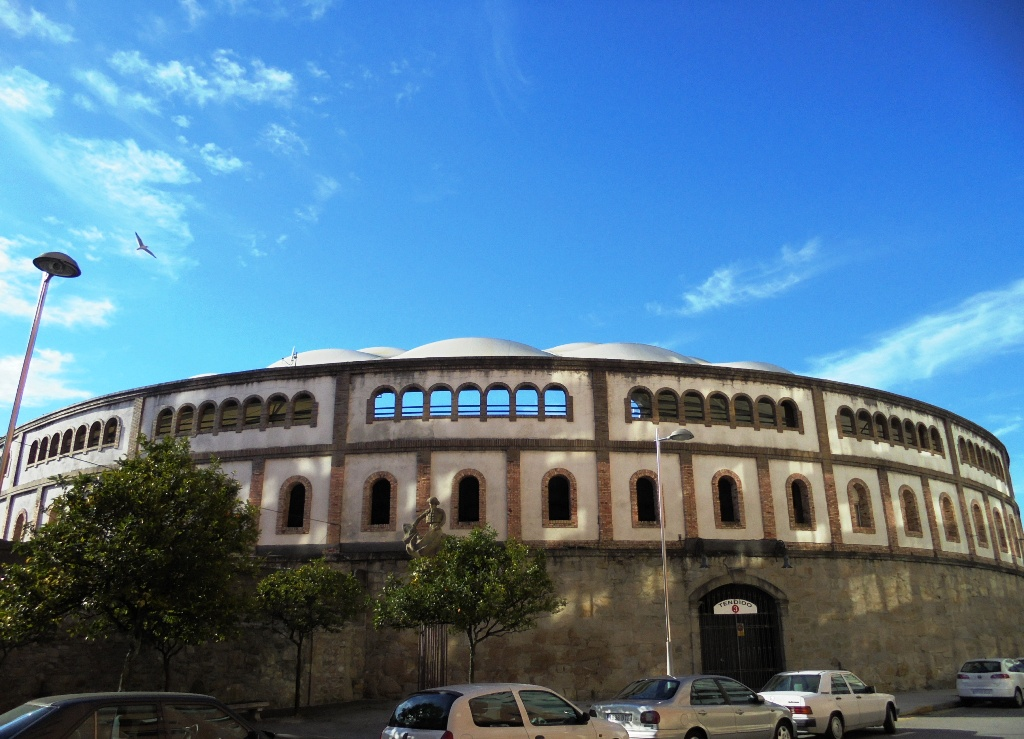
Plaza de toros de Pontevedra (1900)
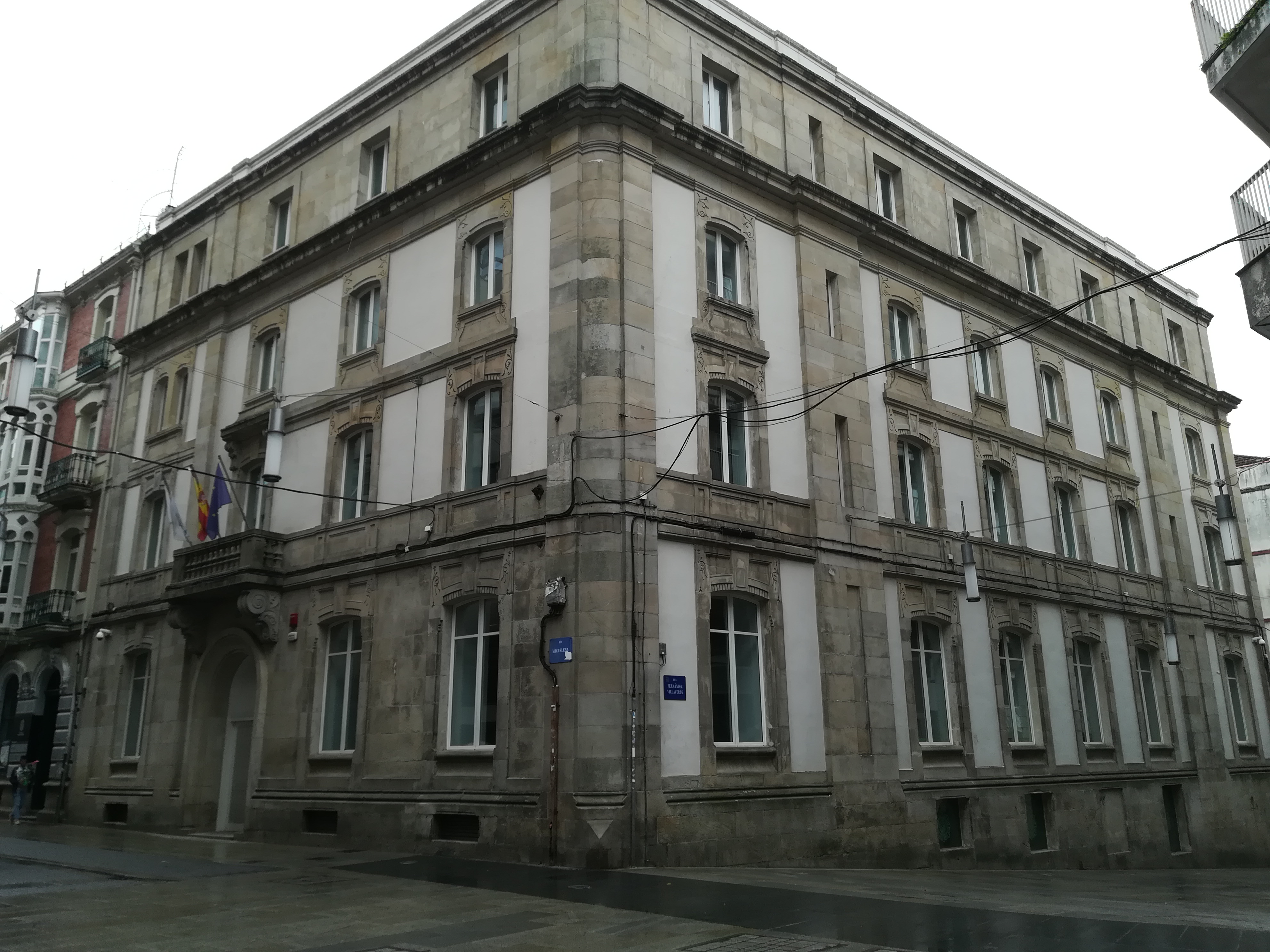
Edificio del Banco de España (1903)
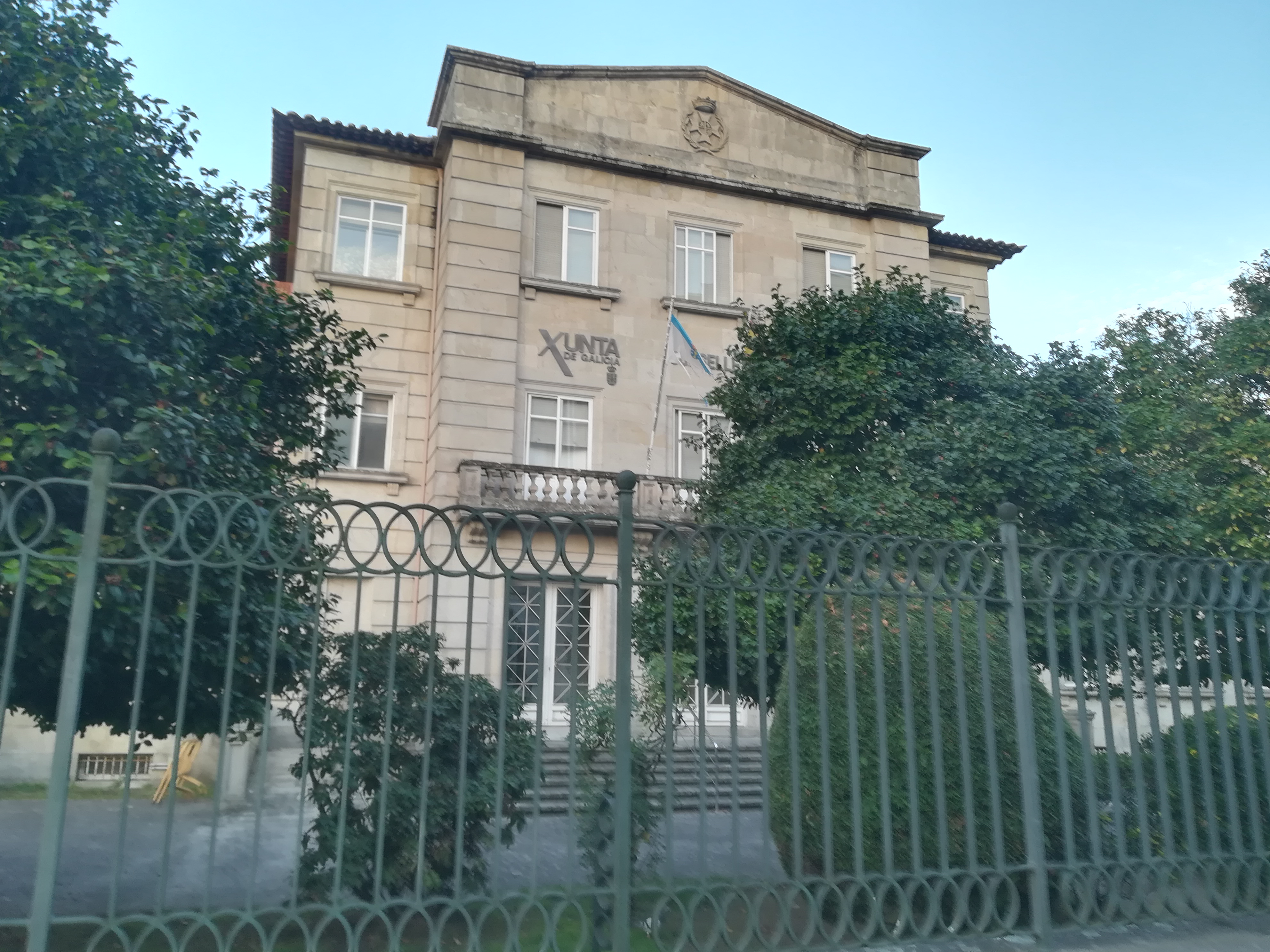
Edificio de la Delegación Provincial de Sanidad (1920)

#### Arquitectura institucional y arquitectura de espectáculos
La arquitectura institucional en Pontevedra destaca por su eclecticismo y funcionalidad. El Edificio del Banco de España, de principios del siglo XX, presenta una gran simetría con una fachada de arco de medio punto, balcón de piedra y enmarcados de ventanas decorados. El interior, organizado en torno a un patio central con lucernario, ofrece una sensación de amplitud. El Hospital Provincial de Pontevedra, diseñado por León Domercq y Siro Borrajo, en un estilo ecléctico presenta una fachada simétrica, una entrada principal enmarcada por un arco de medio punto en piedra y vanos enmarcados con molduras. El edificio diseñado originalmente en forma de H, fue posteriormente ampliado y se le añadió en los años 1980 una torre con tejado en forma piramidal y chapitel sobre su cuerpo central saliente en la fachada principal. El Edificio de la Delegación Provincial de Sanidad (1920) destaca por la simetría de su composición, el almohadillado en la fachada, la sencillez de la ornamentación y su cuerpo central saliente con un balcón de piedra en el primer piso y un frontón rectangular con un remate central triangular atenuado en el que se encuentra el escudo de la sanidad pública con la cruz de Malta, el caduceo, la corona y la rama de laurel.
En cuanto a la arquitectura de espectáculos su exponente es la Plaza de Toros, con su estructura circular, combina piedra en la planta baja y un acabado de enlucido en mortero de cal en los cuerpos superiores y los ladrillos rosa-anaranjados típicos en Pontevedra en esta época. En 1996, se le añadió una cubierta de membrana de PVC.

#### Arquitectura del hierro

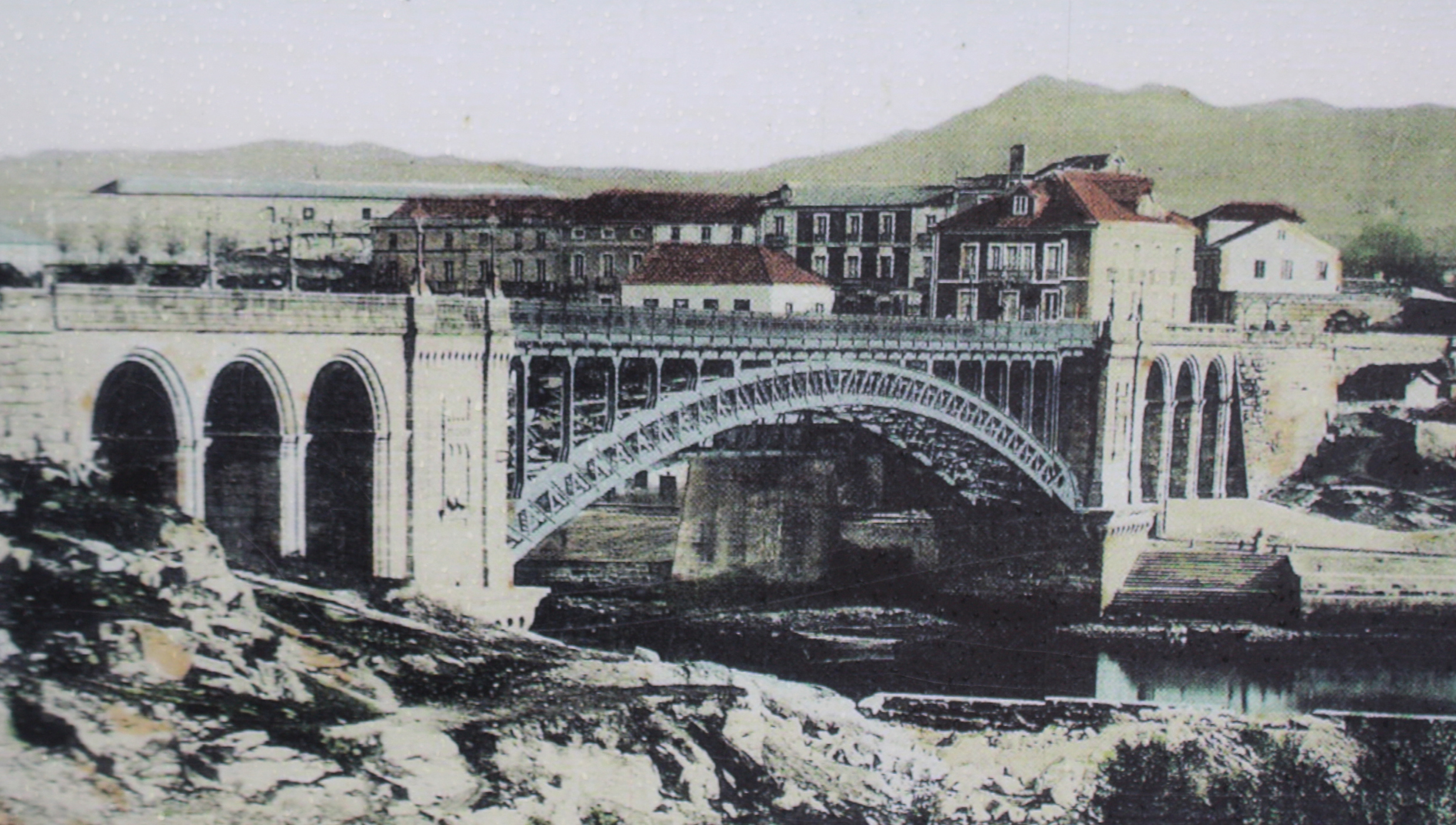
Puente de la Barca con su arco de hierro a principios del.

La importancia de la arquitectura del hierro en Pontevedra se plasmó en el puente de la Barca, que marcó una época de modernización e innovación en la construcción, combinando robustez y elegancia mediante el uso de este material. El puente, construido entre 1894 y 1905, inicialmente contaba con un arco metálico central. Diseñado por Luis Acosta y Eduardo Fungueiriño, el puente tenía un arco de 75 metros de luz, apoyado en dos sólidos soportes de mampostería y adornado con motivos góticos en los tres arcos laterales de cada lado. Debido a la corrosión causada por la salinidad del agua, en mayo de 1945 se sustituyó el arco metálico por uno de hormigón de 72 metros de luz, diseñado por Eduardo Torroja Miret. En 1989 y 1991, se modificaron los estribos de mampostería, reemplazando los tres arcos originales de cada lado por uno más ancho y rebajado.

### Arquitectura delsigloXX

#### Arquitectura modernista y art déco
Pontevedra alberga una notable colección de edificios modernistas, un estilo que floreció en la ciudad a principios del siglo XX, caracterizado por su innovación estética y detallada ornamentación, que en Pontevedra se funde frecuentemente con una arquitectura ecléctica coexistente. El Instituto Valle-Inclán es un destacado ejemplo de este estilo, con sus fachadas adornadas con motivos geométricos y florales, un cuerpo central en la fachada con un gran ventanal con dintel curvo y un ritmo geométrico secesionista y una gran escalera de mármol en el interior, iluminada por un gran lucernario modernista. El Edificio Central de Correos, inspirado en la arquitectura del Norte de Europa y el Renacimiento flamenco, presenta una fachada ricamente decorada con figuras geométricas en piedra, y un interior luminoso donde destaca una vidriera modernista que inunda de luz el patio central. El Café Moderno, joya del modernismo, se distingue por sus galerías de hierro forjado, sus molduras ornamentales y un interior ricamente decorado en techos y paredes, lámparas originales y espejos que evocan la elegancia de la época. Villa Pilar, con su diseño ecléctico y modernista, presenta una fachada irregular que refleja la innovación del momento con balaustradas de estilo inglés en hormigón, y una carpintería interior de maderas nobles. La Casa de la Cofradía de la Peregrina o Casa Portela, presenta una fachada revestida de cemento Portland, galerías de hierro fundido y decoración vegetal y floral modernista en los ángulos de las ventanas y en la cornisa con pretil de florones. El Edificio Gran Garaje cuenta con una fachada que destaca por su horizontalidad y simetría, su frontón curvo sobre la entrada principal y una decoración que se centra en formas geométricas y motivos florales estilizados sobre las puertas laterales y el friso de la fachada. La Casa Sanz Díaz, con sus pilastras, balcones decorados con pinjantes vegetales y una balaustrada calada, ejemplifica la riqueza decorativa del modernismo en la arquitectura residencial de Pontevedra. El edificio modernista del número 8 de la plaza de la Herrería diseñado por Andrés López de Ocáriz Robledo en 1912 presenta una fachada con grandes soportales en la planta baja y decoración modernista con motivos florales y geométricos en puertas, ventanas, cornisas, un frontón central curvo y dos grandes balcones de hierro forjado en las primeras plantas. Del mismo arquitecto es el Edificio Luciano Dazevedo (1914) con destacados balcones modernistas idénticos a los del desaparecido Hotel Palace (1904), gran edificio modernista que estuvo ubicado en la plaza de Galicia antes de ser demolido. En cuanto a la arquitectura art déco, destaca el Edificio Corbal. Es una construcción de 1940 situada en el centro de Pontevedra, obra del arquitecto Juan Argenti Navajas. Se caracteriza por su diseño vanguardista, influido por el estilo streamline y ejecutado en granito por canteros locales.  

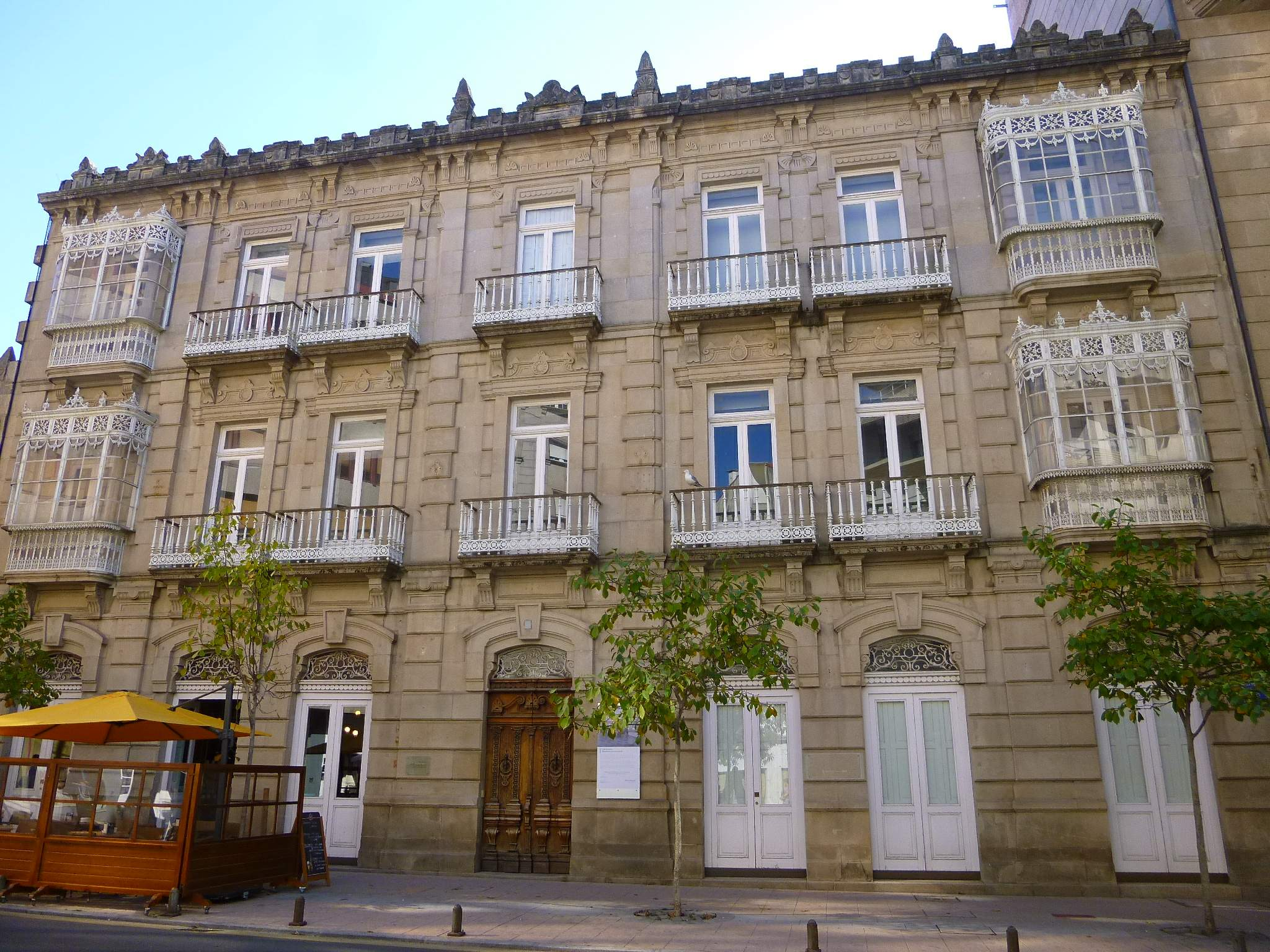
Café Moderno (1902)
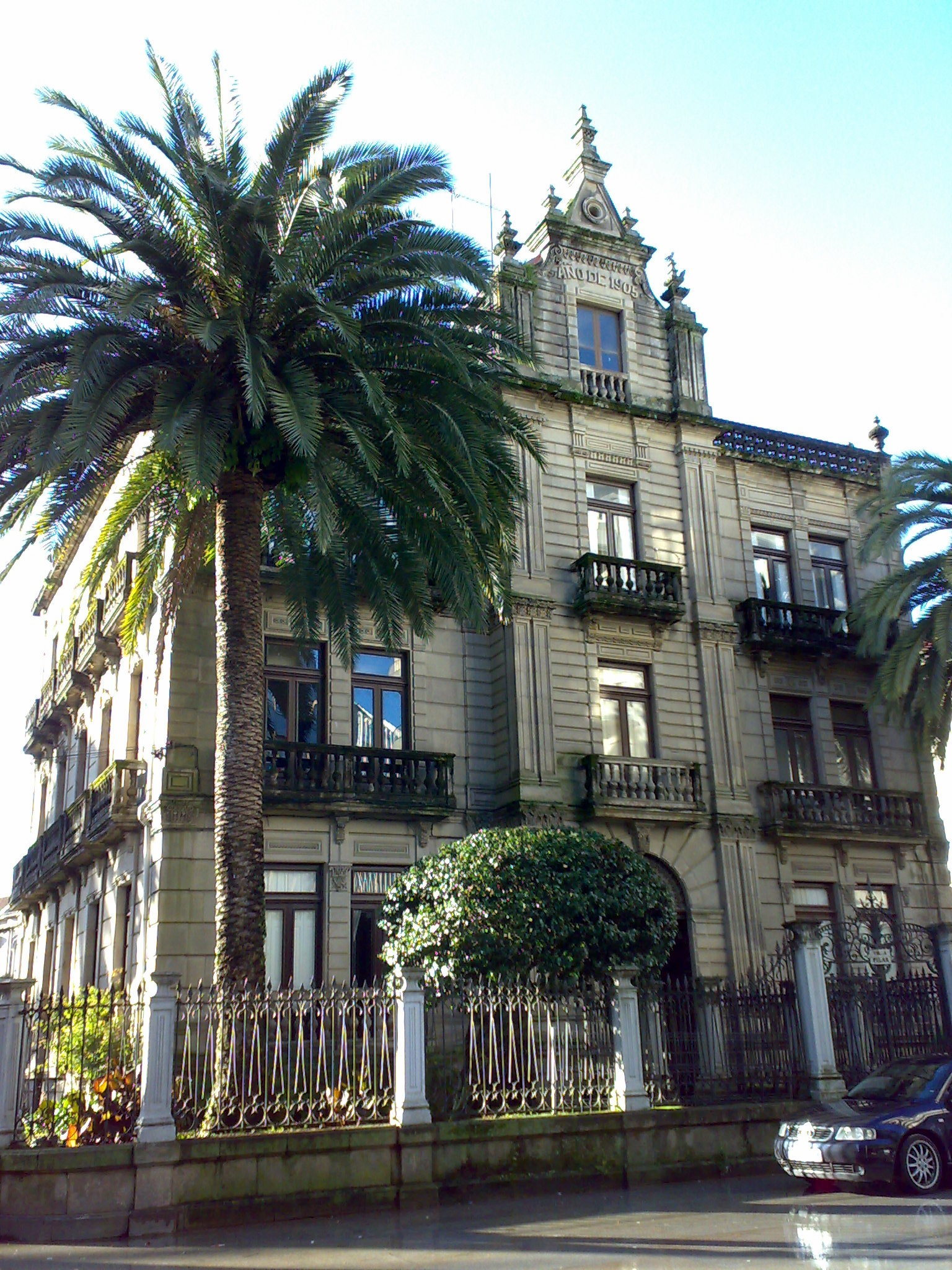
Villa Pilar (1905)
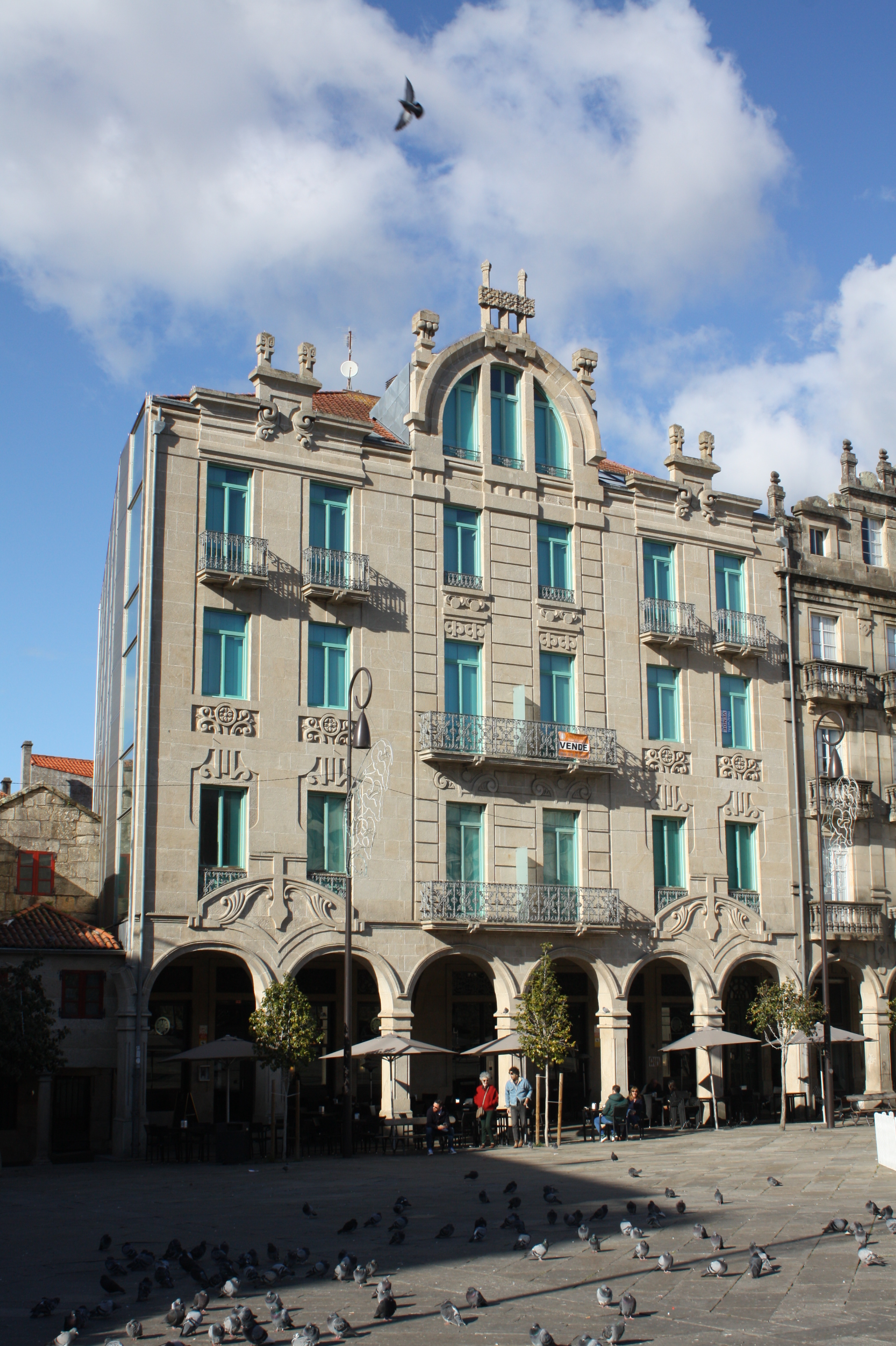
Edificio de la Herrería, número 8 (1912)
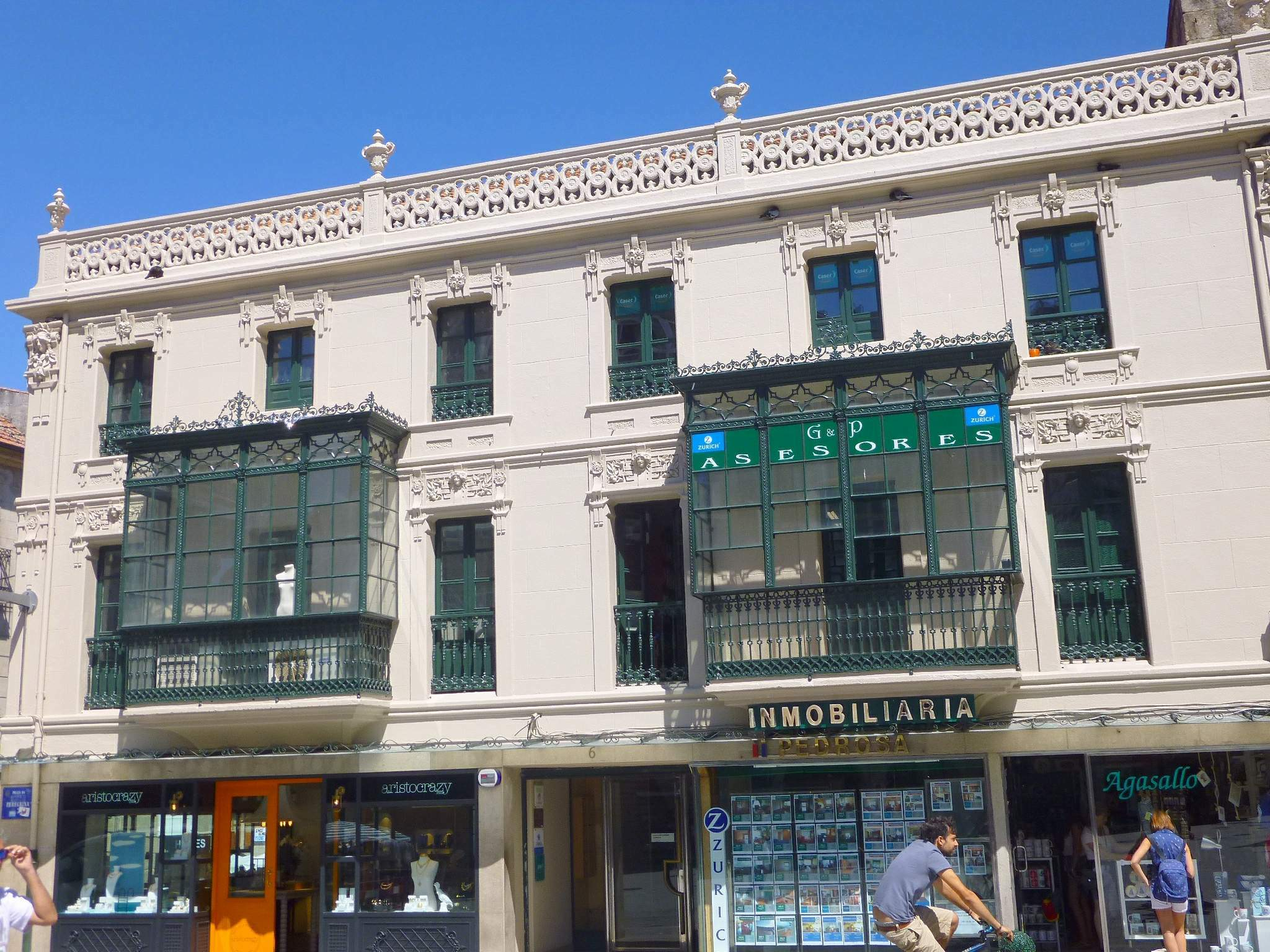
Casa Portela (1913)
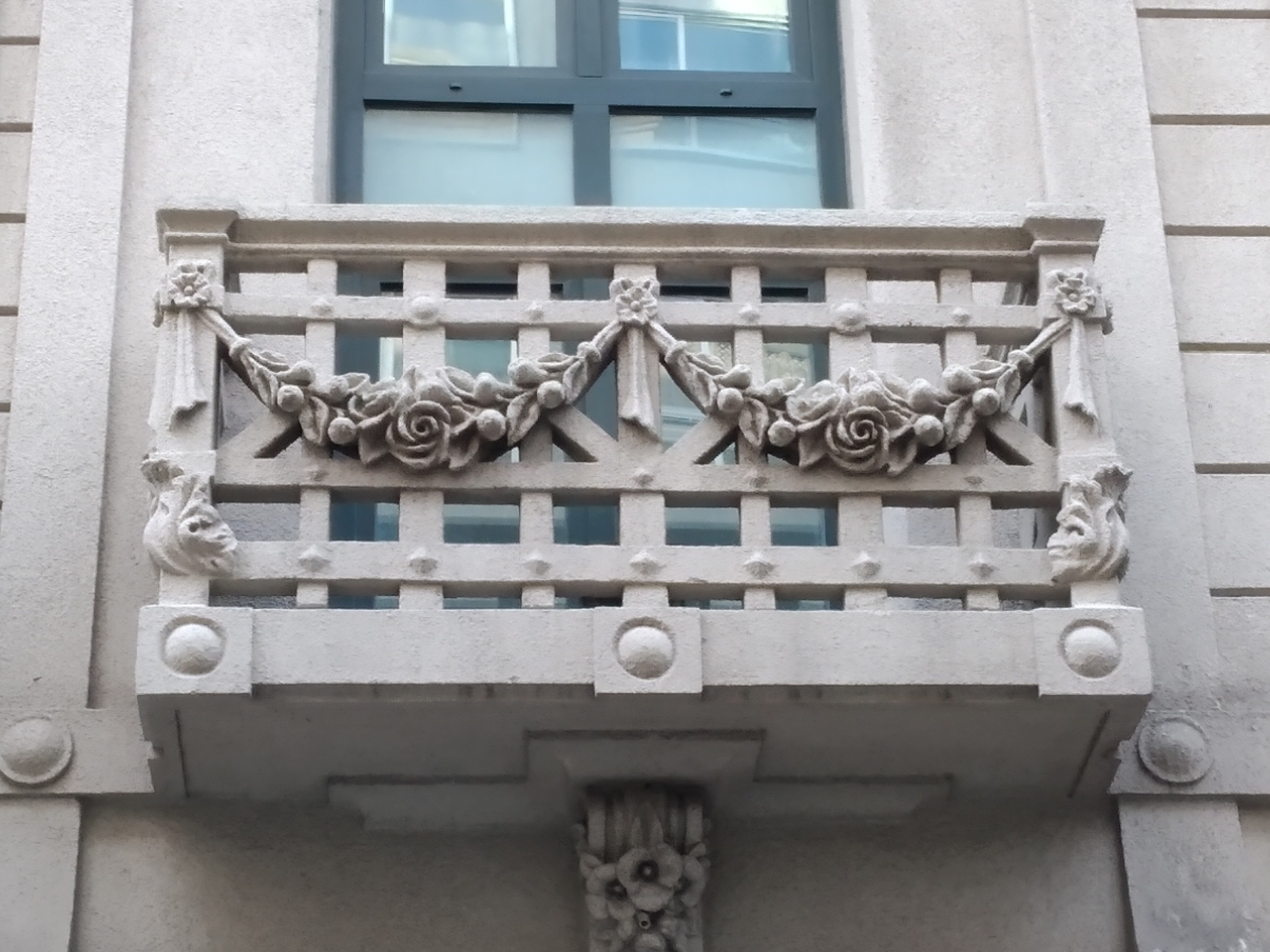
Balcón del Edificio Luciano Dazevedo (1914)
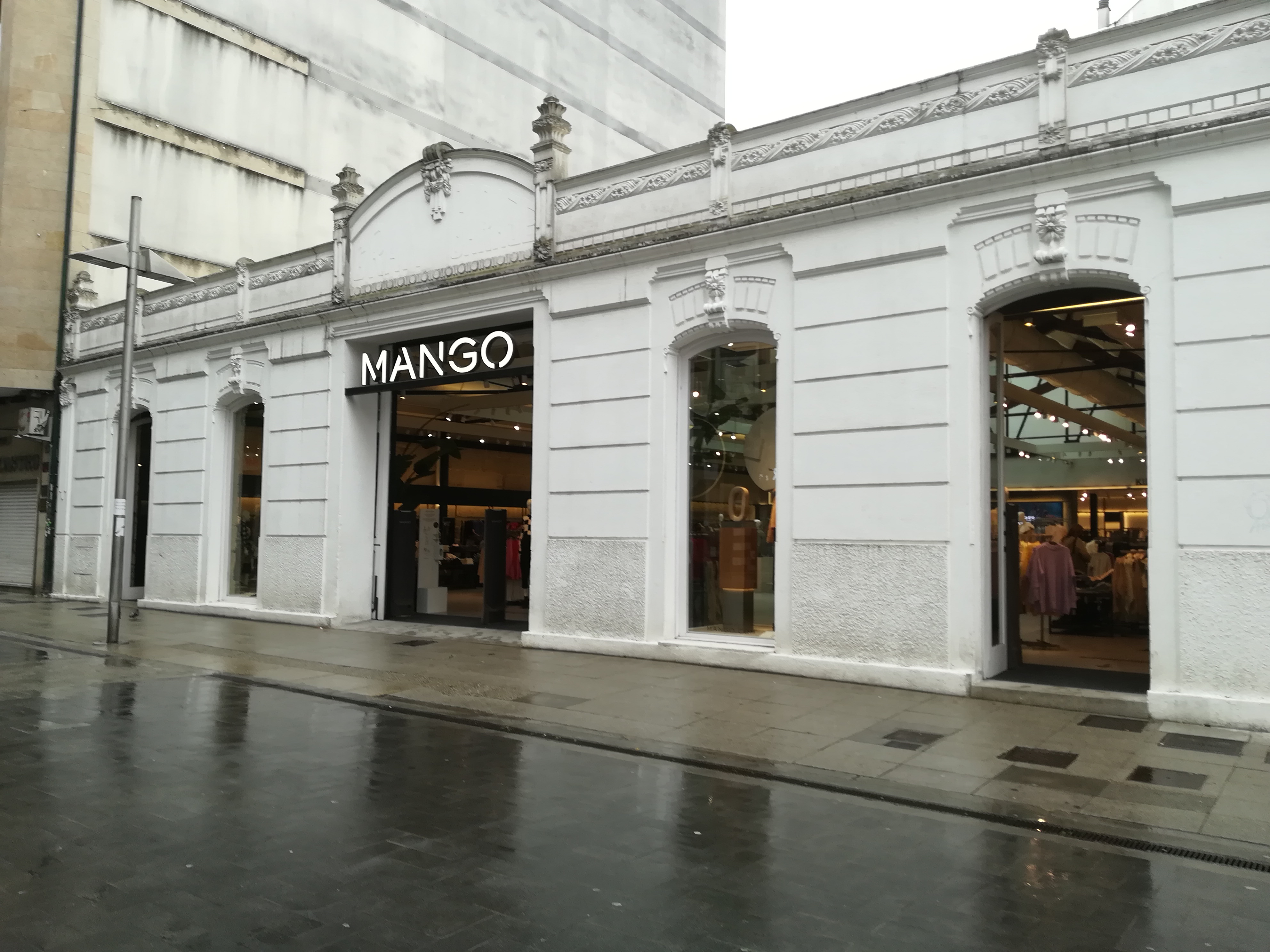
Edificio Gran Garaje (1915)
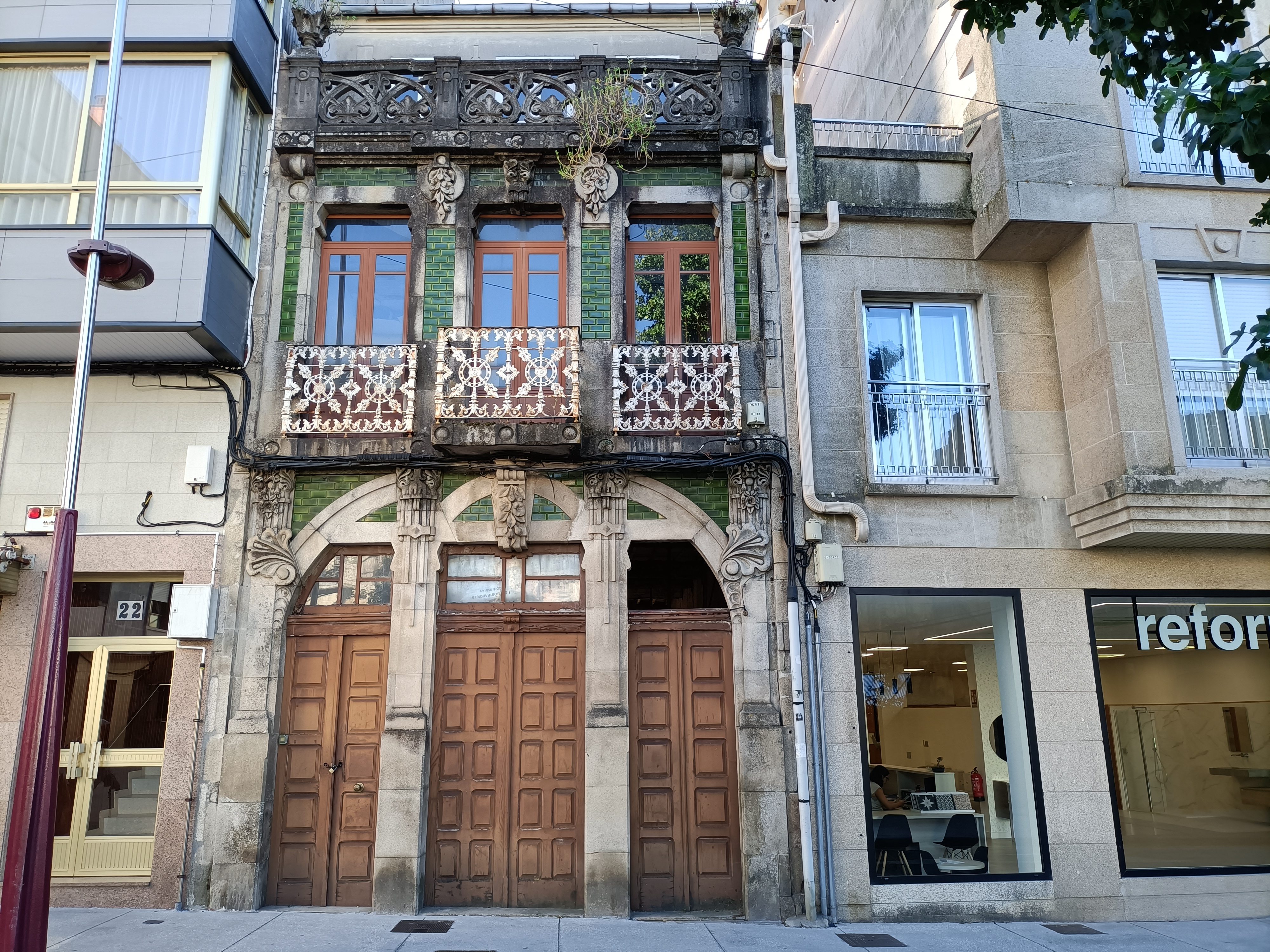
Casa Sanz Díaz
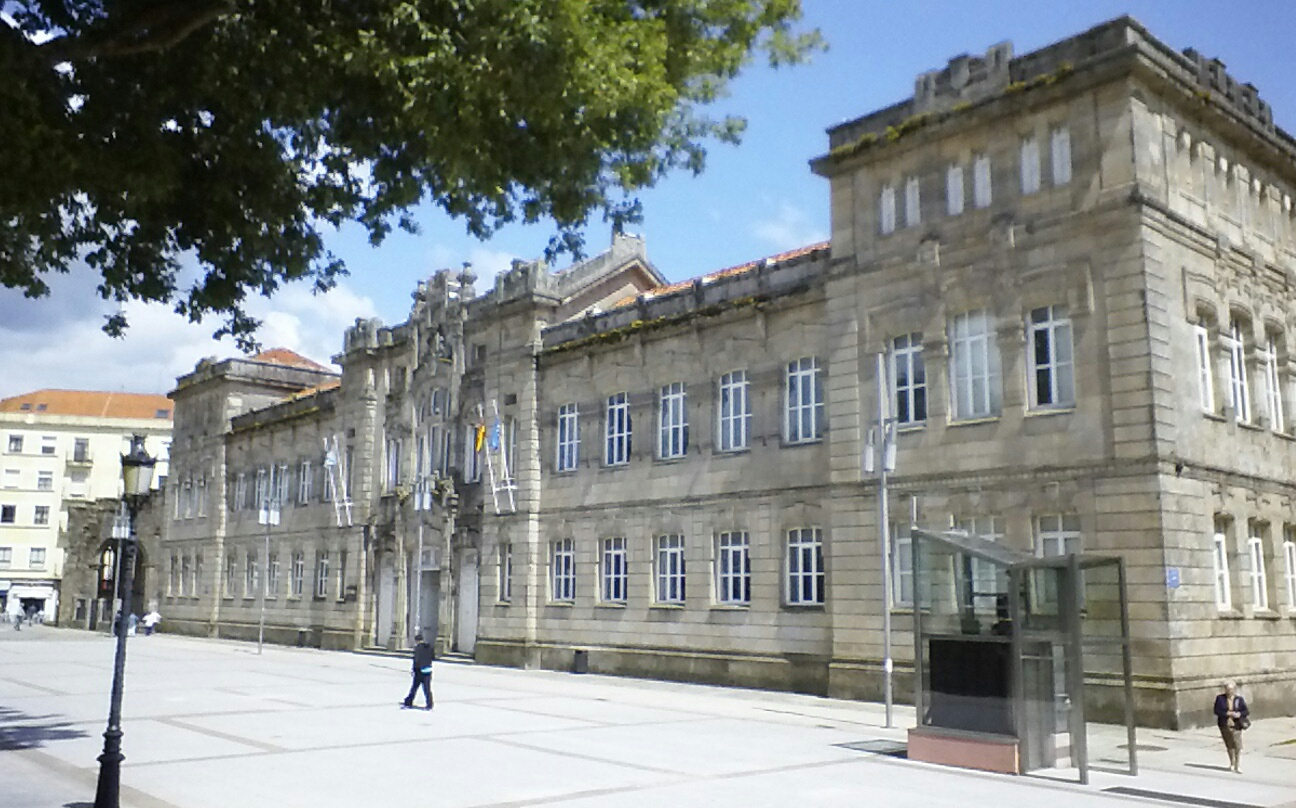
Instituto Valle-Inclán (1926)
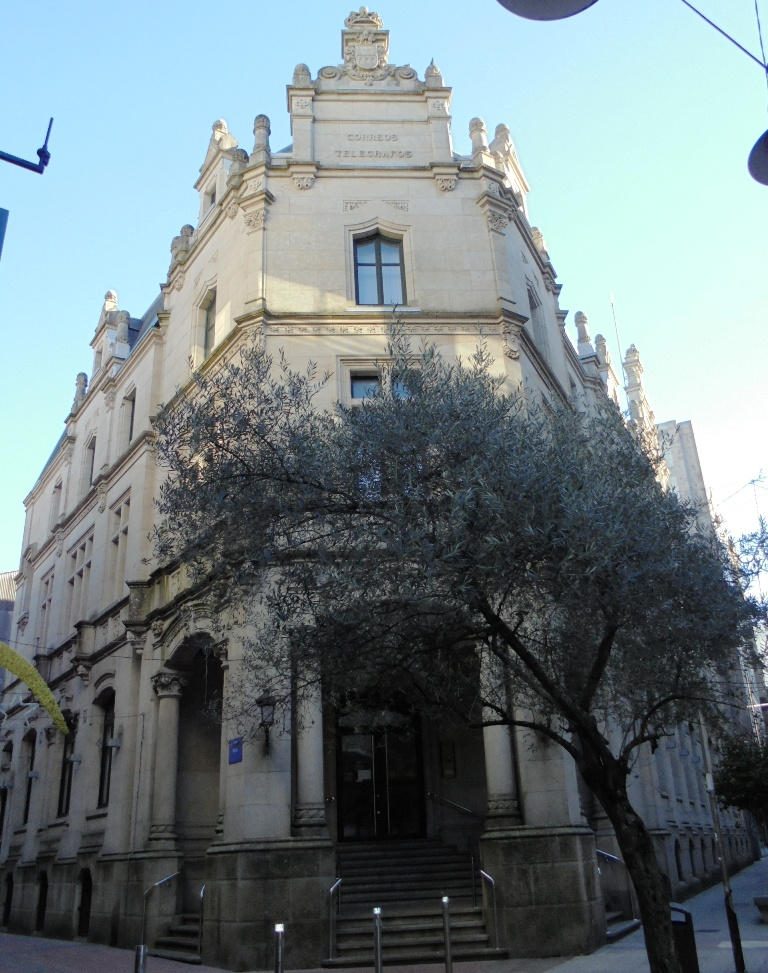
Casa de Correos y Telégrafos de Pontevedra (1929)
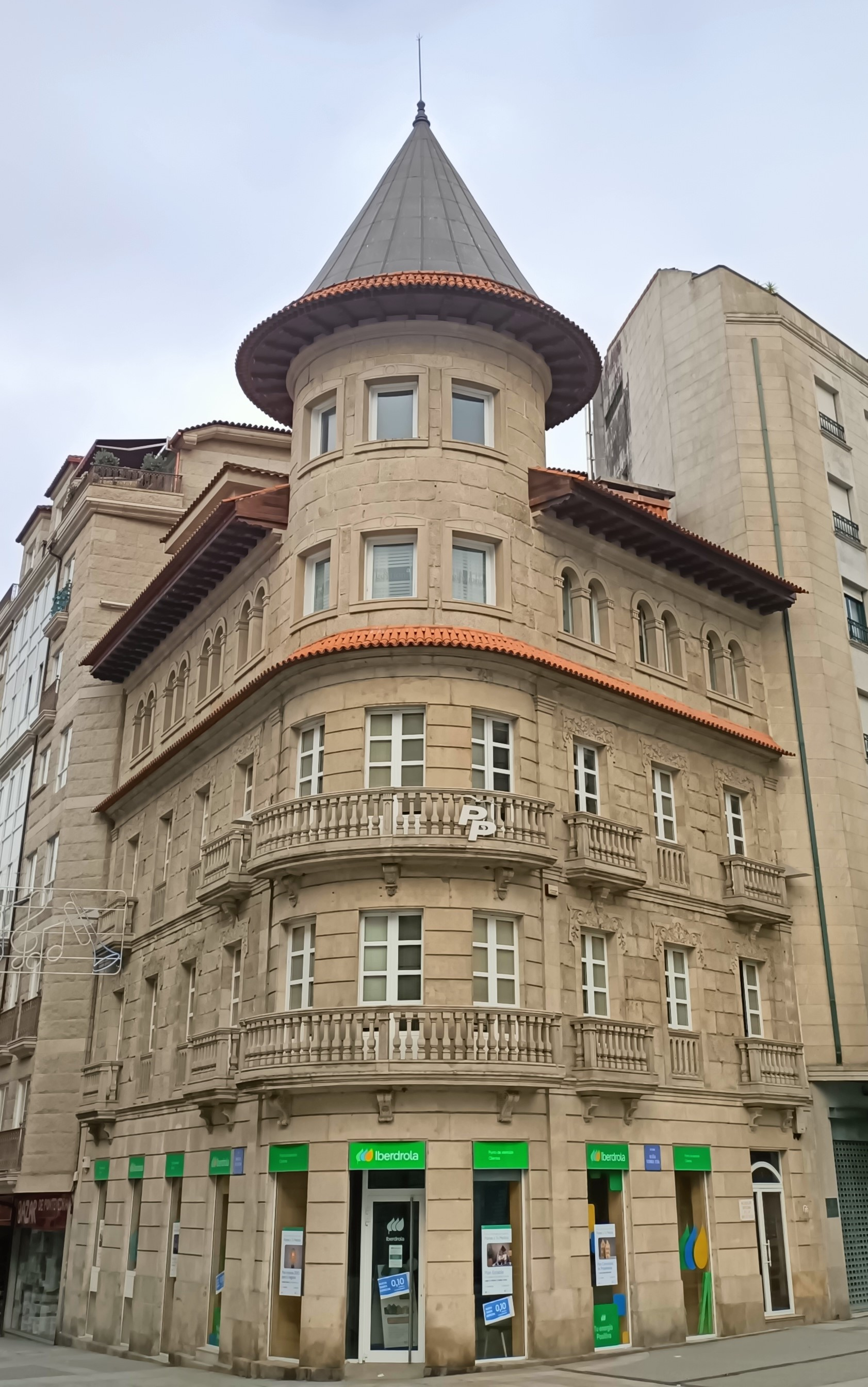
Edificio historicista en la calle Rosalía de Castro
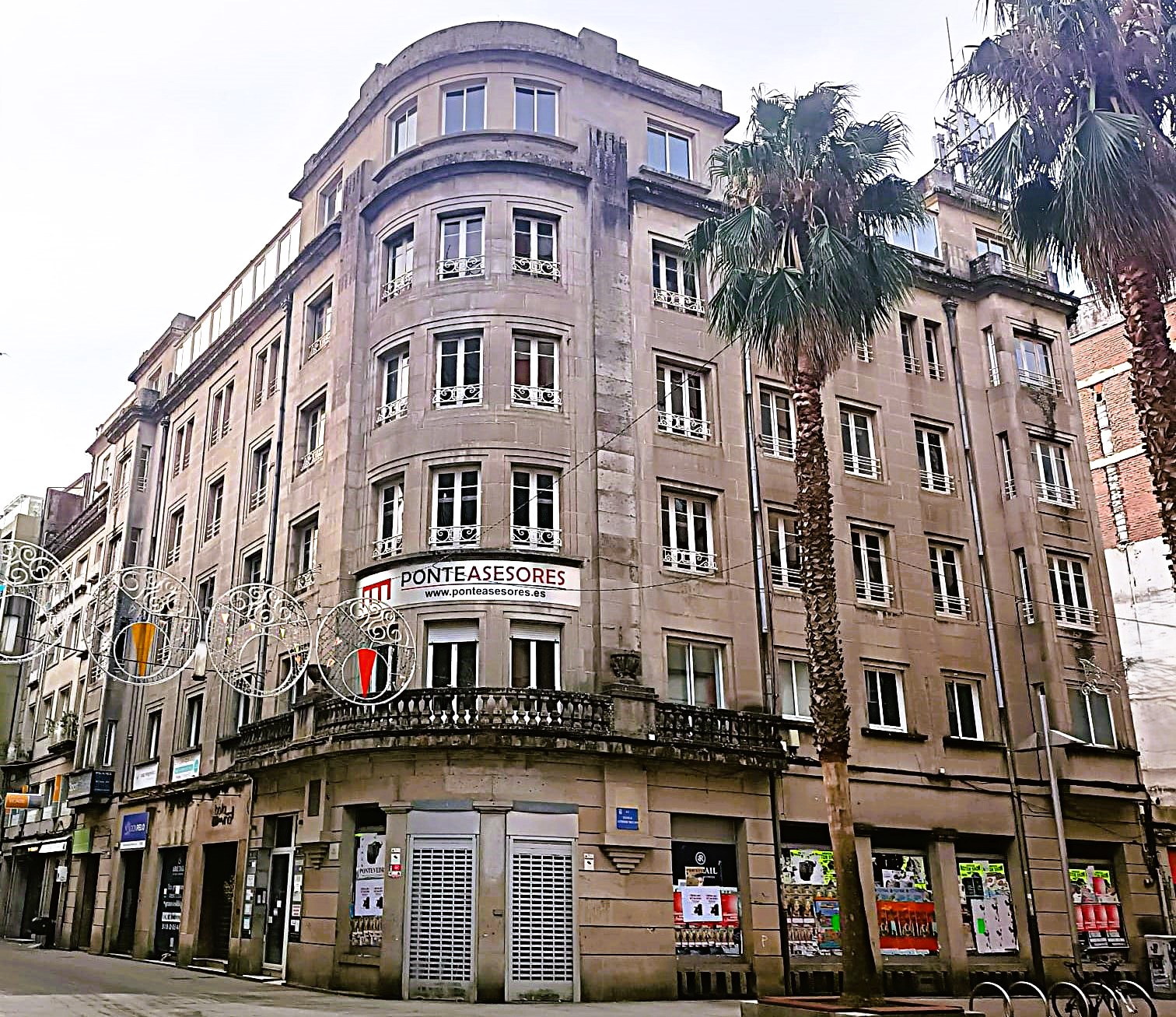
Edificio Corbal art déco (1940)

#### Arquitectura historicista y regionalista
La arquitectura historicista en Pontevedra tiene como ejemplo notable el edificio de la Calle Rosalía de Castro, 20, construido a principios del siglo XX. Tiene una composición en rotonda y presenta una mezcla de influencias clásicas y modernistas, con un torreón rematado en cúpula cónica, ventanas geminadas con arcos de medio punto, y una decoración vegetal modernista en los dinteles y ménsulas.

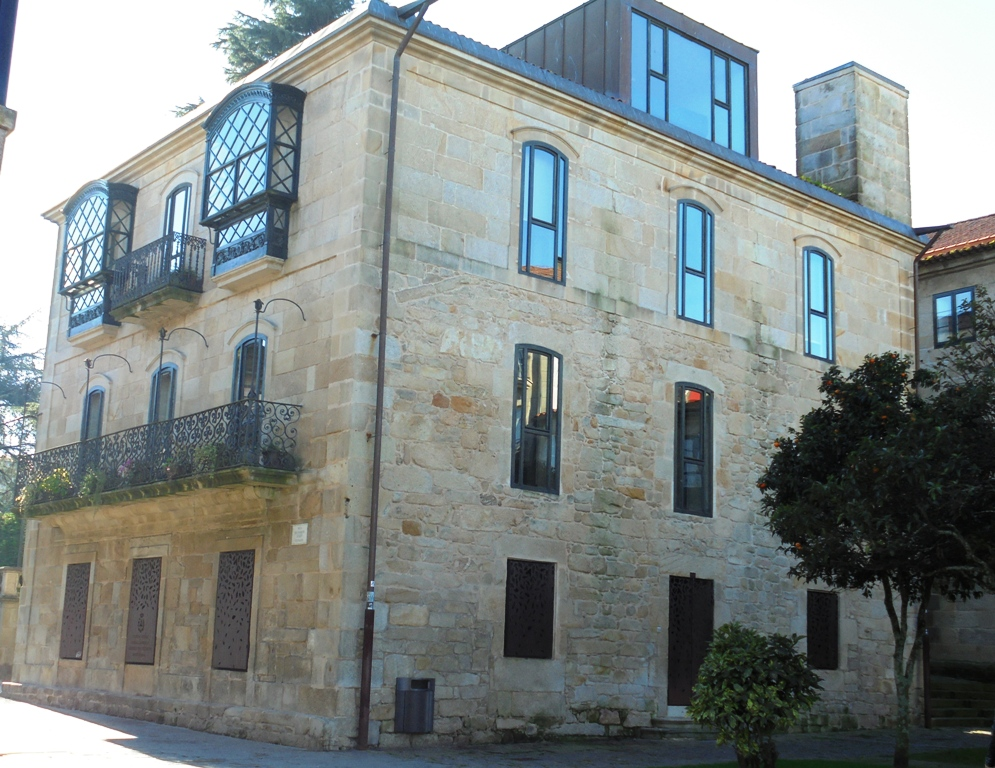
Edificio del Colegio de Aparejadores.

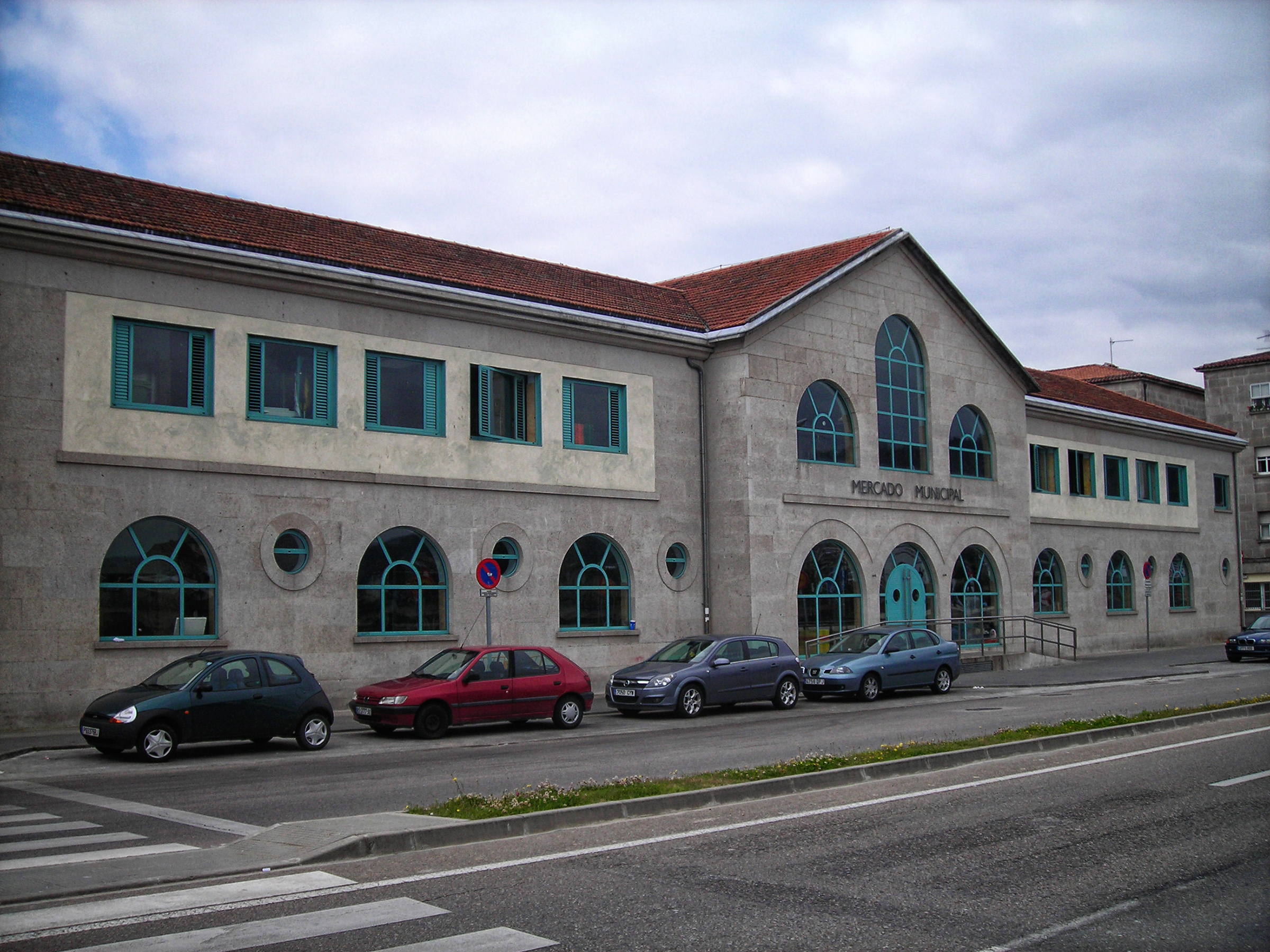
Mercado de Abastos de Pontevedra.

La arquitectura regionalista gallega se refleja en el Mercado de Abastos de Pontevedra, construido entre 1945 y 1948. Este edificio de granito se caracteriza por su planta rectangular, columnas, arcos y soportales típicos de Galicia, y una disposición en forma de basílica con dos cuerpos laterales en U. En su interior destacan una gran escalera de piedra y dos patios rodeados de arcadas. El Edificio del Colegio Oficial de Aparejadores y Arquitectos Técnicos de Pontevedra es otro ejemplo significativo. Su fachada de piedra incluye arcos rebajados y un balcón corrido en la planta baja, con balcones y galerías en las plantas superiores, así como una gran chimenea de piedra. El interior combina hormigón visto con madera, destacando una bóveda invertida azul y suelos de madera. La Casa de la Luz, reformada en 1975, es otro ejemplo representativo de arquitectura tradicional gallega. De planta rectangular, el edificio combina piedra granítica en su fachada con un diseño sobrio y armonioso, donde destacan tres grandes arcos de medio punto en la planta baja y otros tres en cada una de las fachadas laterales, ahora convertidos en ventanales acristalados. En la planta superior, sobresale una galería corrida con balcón de hierro forjado y vanos rectangulares enmarcados por molduras de piedra, sobre un muro enlucido con mortero de cal en el que se encuentra la inscripción fundacional del edificio de 1595.

#### Arquitectura institucional de mediados delsigloXX
La arquitectura institucional de mediados del siglo XX en Pontevedra se caracteriza por un diseño sobrio, simétrico y funcional que refleja la seriedad y la importancia de las instituciones públicas. Edificios como el Palacio de Justicia y el Gobierno Civil presentan una estructura sólida y austera, con el primero destacándose por su fachada de piedra con almohadillado en la planta baja, frontones curvos decorados encima de la entrada y un acabado enlucido en pisos superiores. El Gobierno Civil, por su parte, presenta también sillería con almohadillado y tiene una planta en forma de U, fachada con pórtico con columnas dóricas, una terraza para autoridades y balcones en ángulo y una gran escalera monumental interior que organiza espacios administrativos y residenciales.

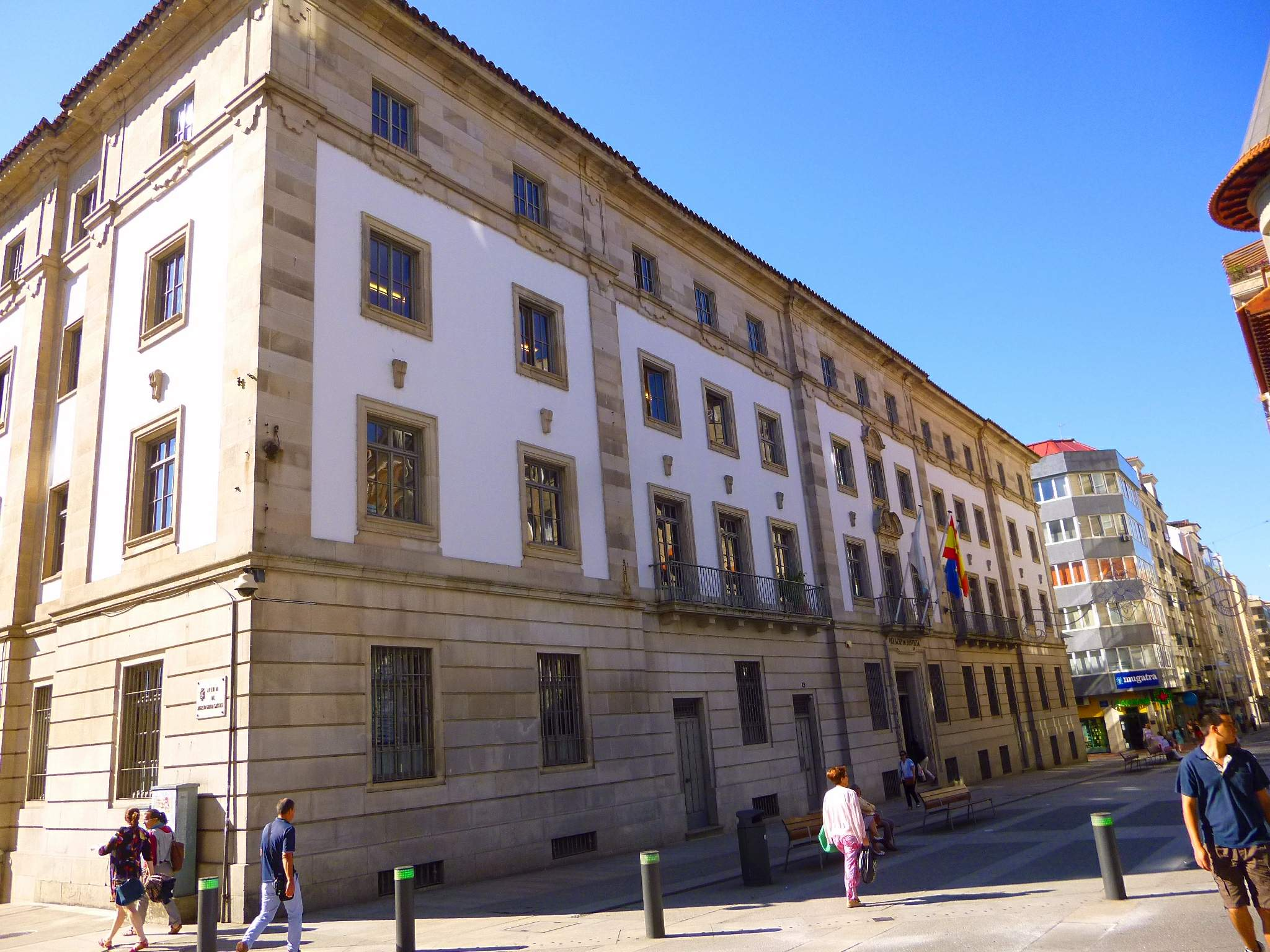
Palacio de Justicia (1956)
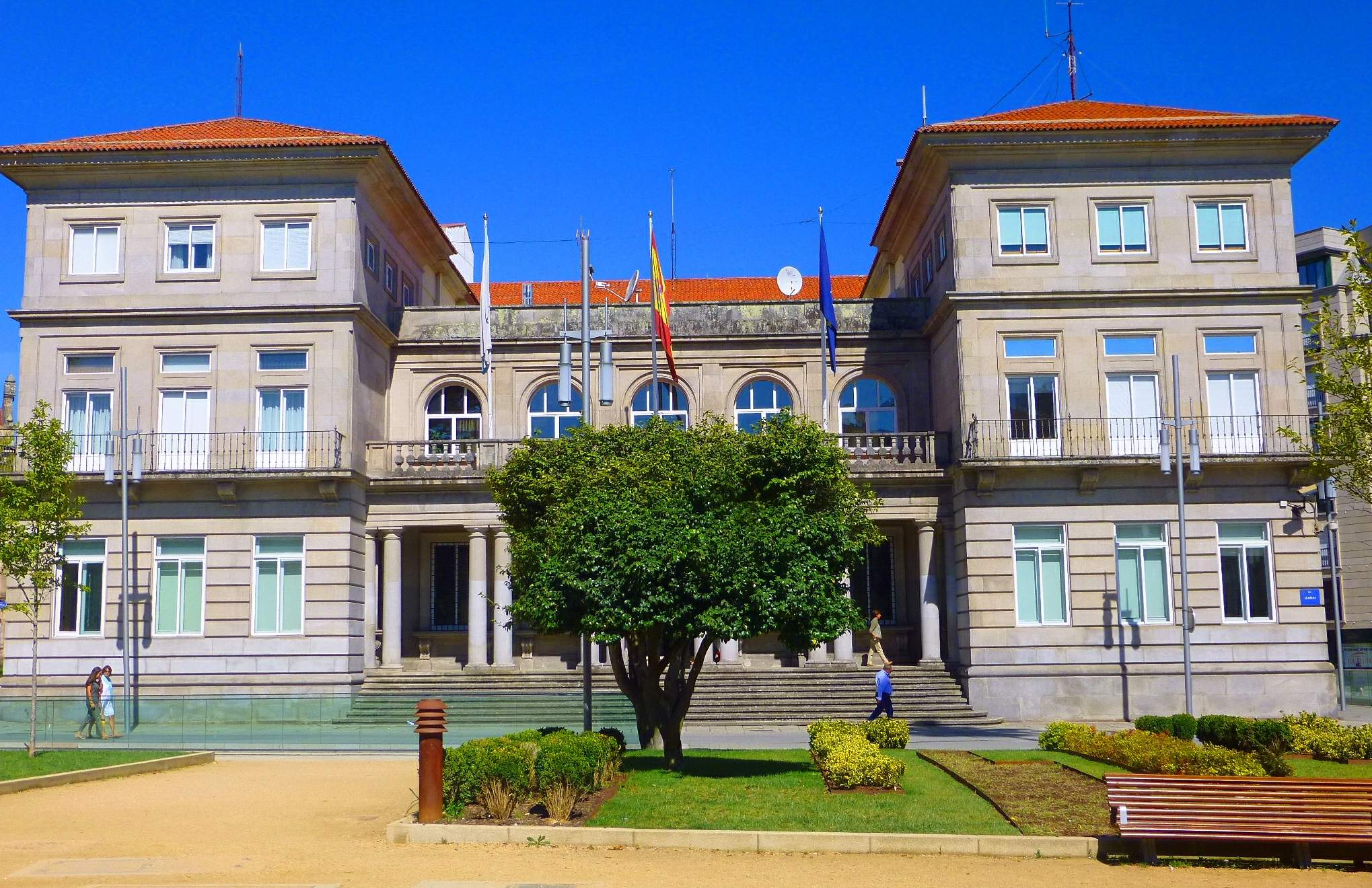
Gobierno Civil de Pontevedra (1958)
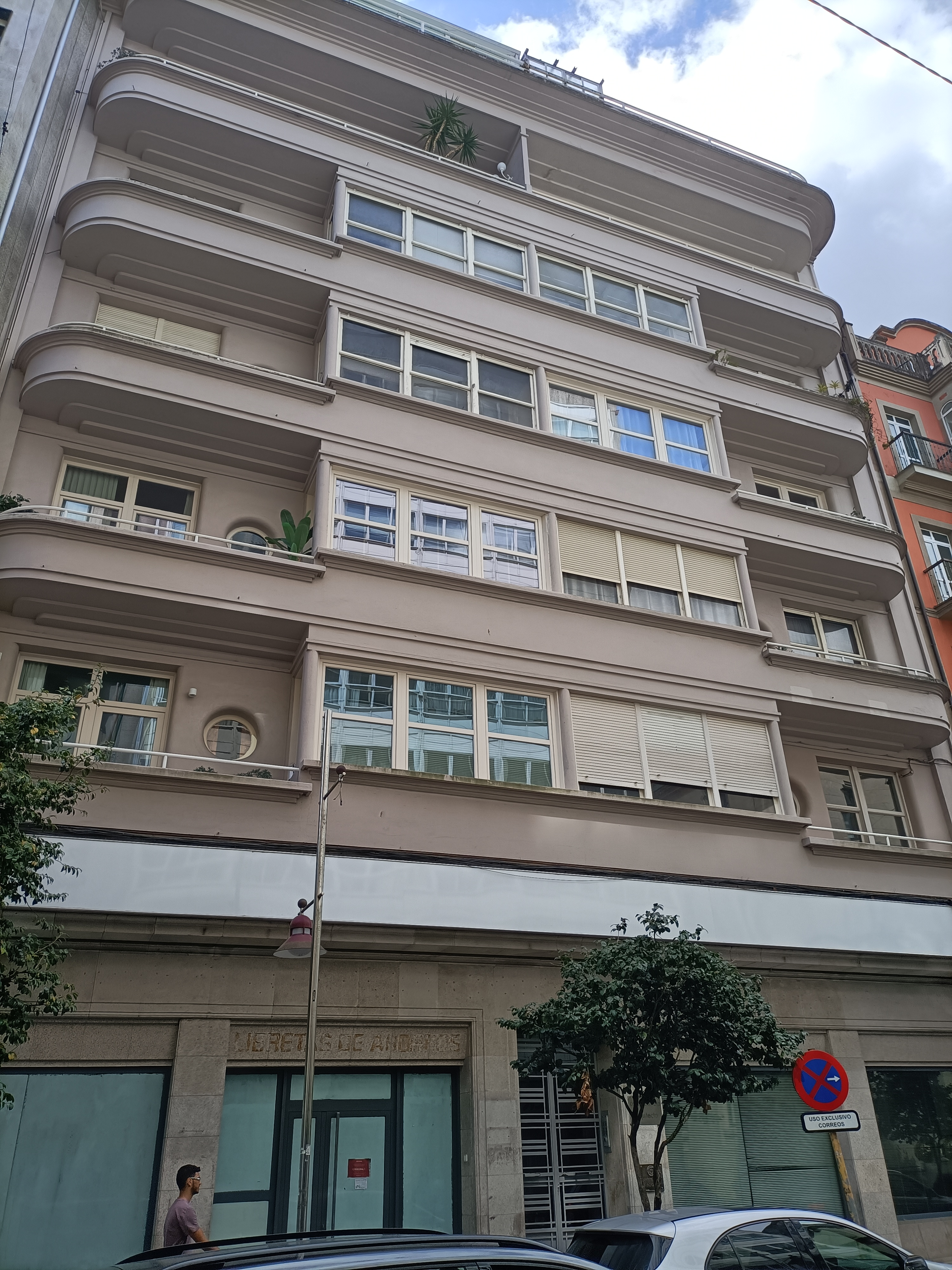
Edificio González Vega (1939)
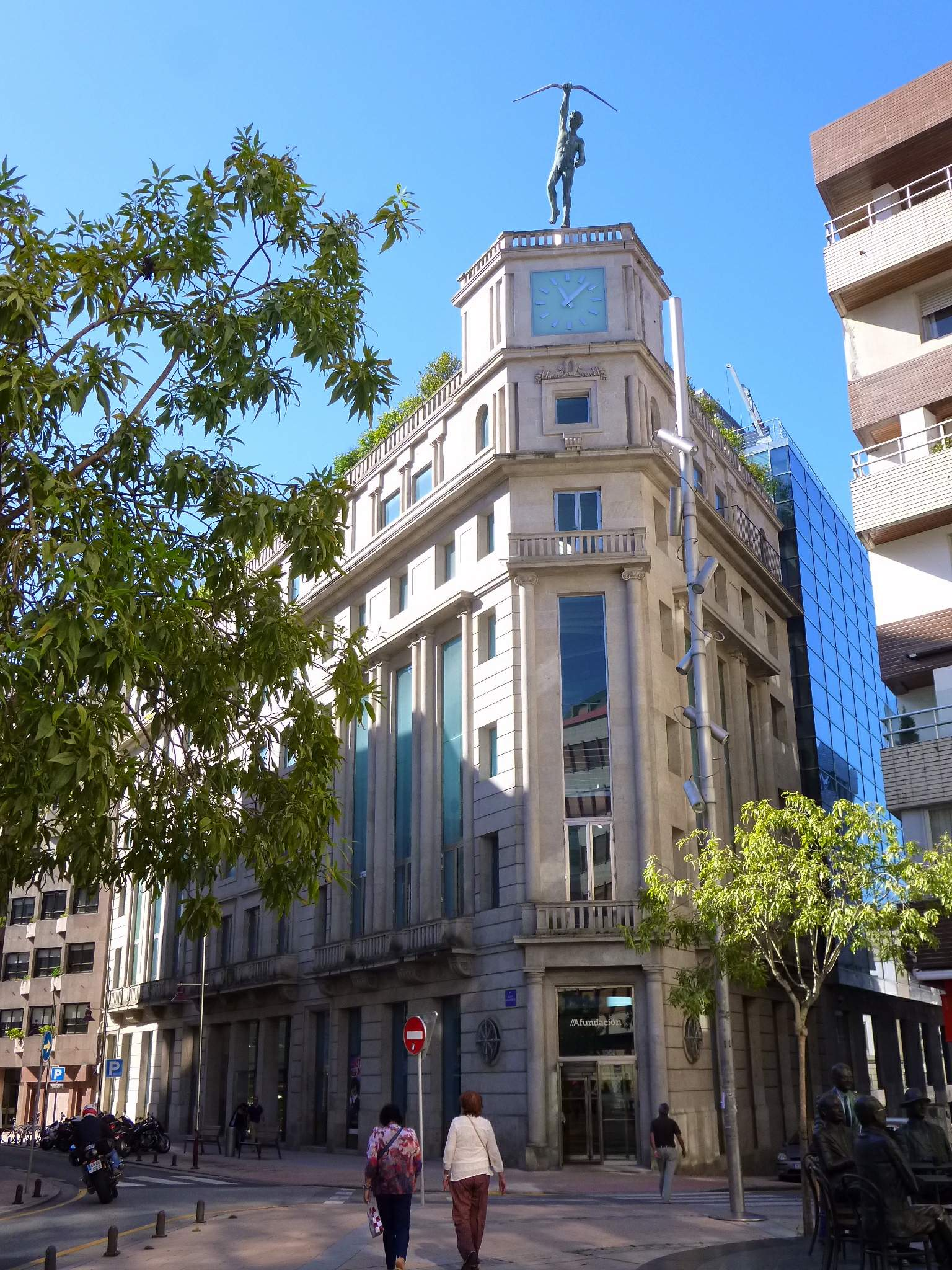
Caja de Pontevedra (1948)
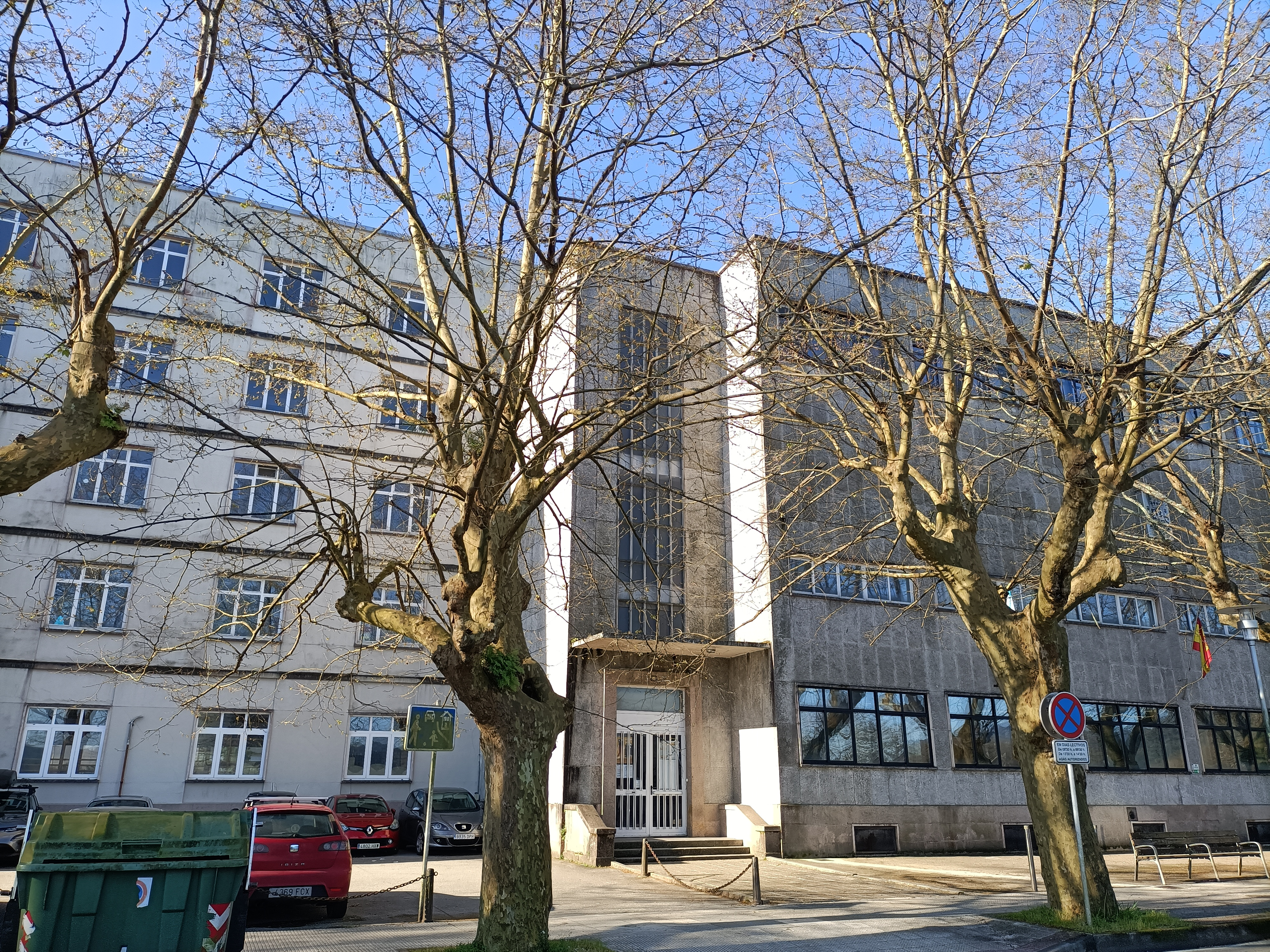
Escuela de Magisterio de Pontevedra (1961)
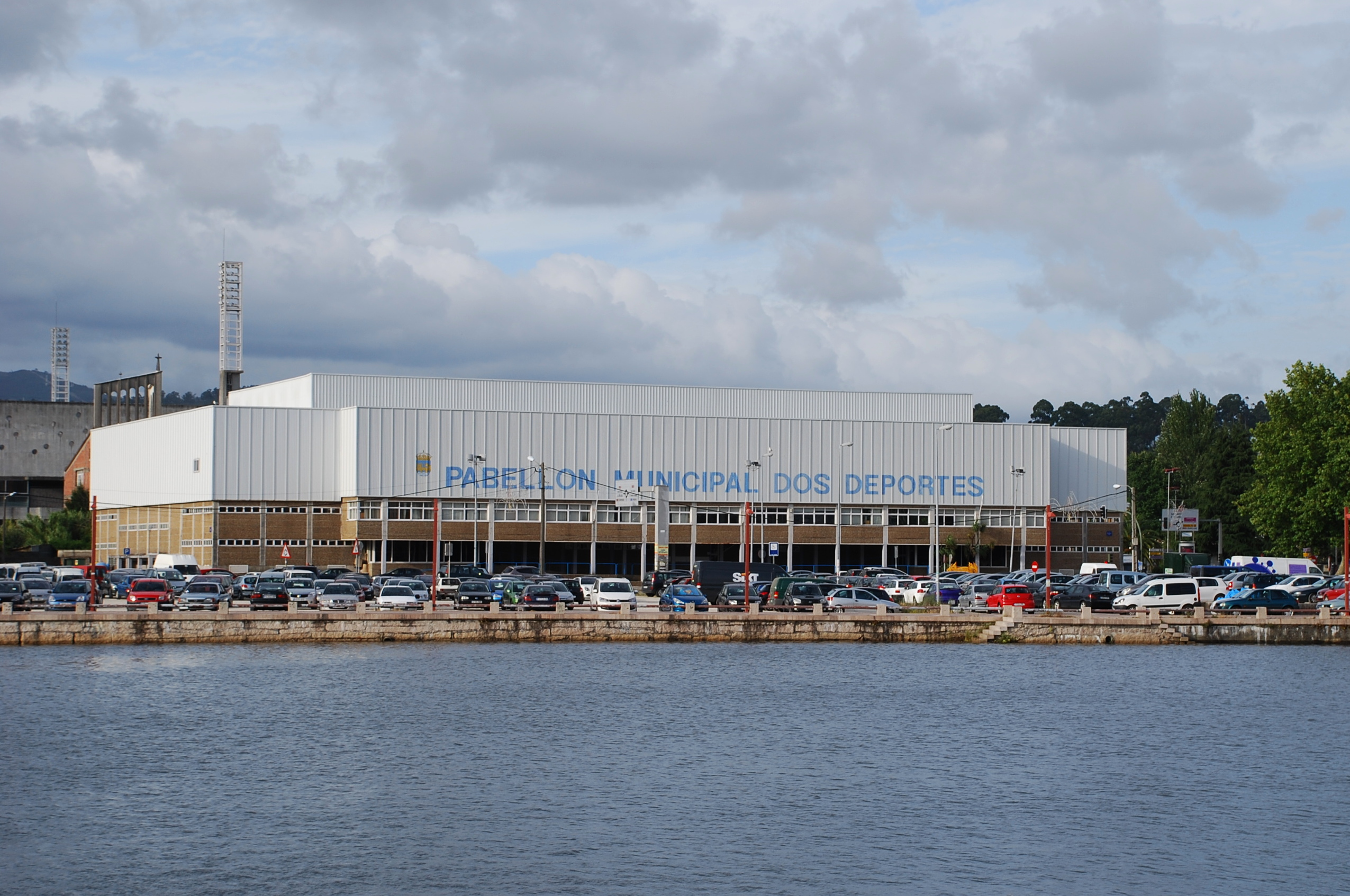
Pabellón Municipal de Deportes de Pontevedra (1968)
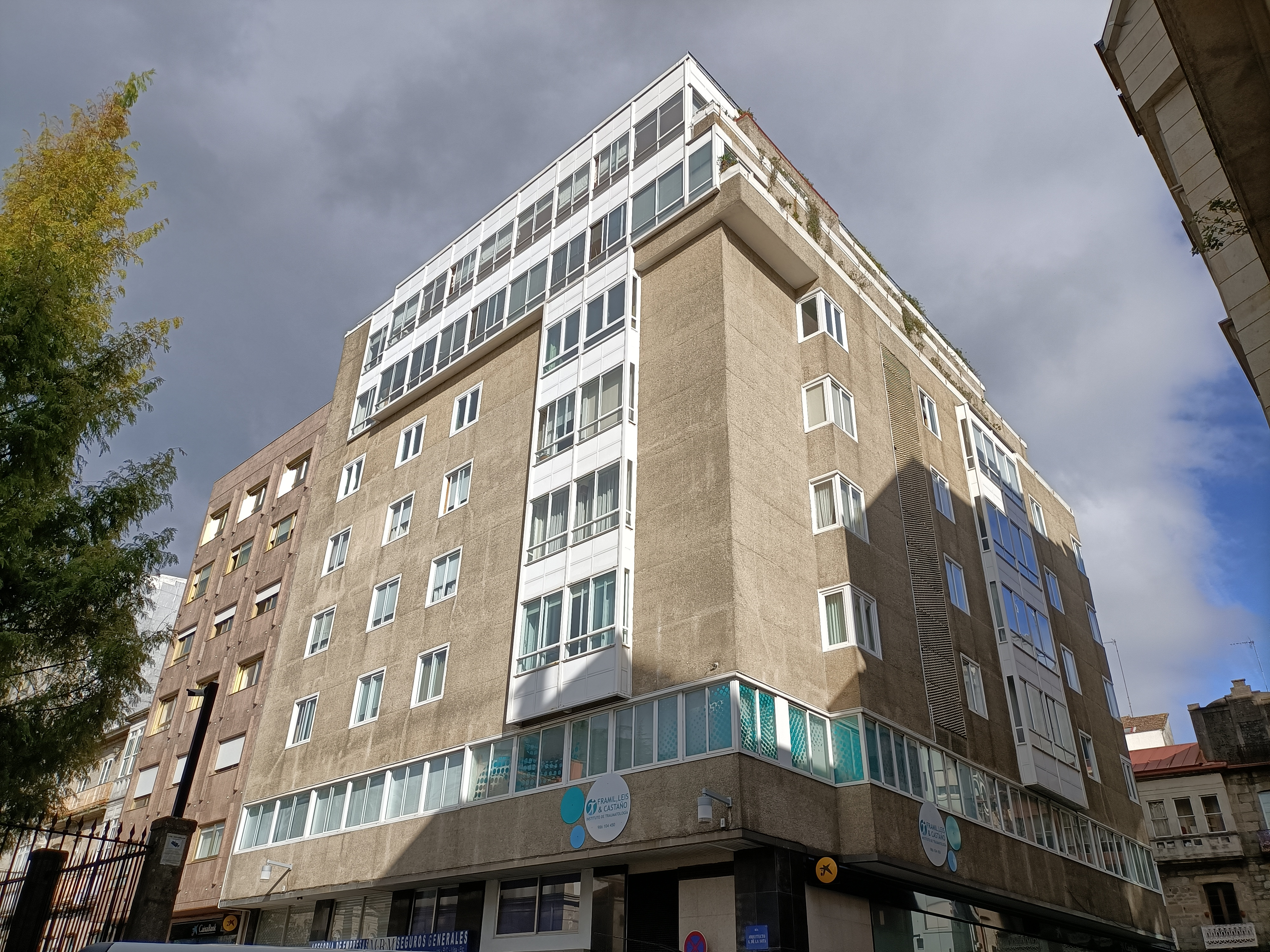
Edificio de Viviendas en la calle Marqués de Riestra (1970)
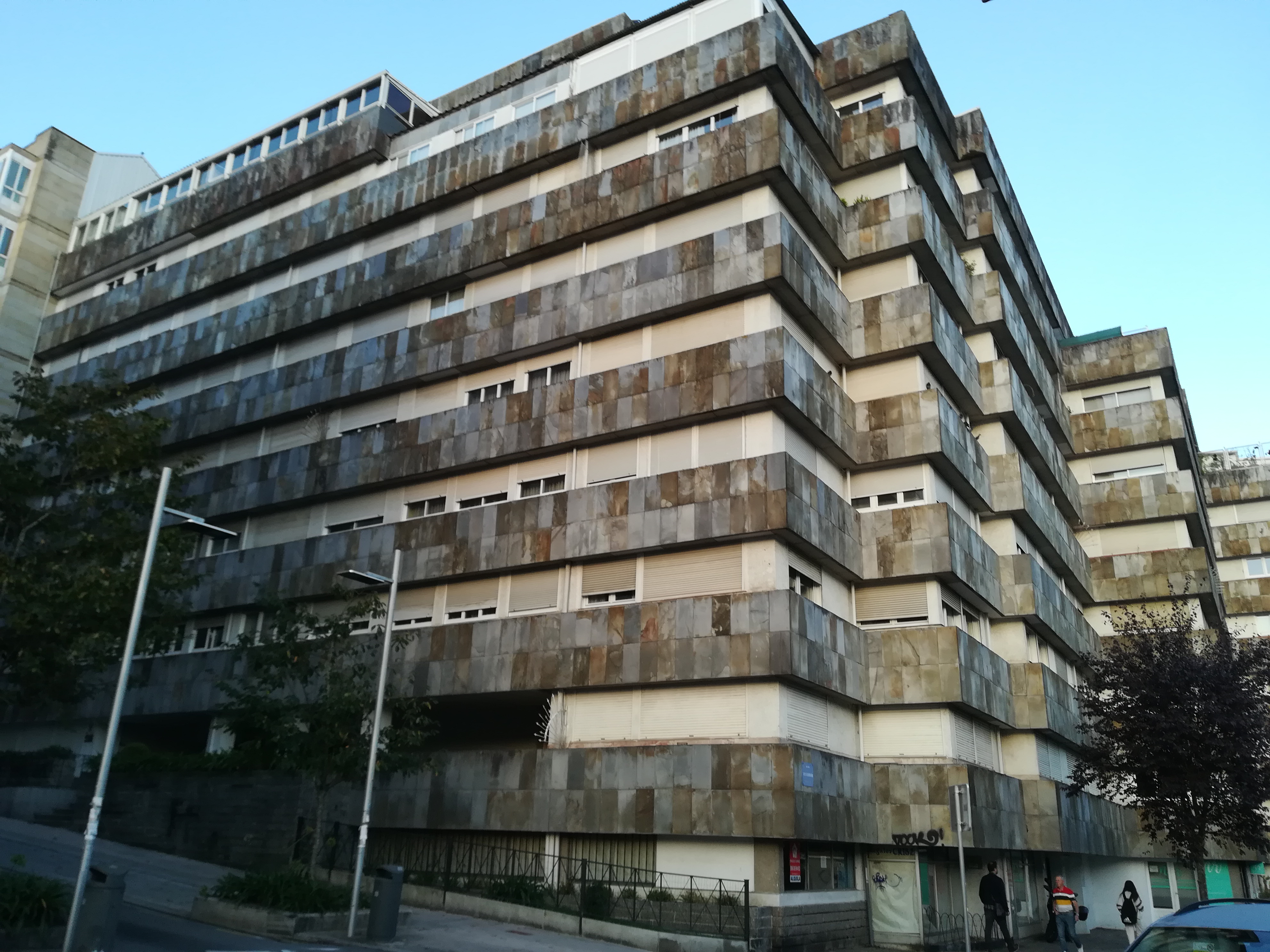
Grupo de Viviendas de San Antoniño (1962)
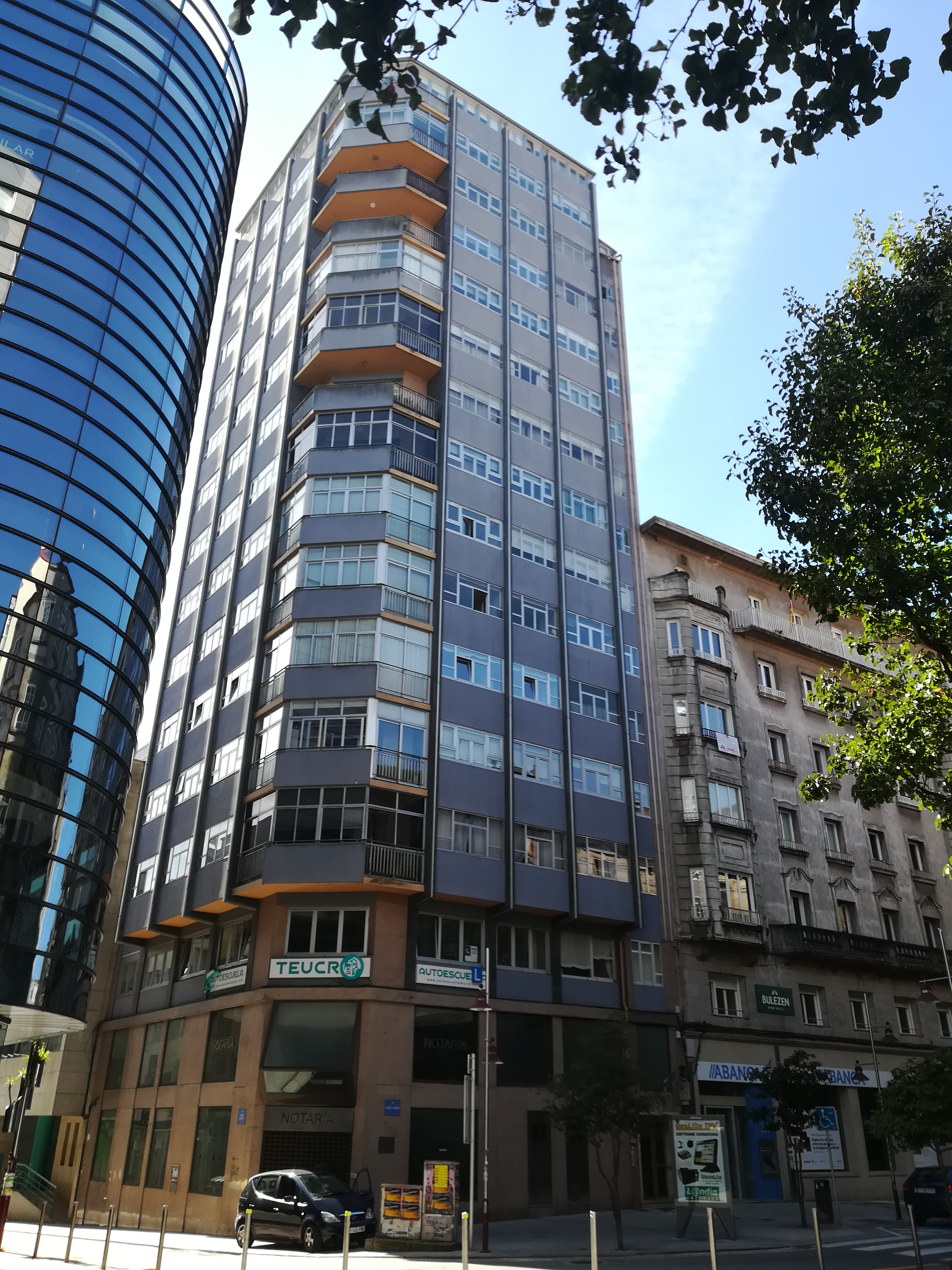
Edificio Las Torres (1964)
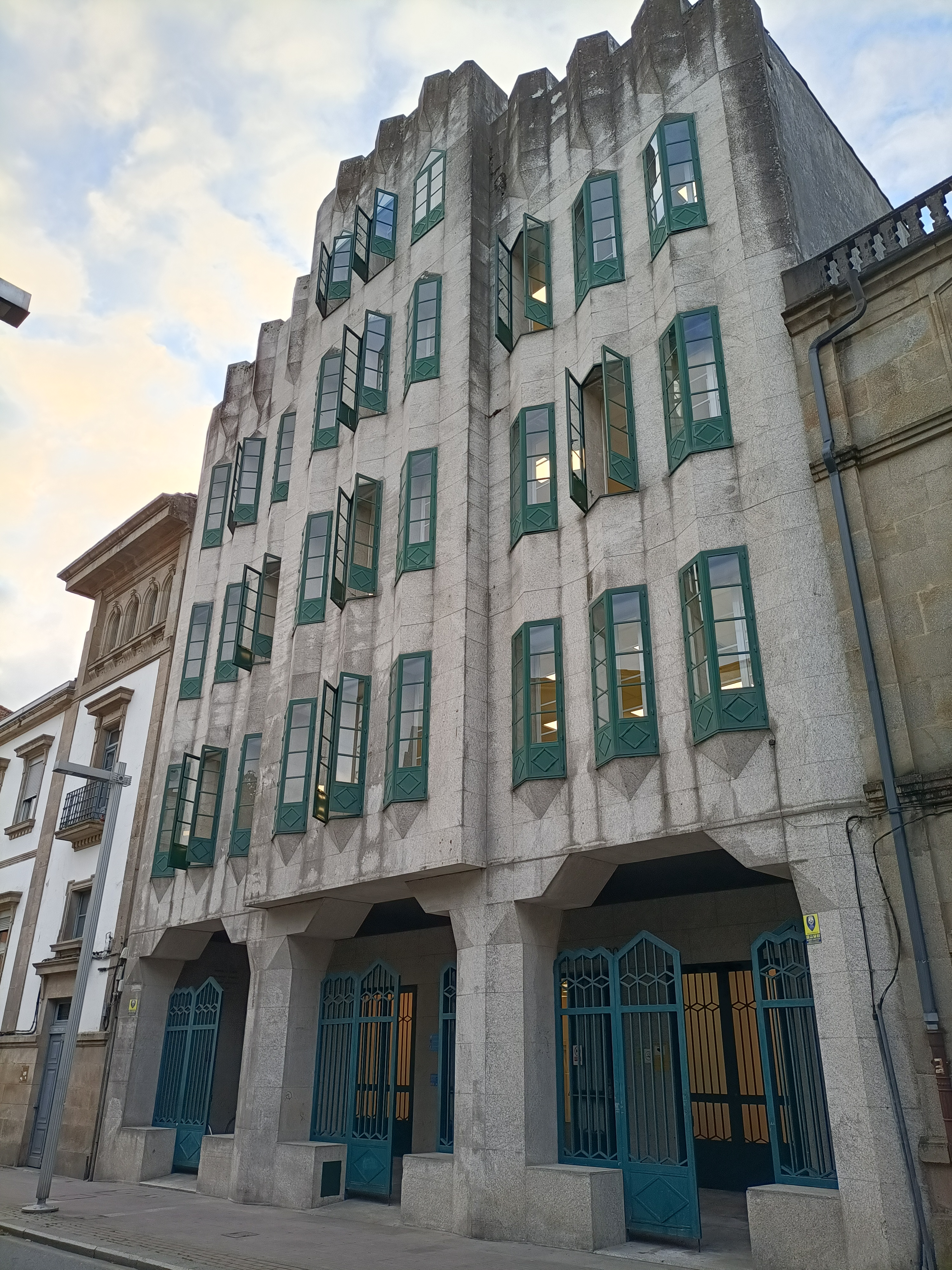
Biblioteca Pública del Estado (1987)
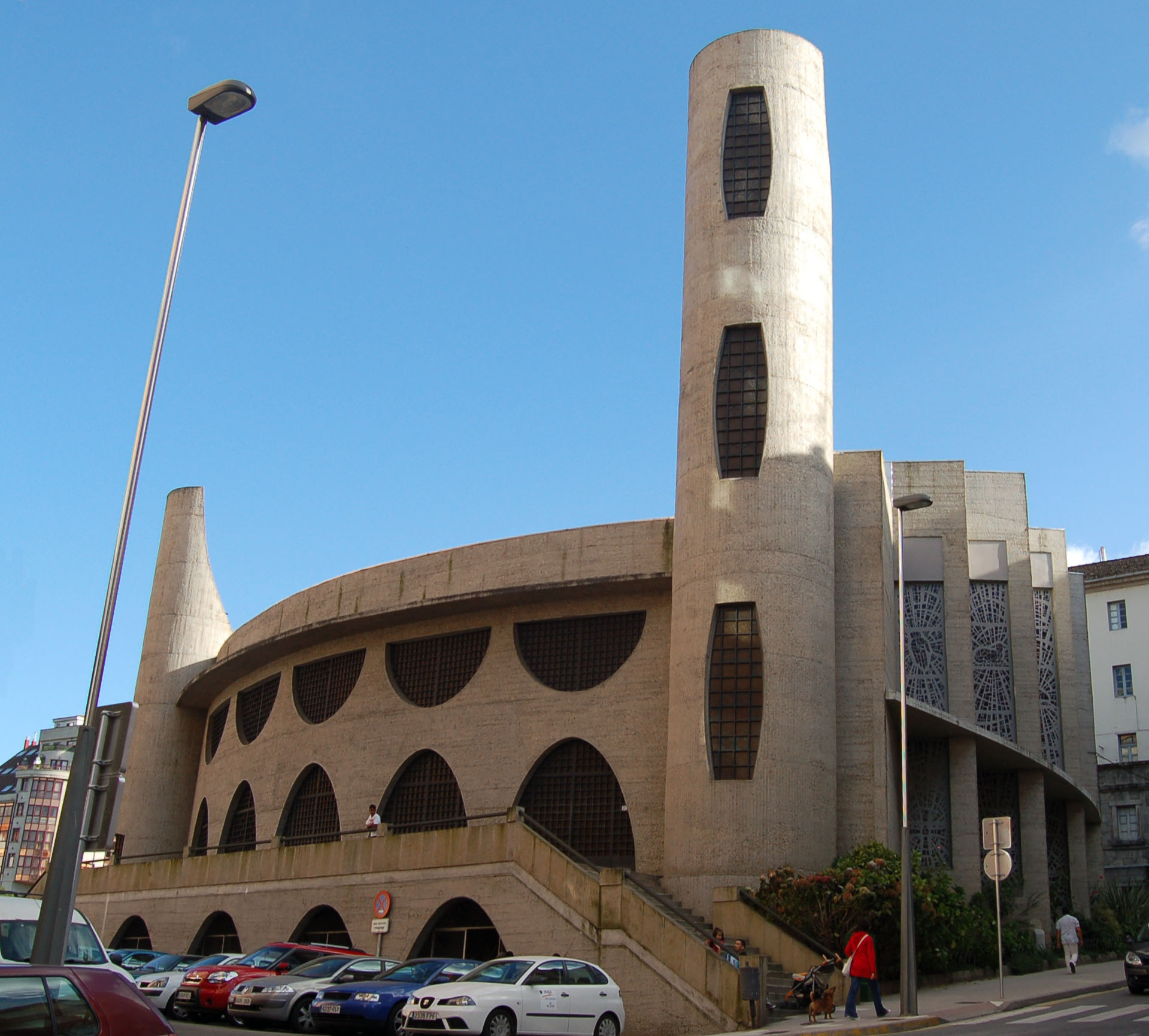
Iglesia de la Virgen del Camino (1986)

#### Arquitectura racionalista, funcionalista y brutalista
Las obras arquitectónicas en Pontevedra de mediados del siglo XX reflejan la evolución de estilos como el racionalismo, funcionalismo y brutalismo. El Edificio González Vega es uno  de los mejores ejemplos de arquitectura racionalista en la ciudad. La fachada se organiza simétricamente en cuatro partes iguales, correspondiendo las dos centrales a las ventanas y las laterales a los balcones, sobre los que se abren ventanas y ojos de buey, excepto en la quinta planta, donde el balcón es corrido. La Caja de Ahorros de Pontevedra, encarna el racionalismo y funcionalismo a través de su diseño sobrio y estructural, con una combinación de piedra con estilo clásico y elementos como almohadillado, altas columnas jónicas y toscanas, decoración geométrica y balcones con modillones, además de la torre del reloj y elementos modernos como un cubo de cristal añadido en la reforma de 2004. En 1961 se construyó el edificio de la Escuela de Magisterio, obra del arquitecto Francisco de Asís Navarro Borrás. El Pabellón Municipal de Deportes, obra de Alejandro de la Sota Martínez, representa el funcionalismo contemporáneo, destacando por su estructura ligera y luminosa, construida con paneles de hormigón armado y una cubierta translúcida que crea un espacio interior abierto y lleno de luz. También de Alejandro de la Sota es el edificio residencial racionalista de 7 plantas en el número 3 de la calle Marqués de Riestra. Este edificio, único residencial del arquitecto en Galicia, destaca por su sobriedad de líneas, el uso del hormigón en su estructura, y su exterior de color amarronado. Incorpora galerías en sus fachadas, un portal reducido a sus elementos esenciales y un ático ajardinado, con un fuerte énfasis en la geometría. Otros ejemplos de arquitectura racionalista y funcionalista son el Grupo de Viviendas de San Antoniño de José Basilio Bas (1962), el Edificio Las Torres de Alfonso Barreiro Buján (1964), rascacielos de Pontevedra por excelencia, y la Biblioteca del Estado en Pontevedra de Julio Simonet Barrio (1987).
Por otro lado, la Iglesia de la Virgen del Camino es un ejemplo claro de brutalismo, con su uso de hormigón visto y formas geométricas sólidas que enfatizan la autenticidad del material y la monumentalidad del diseño. La iglesia combina funcionalidad y espiritualidad en un espacio austero, donde la luz natural y las formas geométricas generan un ambiente dinámico y envolvente.

### Arquitectura contemporánea (1997-actualidad)

#### Edificios contemporáneos
La arquitectura contemporánea en Pontevedra refleja la evolución de la ciudad hacia la modernidad, integrando funcionalidad, sostenibilidad y estética innovadora en sus construcciones. Un ejemplo destacado es el Palacio de Congresos y Exposiciones (1997), diseñado por Manuel de las Casas, que utiliza materiales como pizarra verde, acero corten, cobre y vidrio para crear un diseño armonioso con el entorno natural. Este edificio, con sus volúmenes arquitectónicos puros como el cilindro del auditorio o los prismas de la sala de exposiciones o de las áreas de restauración, ofrece con sus plataformas, plazas y terrazas vistas panorámicas de la ría y la ciudad. El Recinto Ferial de Pontevedra (1998), también diseñado por Manuel de las Casas, es un espacio polivalente construido en acero con acabados en aluminio y vidrio, y complementado por un anexo de pizarra verde y un amplio aparcamiento. Este recinto destaca por su funcionalidad y estética moderna, en marcado contraste con la dureza del acero.
El Primer Edificio de los Juzgados de la Ciudad de la Justicia (1998), es notable por su estructura robusta y funcional, con una fachada de piedra uniforme, la multiplicidad de ventanas dispuestas simétricamente y un pórtico solemne que añade grandiosidad al edificio. Este enfoque se complementa con el Segundo Edificio de los Juzgados (2019), una construcción moderna de seis plantas y dos sótanos, que presenta un diseño hexagonal irregular y diáfano, organizado alrededor de un gran patio central iluminado por lucernarios. Su fachada, revestida en piedra en las primeras plantas, incluye en las restantes aberturas en serie y planos biselados que protegen las paredes acristaladas del sol.
La arquitectura del Edificio Fernández López del Museo de Pontevedra combina tradición y modernidad. Mantiene las fachadas originales de las casas históricas en la calle Pasantería. En la ampliación de 2002, se respetaron las fachadas tradicionales, mientras que en la parte del jardín se añadieron volúmenes modernos con estructuras acristaladas y una cubierta de cobre, creando un equilibrio entre lo antiguo y lo contemporáneo.
La Facultad de Ciencias de la Educación y del Deporte (2006), es un ejemplo premiado de arquitectura sostenible, con módulos independientes conectados por galerías acristaladas y espacios intermedios que fomentan la interacción social. Las fachadas translúcidas y ventiladas integran el edificio con el entorno natural del campus de A Xunqueira.
El Edificio Central de la Junta de Galicia en la Ciudad Administrativa de Pontevedra (2008), diseñado por Manuel Gallego Jorreto, presenta un diseño funcional de líneas rectas y formas geométricas con dos torres gemelas y grandes ventanales que permiten la entrada de luz natural. El edificio, que incluye jardines interiores y patios, se caracteriza por sus espacios abiertos y adaptables, pensados para la eficiencia y la luminosidad. Los materiales modernos como los paneles  exteriores y el vidrio otorgan una apariencia moderna y duradera. El Edificio de la Delegación de Hacienda y Agencia Tributaria Provincial (2010), se centra en la funcionalidad y el diseño moderno, con una fachada acristalada que maximiza la luz natural y un interior flexible, pensado para adaptarse a diferentes usos a lo largo del tiempo.
El Nuevo Estadio de Pasarón (2012), es una instalación deportiva moderna cuya estructura, apoyada en pórticos de hormigón y una gran viga pared, presenta una imagen robusta con perforaciones irregulares y aleros amplios que protegen el exterior. La cubierta translúcida proporciona una iluminación uniforme y tenue en el interior. El Edificio Castelao del Museo de Pontevedra (2013), combina modernidad y luminosidad, con estructuras rectangulares unidas por pasarelas acristaladas y un interior que mezcla hormigón blanco, granito y madera blanqueada. Este diseño permite la entrada de luz natural desde arriba, creando un espacio abierto que se integra con la estructura histórica del museo.
El nuevo Hospital Gran Montecelo (2025) dispone de una estructura organizada en tres bloques principales, el tercero de los cuales correspondiente a la estructura de hospitalización, destaca por su forma flotante en Z, ofreciendo vistas panorámicas de la ría de Pontevedra. El diseño integra espacios médicos con grandes pasillos, ejes y patios que favorecen la ventilación y la iluminación natural. El complejo también cuenta con un vestíbulo central que conecta el nuevo edificio con el antiguo, una cafetería con terraza panorámica, y un gran patio acristalado. Otros edificios destacados de la arquitectura contemporánea corresponden a edificios de facultades y escuelas universitarias: el de la Facultad de Comunicación de Pontevedra (2000) de José Carlos Arrojo Lois y los de la Escuela de Ingeniería Forestal (1996) y de la Facultad de Fisioterapia (2000) de José Ramón Rúa Rodríguez.
Asimismo, destacan edificios de la Junta de Galicia en la ciudad como el de la Delegación de Vivienda y Suelo (1993) y el Edificio Azul (2019). El Edificio de la Delegación Provincial de Vivienda y Suelo de estilo funcional y moderno propio de la arquitectura institucional de finales del siglo XX, se caracteriza por su diseño sobrio y eficiente. La fachada, revestida de piedra gallega, destaca por su simetría en el cuerpo principal y grandes ventanales de cristal que contrastan con la solidez del granito. El cuerpo derecho presenta ventanas dispuestas de manera escalonada, añadiendo dinamismo a la estructura. El escudo de Galicia en la parte superior derecha de la fachada refuerza su identidad regional e institucional.

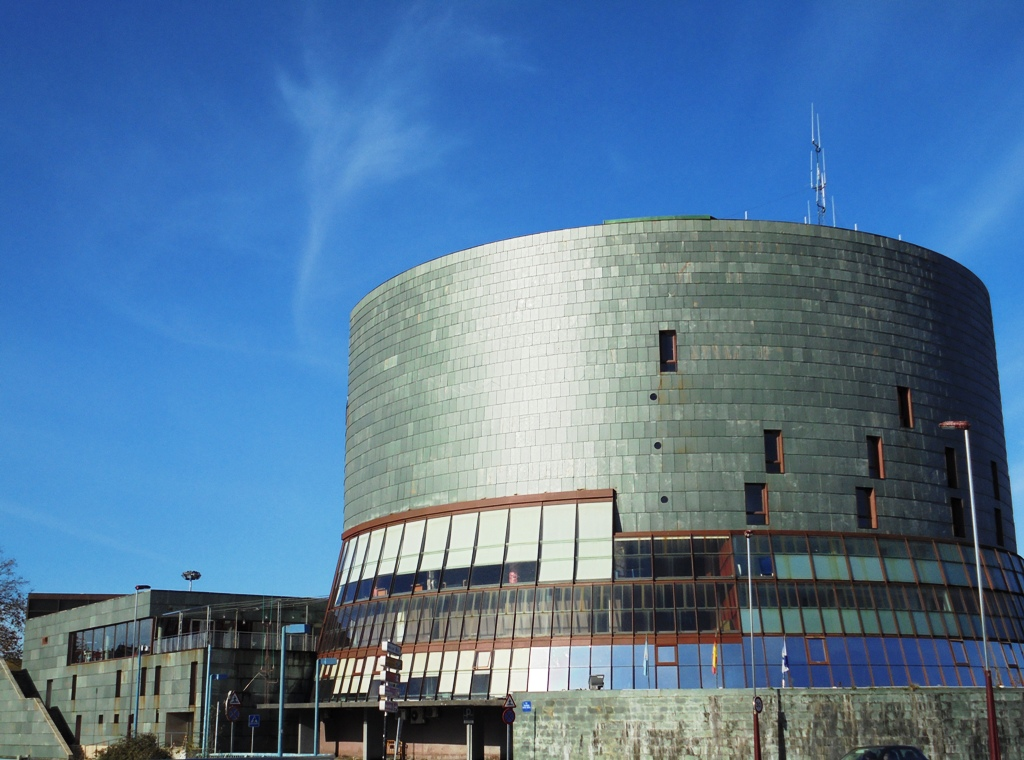
Palacio de Congresos y Exposiciones (1997)
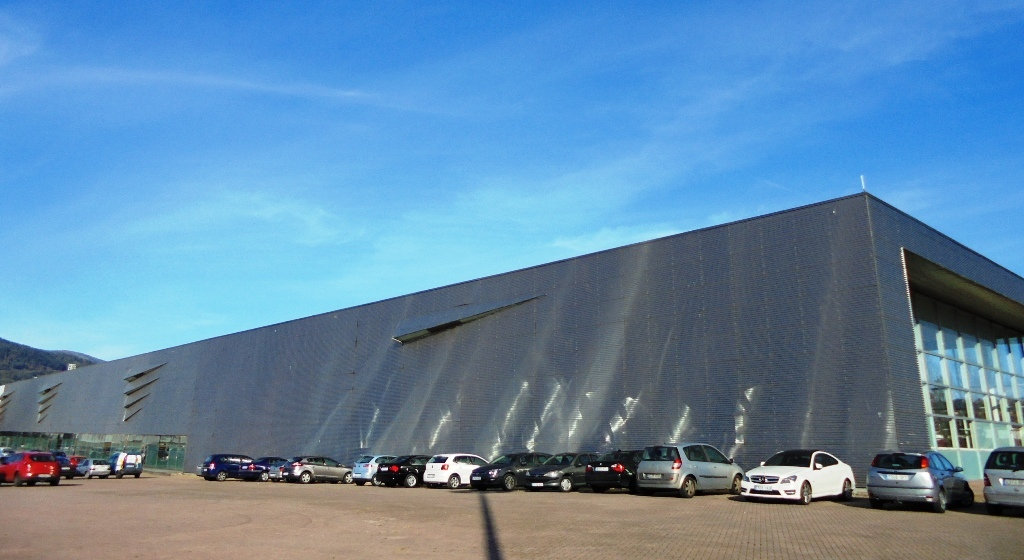
Recinto Ferial de Pontevedra (1998)
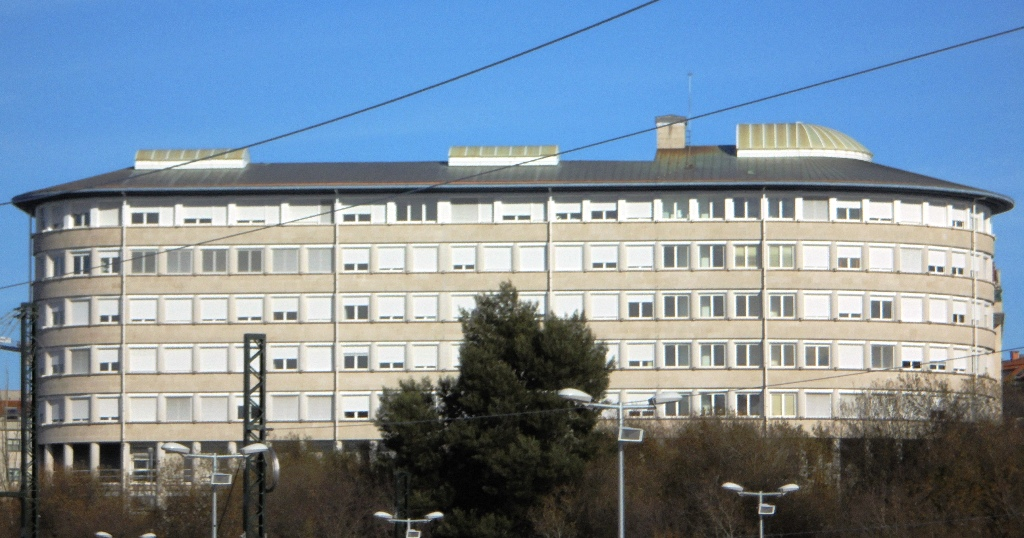
Primer Edificio de los Juzgados (1998)
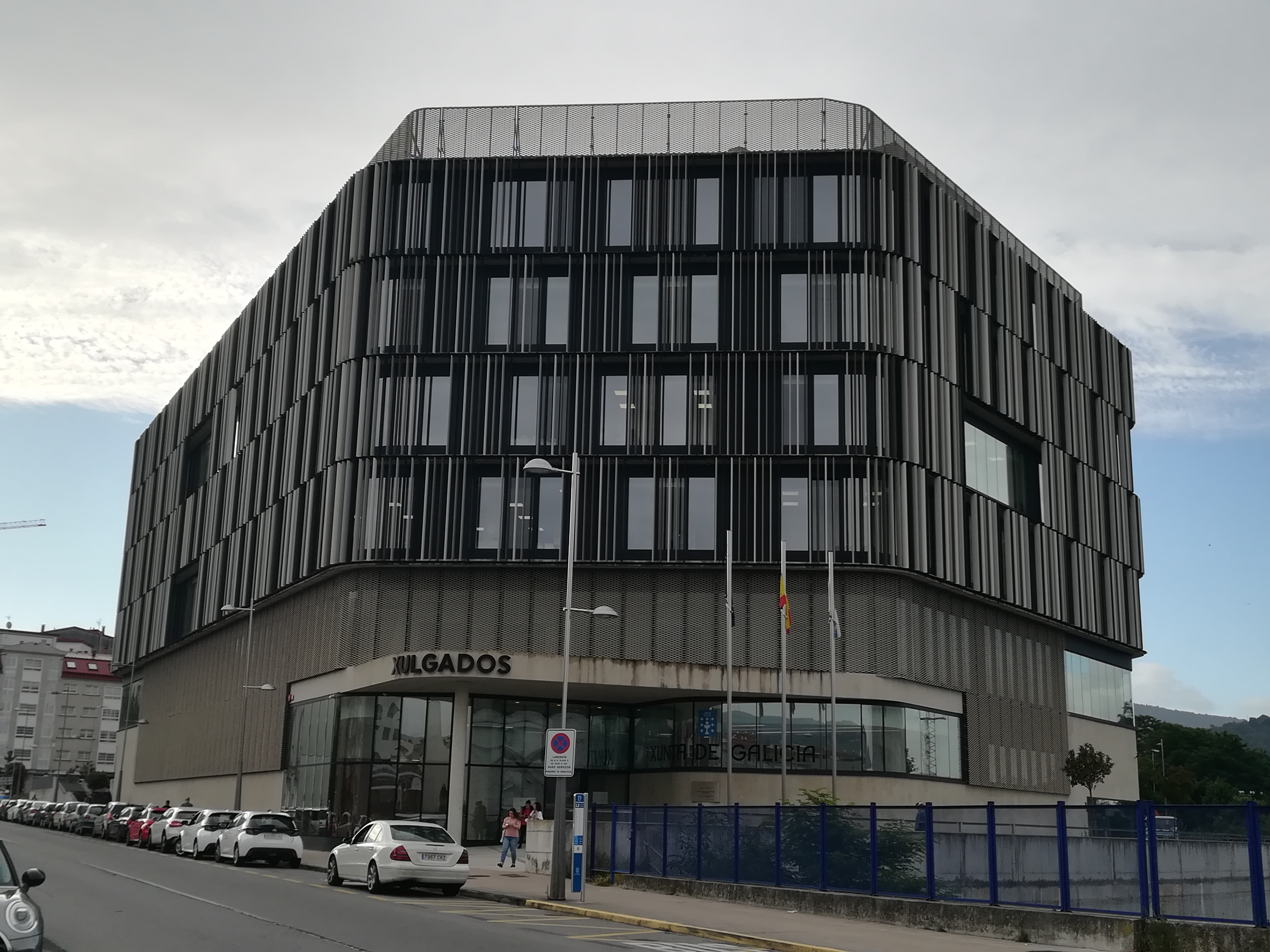
Segundo Edificio de los Juzgados (2019)
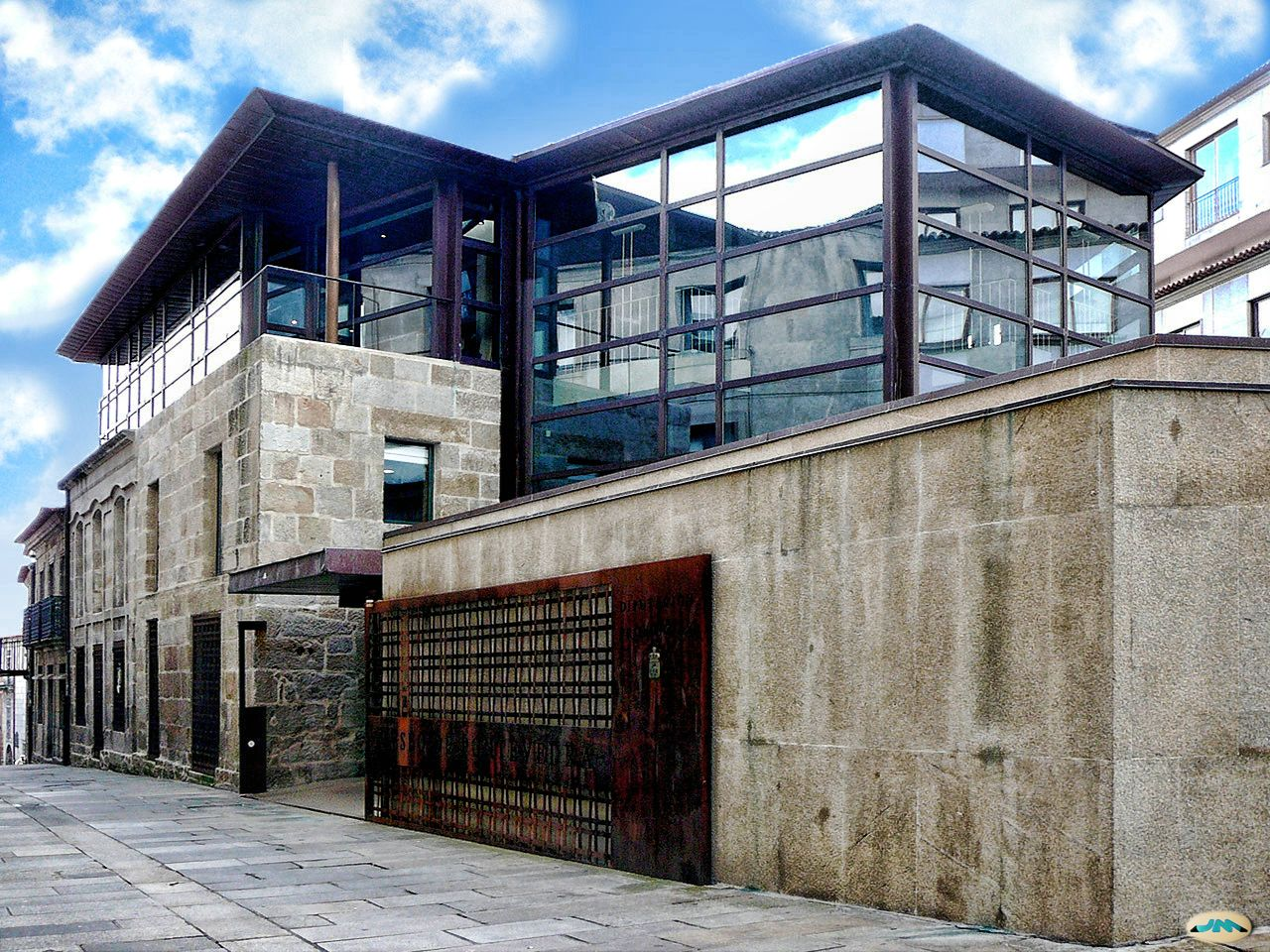
Edificio Fernández López del Museo de Pontevedra (2002)
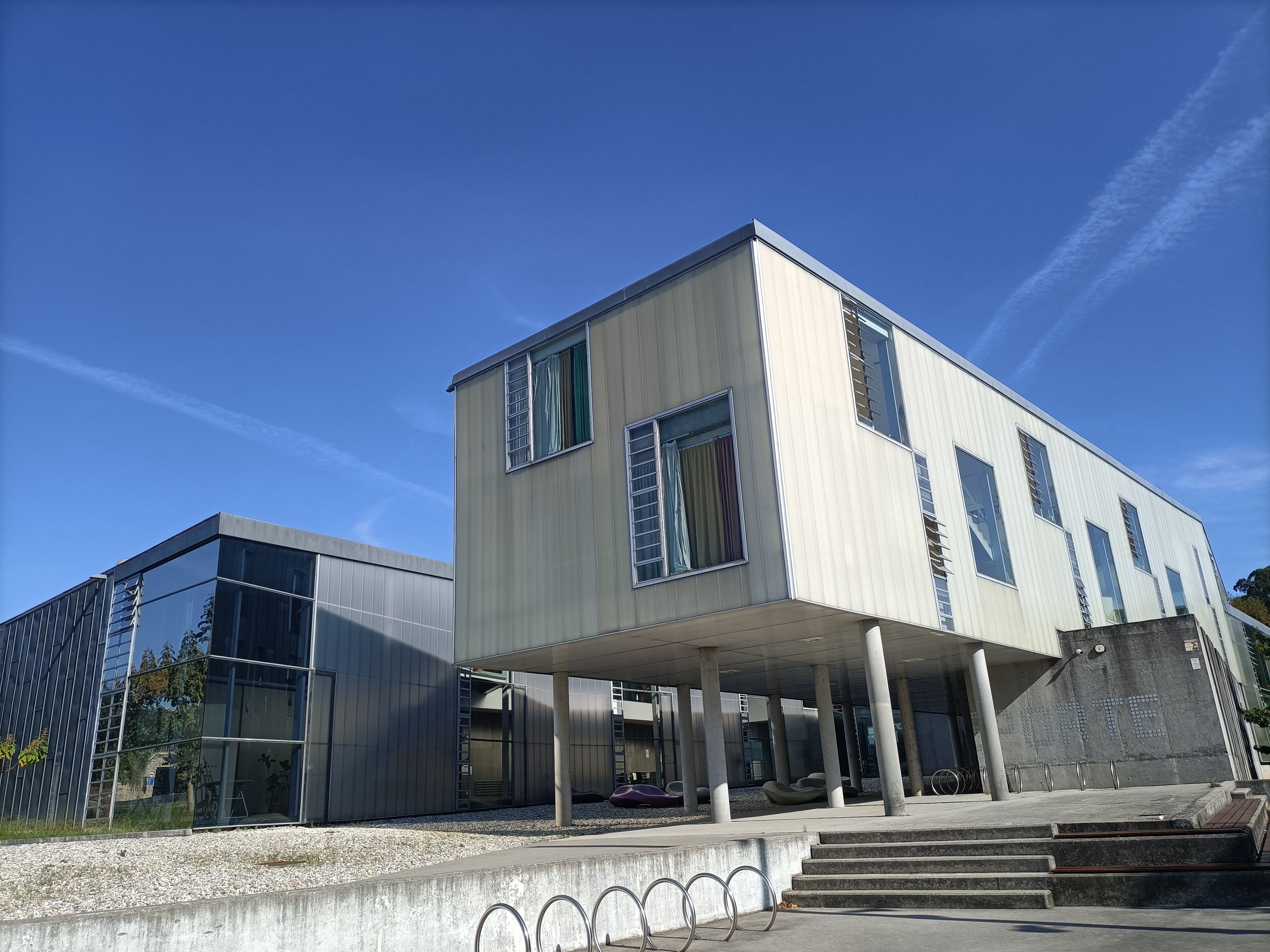
Facultad de Ciencias de la Educación y del Deporte (2006)
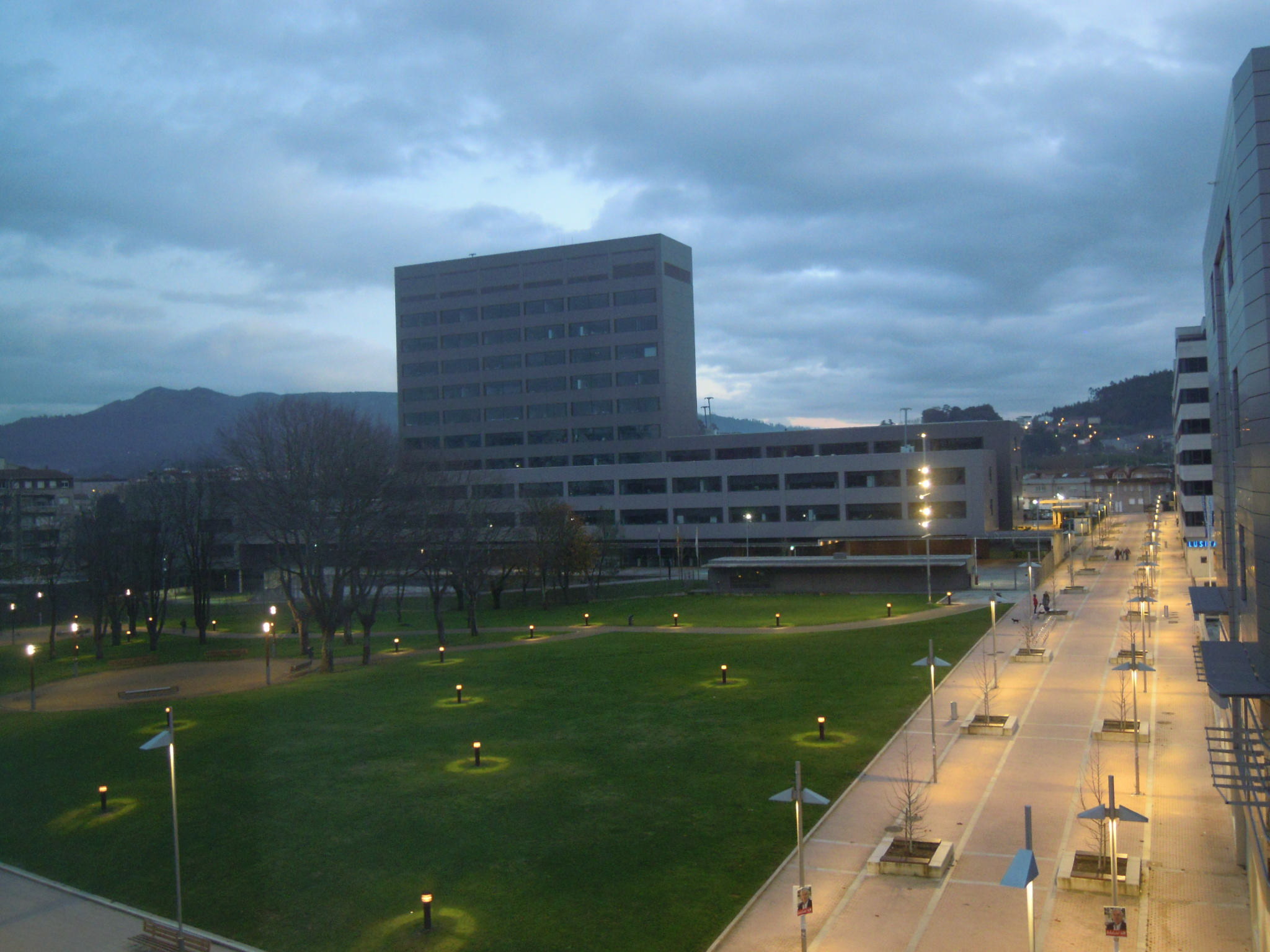
Edificio Central de la Junta de Galicia (2008)
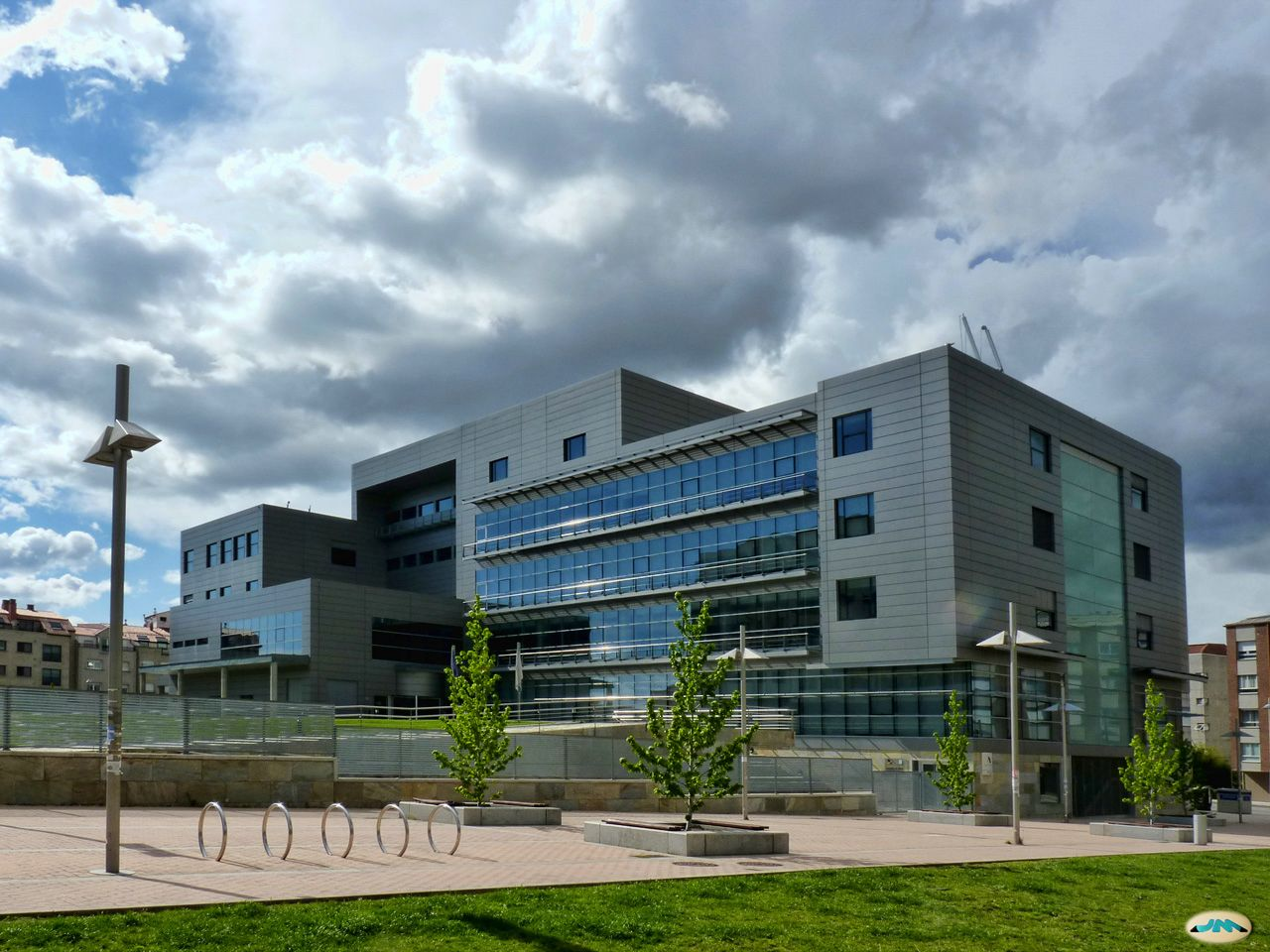
Edificio de la Delegación Provincial de Hacienda (2010)
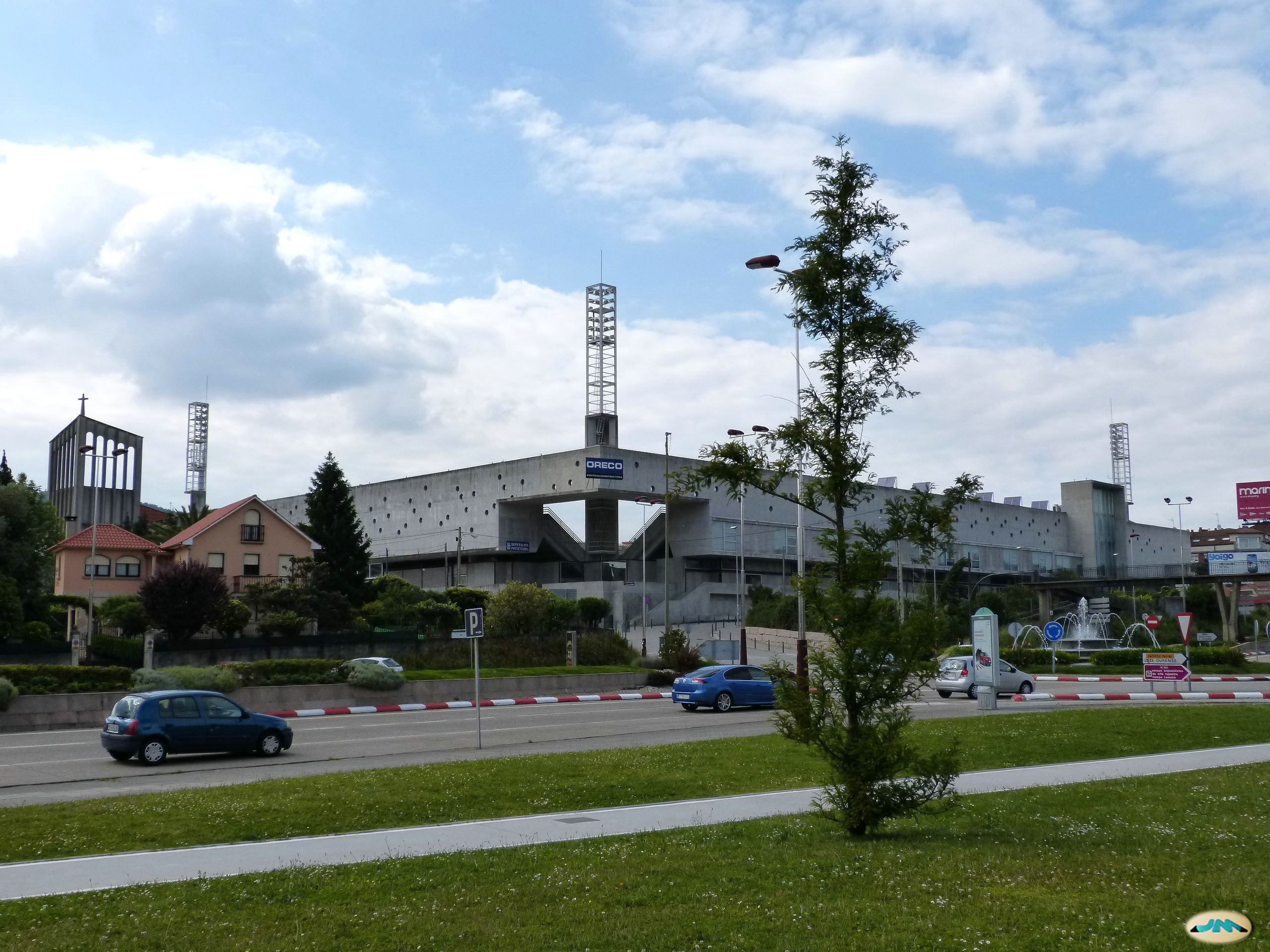
Estadio de Pasarón (2012)
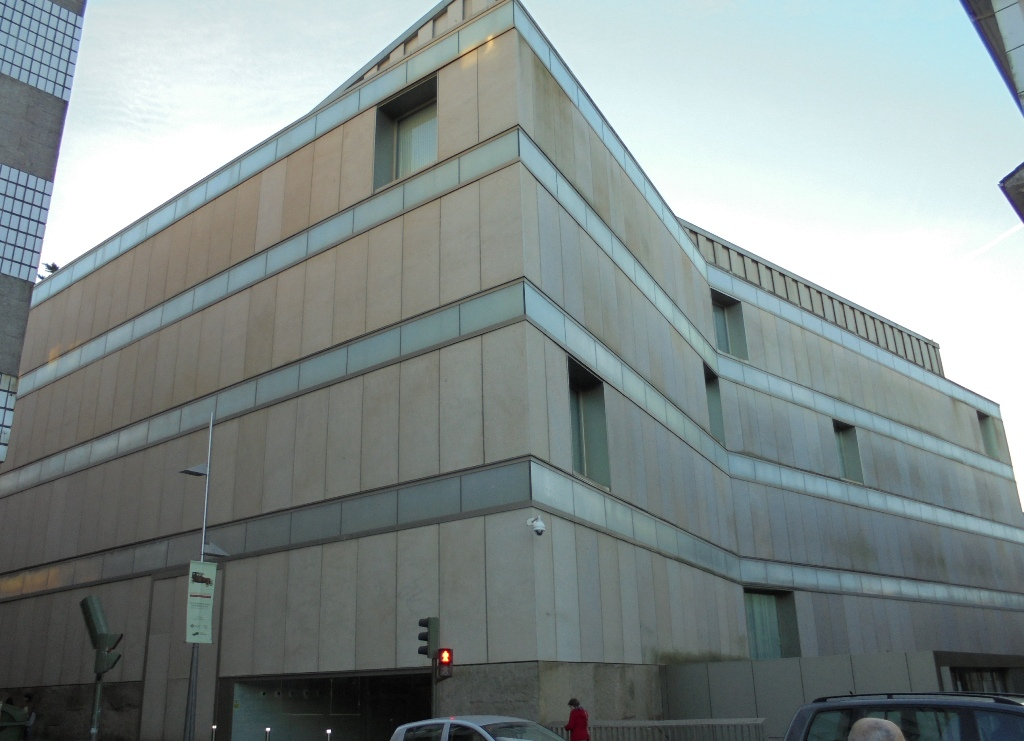
Edificio Castelao (2013)
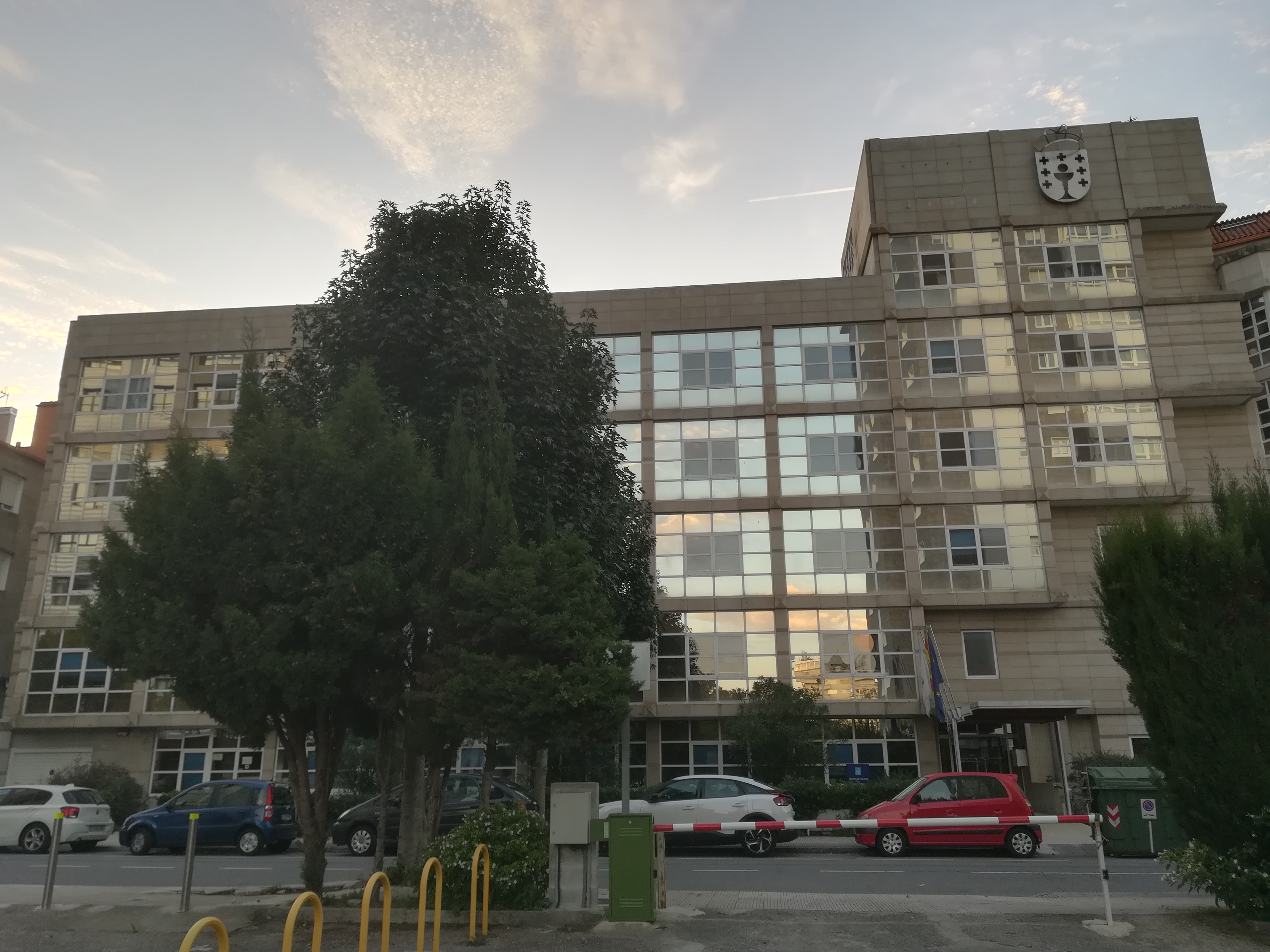
Delegación Provincial de Vivienda y Suelo (1993)
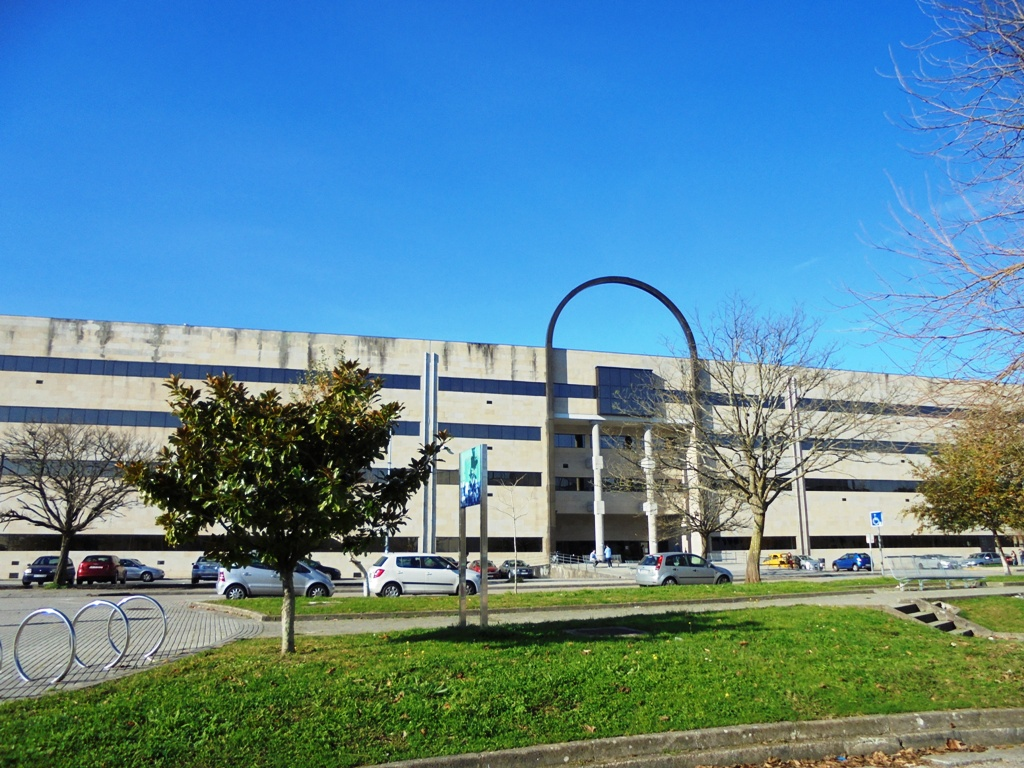
Facultad de Comunicación (2000)
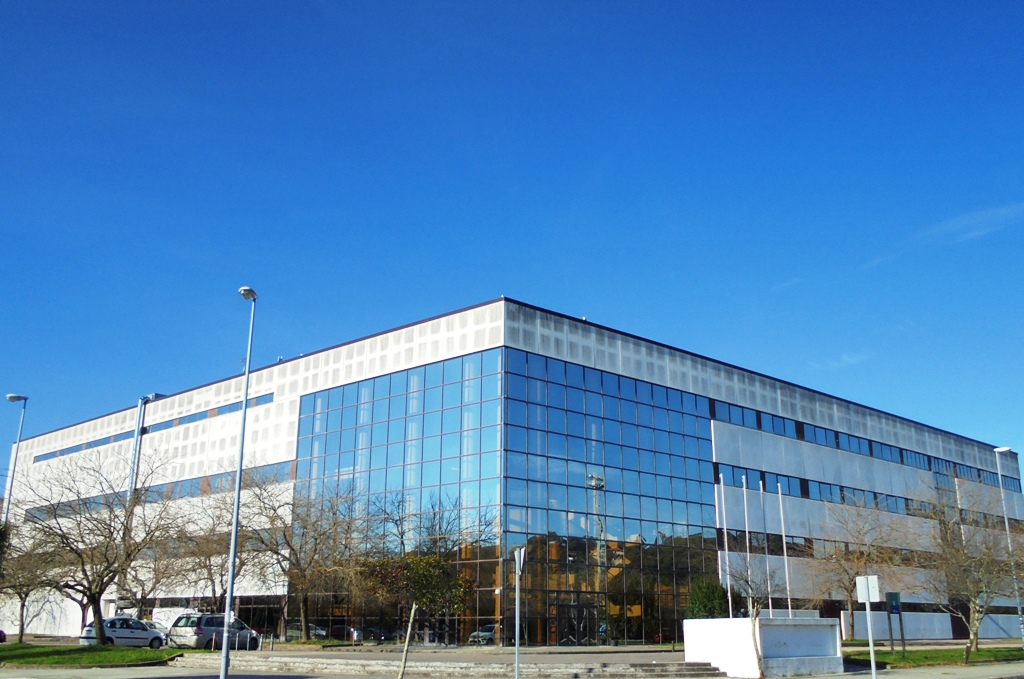
Escuela de Ingeniería Forestal (1996)
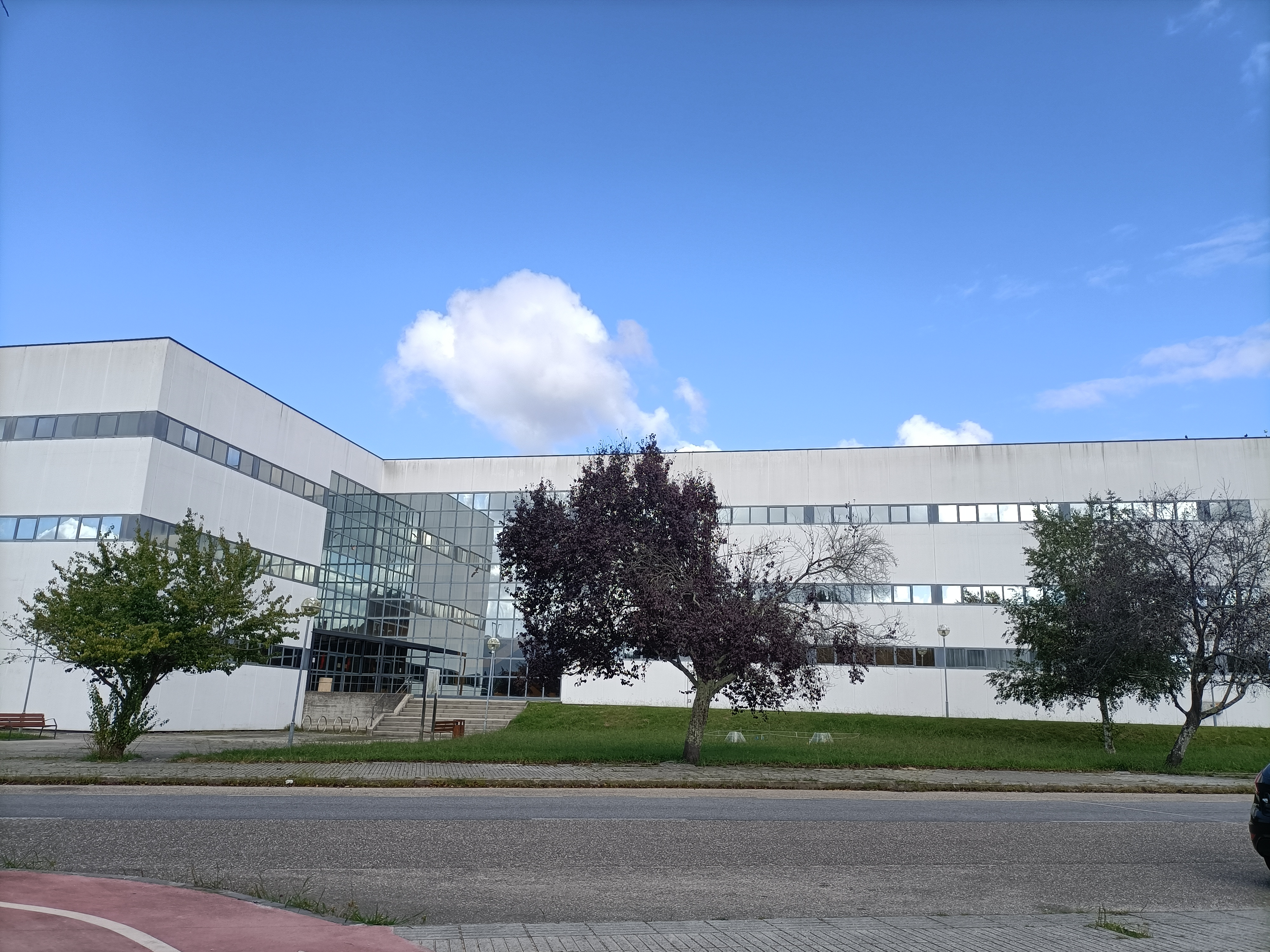
Facultad de Fisioterapia (2000)

#### Puentes contemporáneos
Pontevedra ha integrado en su paisaje urbano una serie de puentes contemporáneos que no solo mejoran la movilidad urbana sino que también reflejan funcionalidad y avanzadas soluciones arquitectónicas. El Puente de Santiago, puente viga, está diseñado en hormigón armado, se sustenta en cuatro pilares y ofrece cuatro carriles para vehículos y dos aceras. El Puente de la Ría, parte de la AP-9, es una estructura de 700 metros de longitud, diseñada en hormigón pretensado y armado, con pilares en forma de V en el centro de la ría de Pontevedra. El Puente de los Tirantes, es un puente atirantado asimétrico que presenta una torre inclinada de hormigón y 17 pares de cables de acero que sostienen el tablero de vigas cajón. En 1997 se instaló en el paseo del Lérez la pasarela curva atirantada del ingeniero Hugo Corres Peiretti. El Puente de A Palabra destaca por sus pilares en forma de V, que evitan el impacto en el cauce fluvial y mejoran la conectividad urbana. Finalmente, el Puente de las Corrientes, es un puente de arco tesado que se caracteriza por sus arcos paralelos de acero blanco y un diseño que separa el tráfico vehicular del peatonal y ciclista, incluyendo un paso subterráneo.

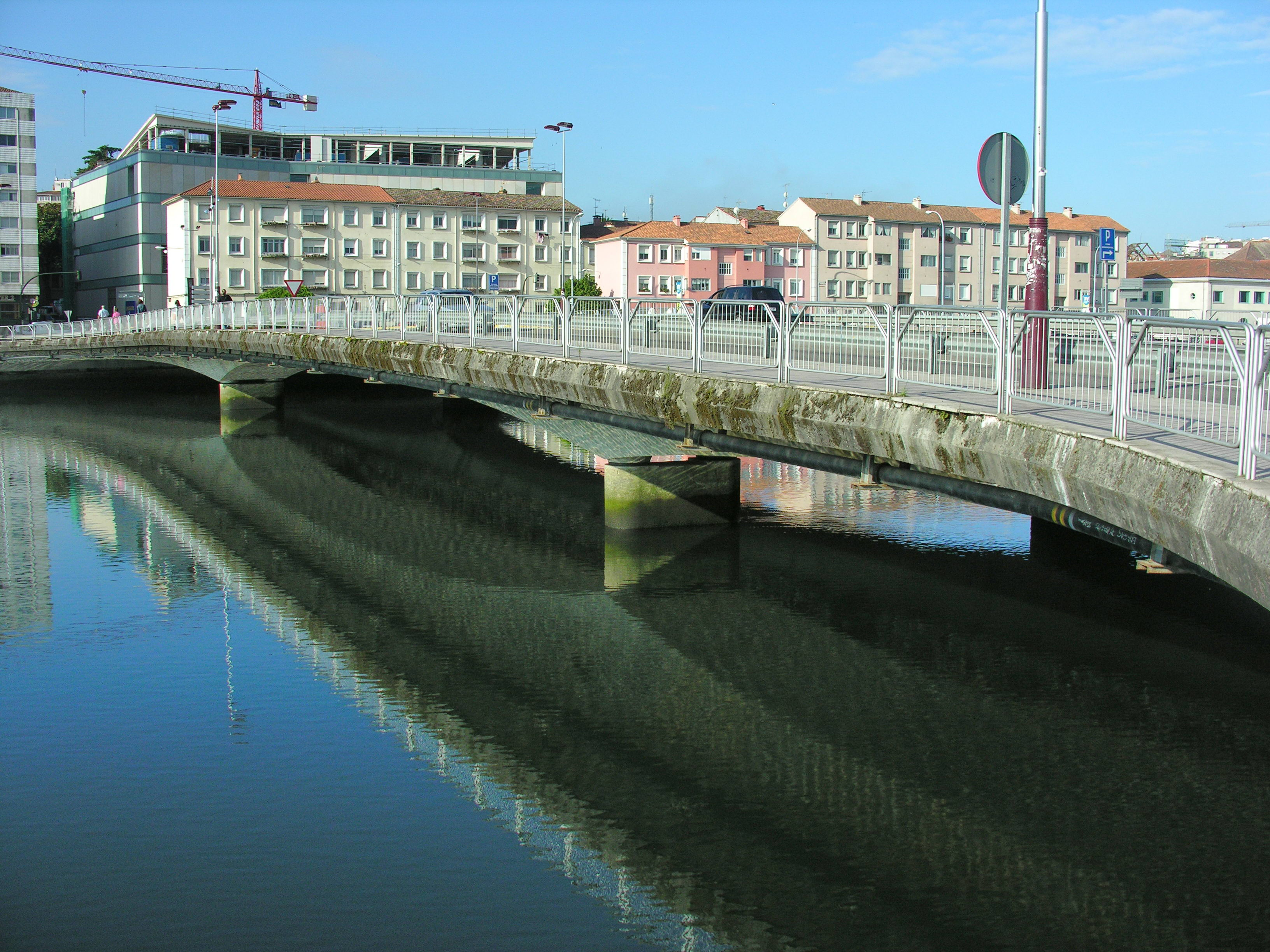
Puente de Santiago (1983)
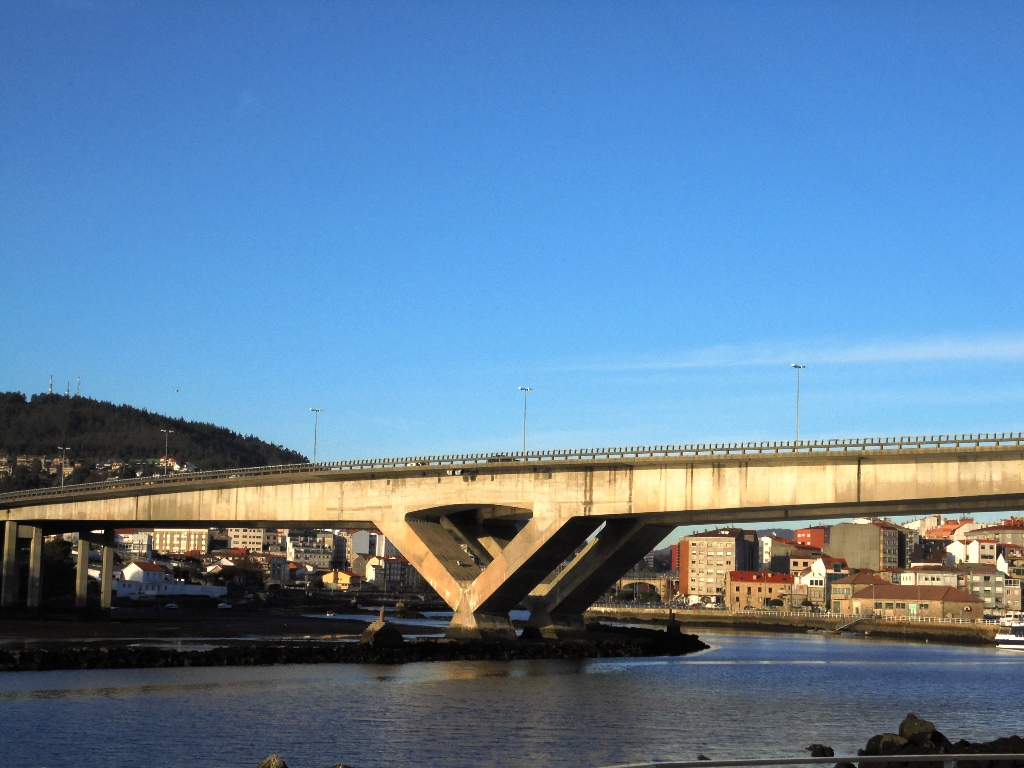
Puente de la Ría (1992)
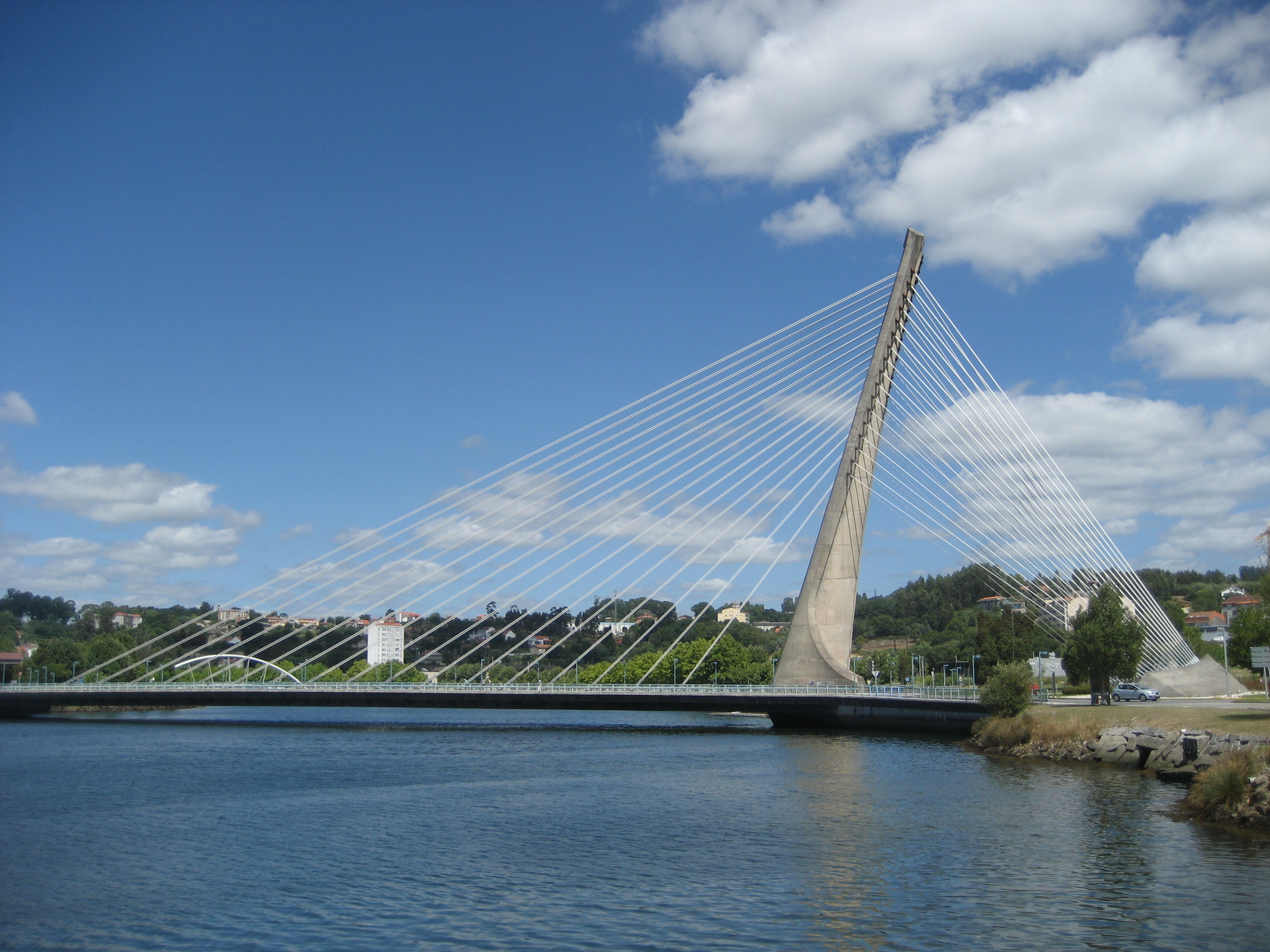
Puente de los Tirantes (1995)
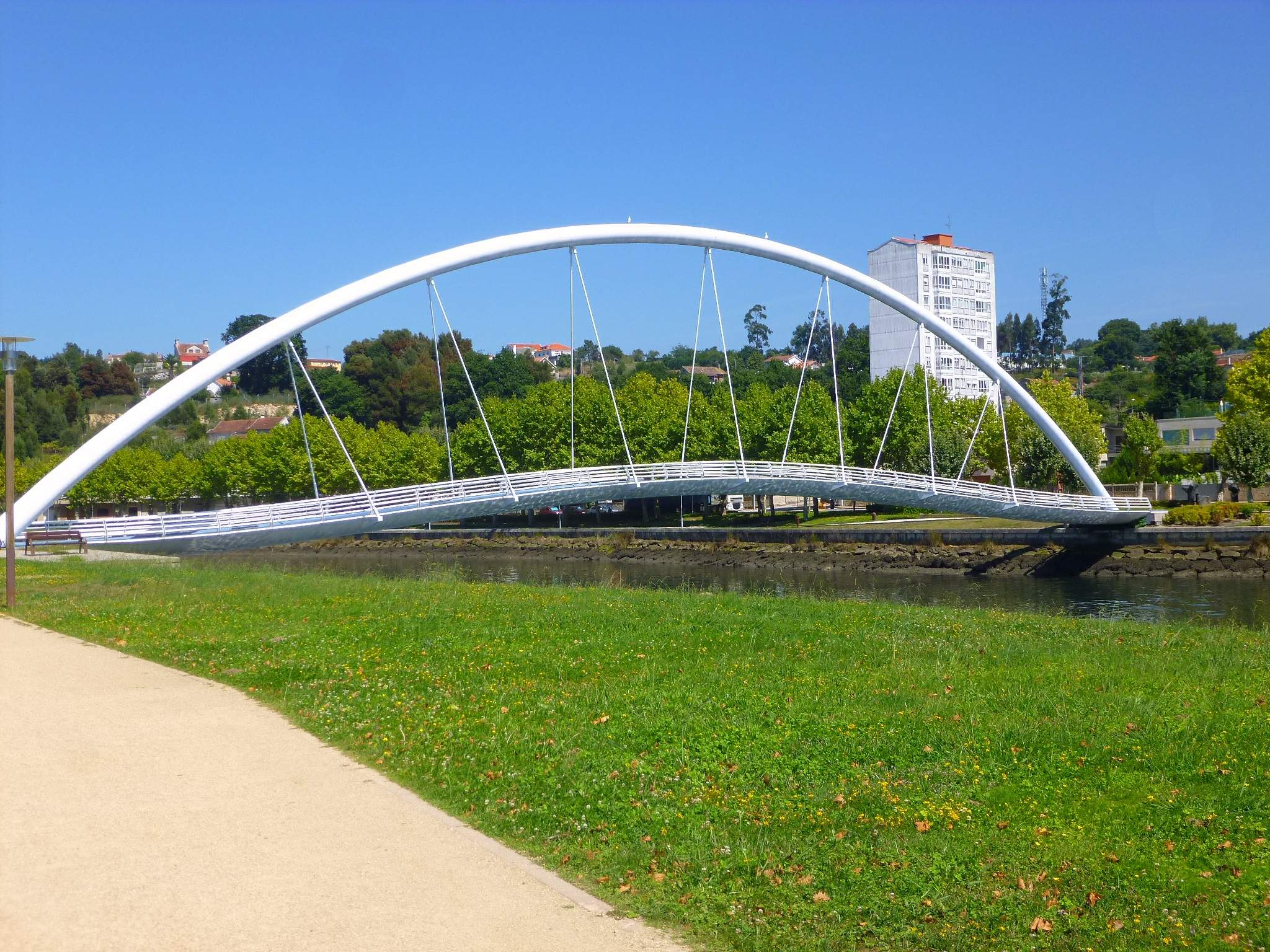
Pasarela sobre el Lérez (1997)
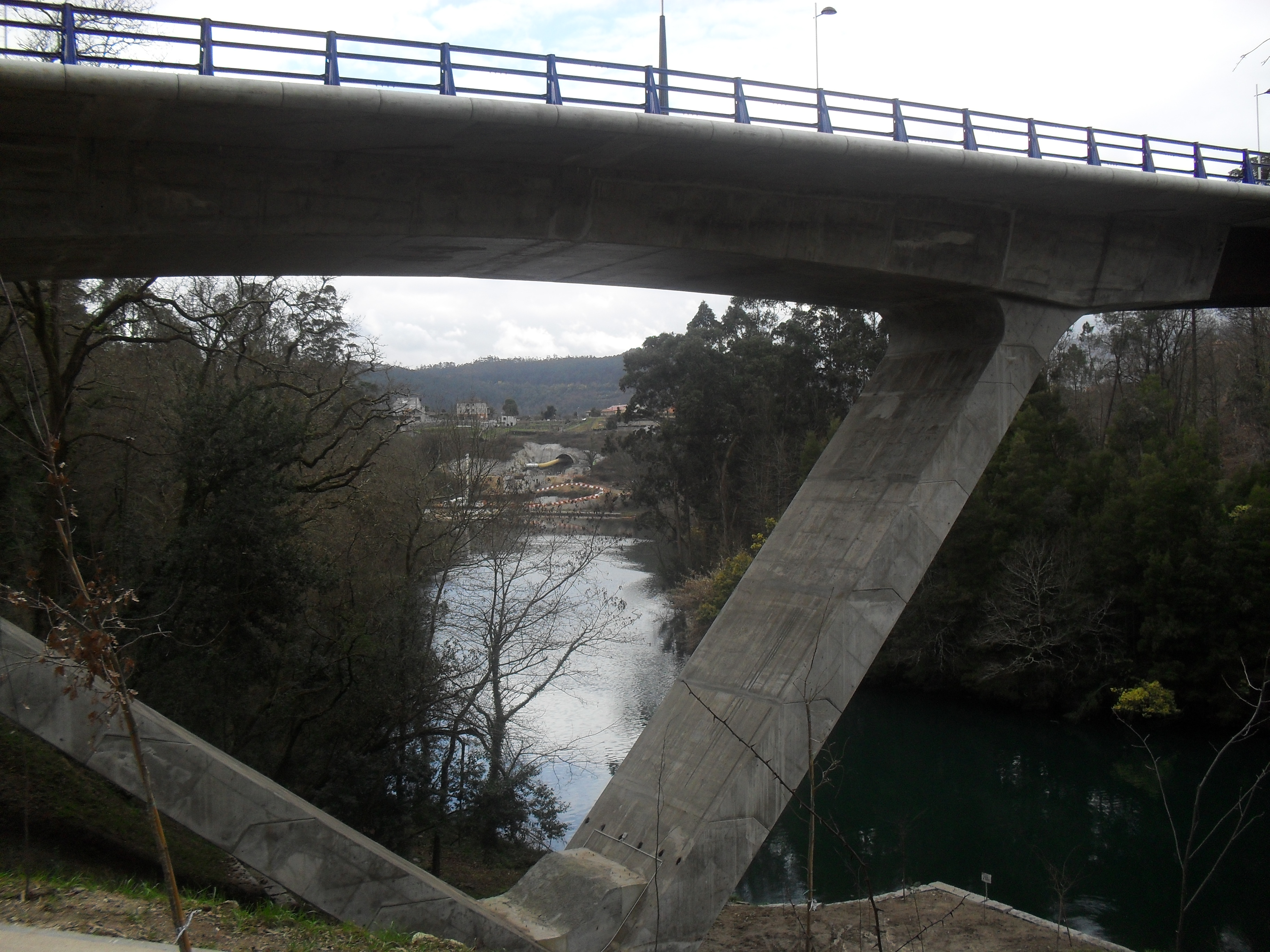
Puente de A Palabra (2011)
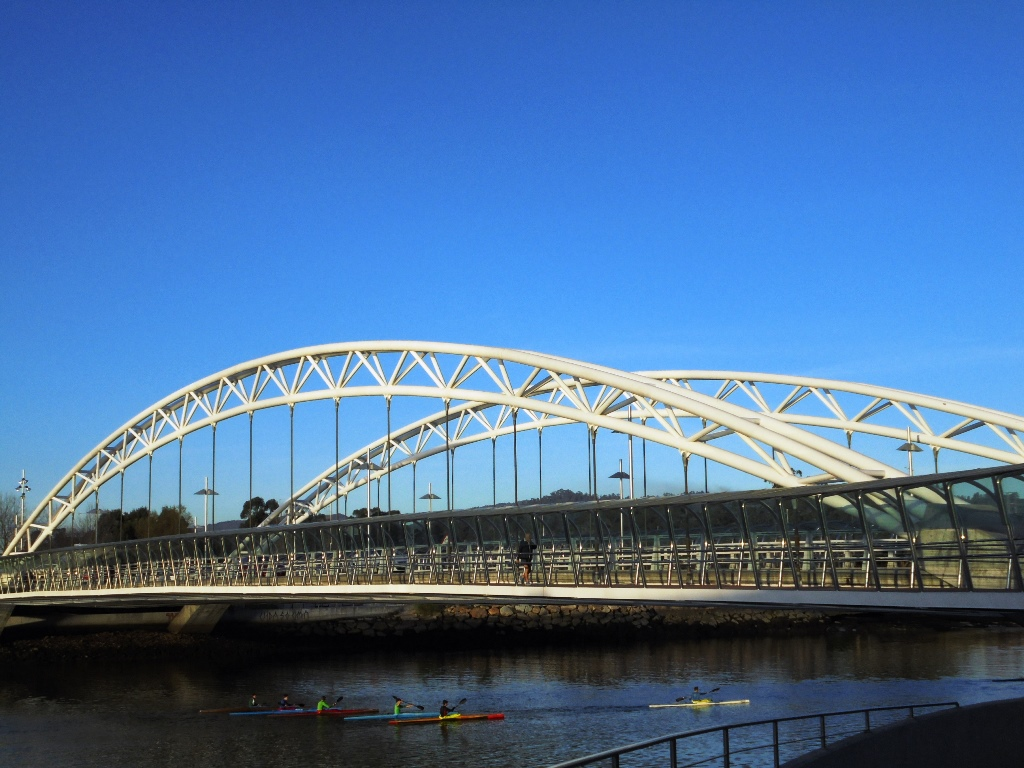
Puente de las Corrientes (2012)